# Carnaval de Barranquilla

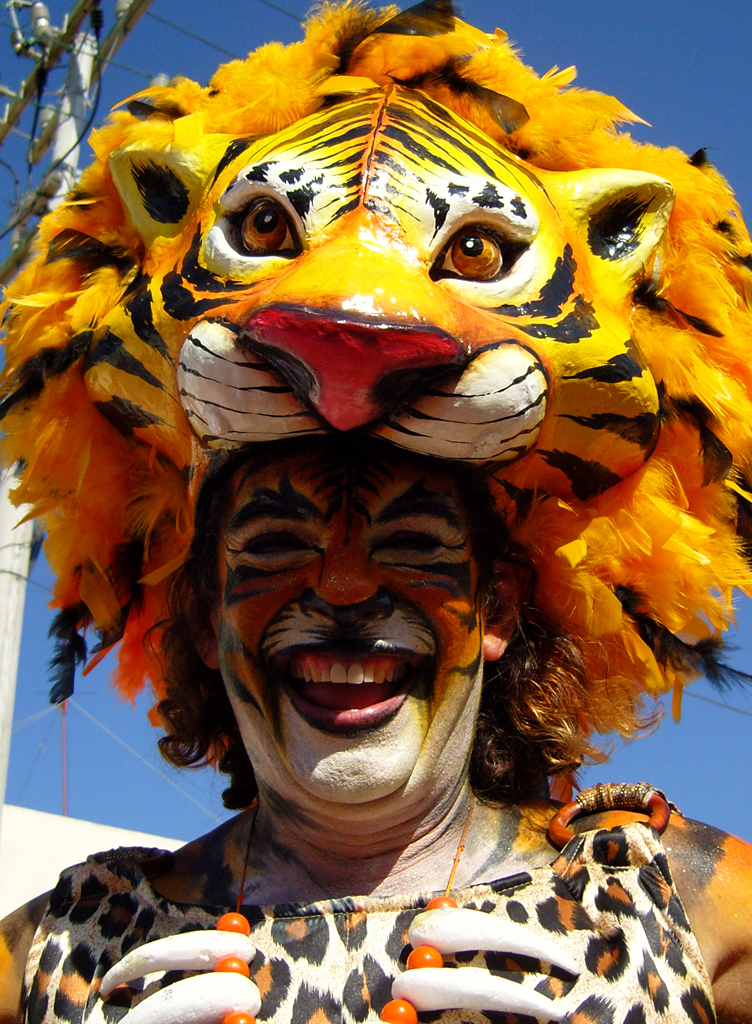
Disfressa de lleó al Carnaval de Barranquilla.

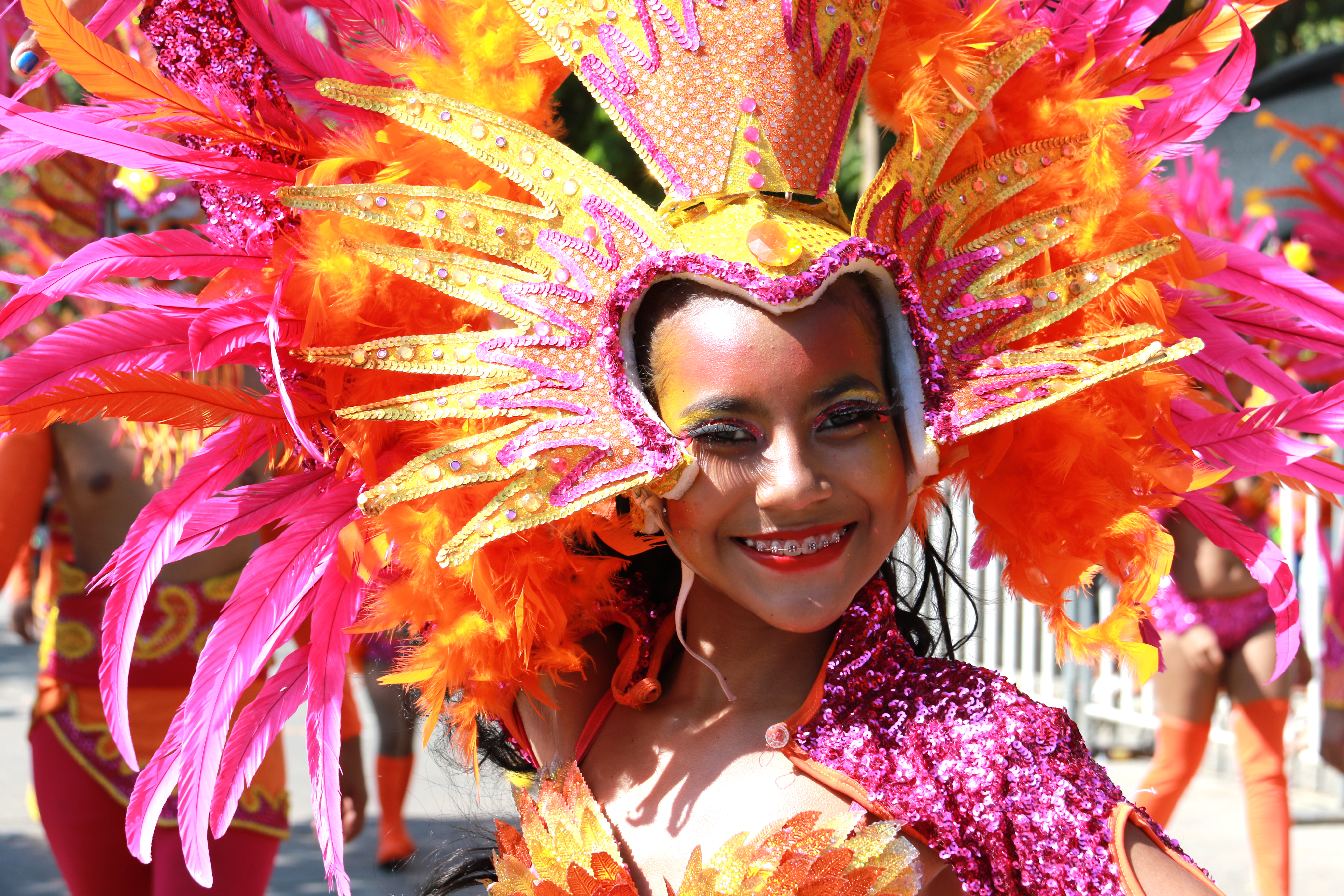
Disfresa amb plomes d'aus.

El Carnaval de Barranquilla és la festa folklòrica i cultural més important de Colòmbia. Més d'un milió de persones, entre visitants i locals participen anualment a la festa, la qual se celebra des del dissabte fins al dimarts anteriors al Dimecres de cendra. La temporada de Carnestoltes comença el dissabte abans del Dimecres de cendra, quan comencen les festes públiques, no obstant això, altres activitats directament relacionades amb el carnestoltes se succeeixen durant gran part de l'any. El naixement del carnestoltes de Barranquilla es va donar al segle xix, actualment participen prop de cinc-centes agrupacions folklòriques i genera aproximadament quaranta mil milions de pesos en ingressos.
El Carnaval de Barranquilla és un esdeveniment cultural en el qual s'expressen totes les varietats culturals i el folklore de la Costa Carib colombiana, així com les més variades manifestacions culturals locals, la música popular i el ball. Constitueix l'aspecte més representatiu de la ciutat que cada any atreu a propis i a estranys. Algunes de les disfresses més tradicionals del Carnaval de Barranquilla són el de Marimonda, el Gargot, el Congo i el Monocuco. Són motiu de riures i esglais tot tipus d'espècies animals, natives, i estranyes; negres africans; capgrossos; dements; «muñecotas» (monyicots); super-herois; éssers mitològics, que transcendeixen els límits de la sexualitat i la mort, entre un nombre gairebé interminable d'invencions i ocurrències populars. Característiques del Carnaval de Barranquilla són les màscares de torito, de tigrillo i d'oso, entre d'altres. Les disfresses satíriques i al·lusius a successos d'actualitat són motiu d'hilaritat col·lectiva i causen gran expectativa cada any.
Per la seva varietat i riquesa cultural, el Carnaval de Barranquilla ha obtingut dos importants reconeixements: «Patrimoni Cultural de la Nació», en declaració atorgada pel Congrés Nacional de Colòmbia el 26 de novembre de 2001, i «Obra Mestra del Patrimoni Oral i Intangible de la Humanitat», concedida per la UNESCO a París el 7 de novembre de 2001.

## Història

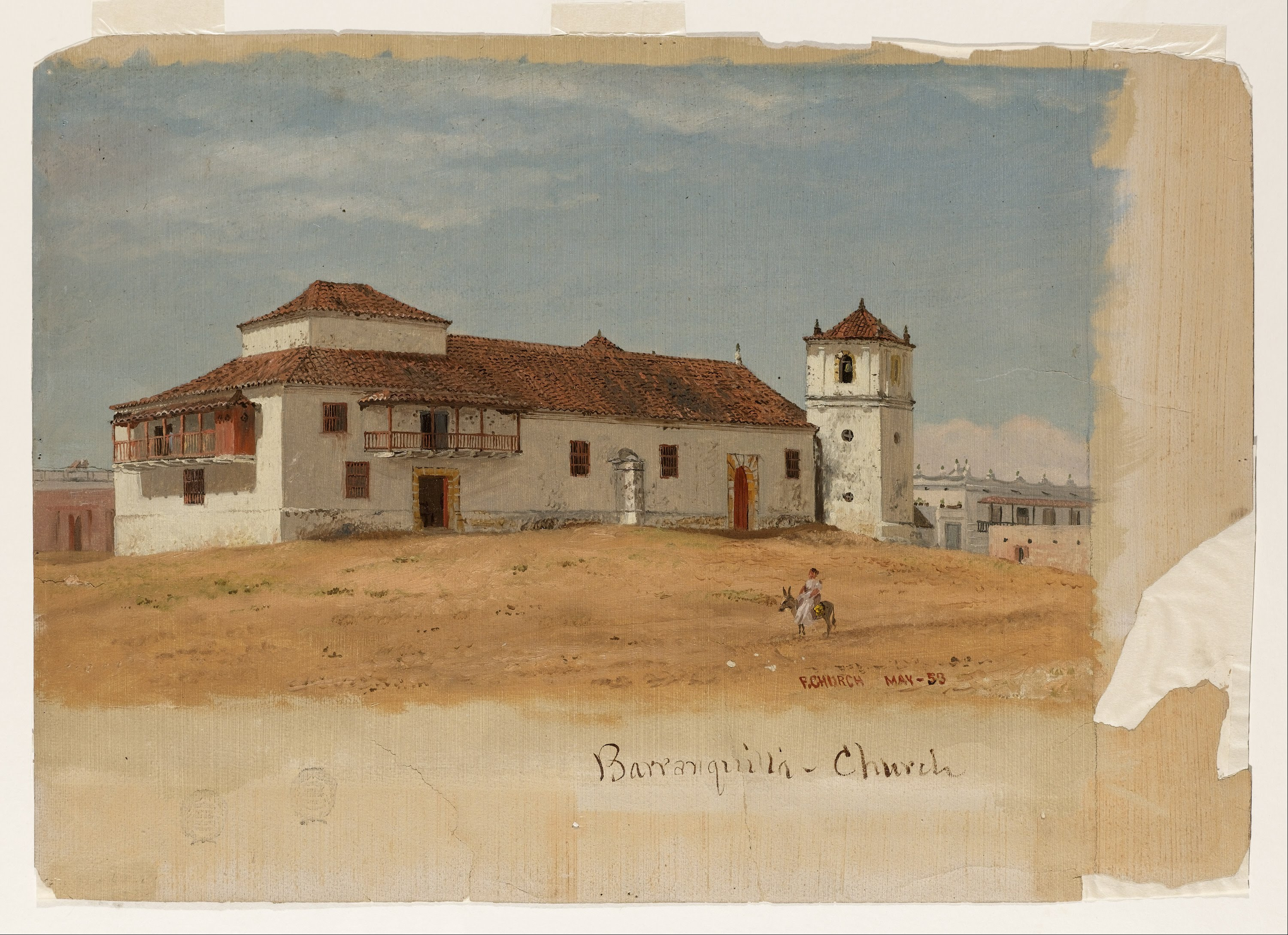
Pintura de Barranquilla, any 1853.

Barranquilla no va ser fundada sinó erigida en parròquia el 1774, i més tard en vila el 7 d'abril de 1813 després que pobladors de diferents procedències decidissin radicar-se en ella en virtut de la seva estratègica ubicació al marge de dues masses d'aigua importants per a la nació, el riu Magdalena i el mar Carib. La prosperitat va arribar a Barranquilla després de la independència d'Espanya gràcies a l'habilitació com a port d'exportacions del massia de Sabanilla, una ancorada a pocs quilòmetres de Barranquilla. Aviat les exportacions de Sabanilla van aconseguir superar a les de la ciutat de Cartagena. Això va fer que gran quantitat d'immigrants de Santa Marta, Cartagena, Mompox, poblacions localitzades al llarg del riu Magdalena i de l'interior del país, així com alemanys, anglesos, italians, nord-americans i altres grups nord-americans, àrabs i jueus trobessin a Barranquilla un lloc propici per emprendre la seva vida. La multitud de races que convivien a la ciutat va modelar el tarannà propi dels barranquillers, caracteritzat per l'alegria, per un escàs respecte cap a les jerarquies, per la irreverència i pel "mamagallismo" o presa de pèl, pròpies d'una ciutat que rep amb els braços oberts tradicions culturals de gran transcendència com és el Carnestoltes.

### Origen
Se sap que des de temps colonials van existir diferents festes populars com a carnestoltes a la ciutat veïna de Cartagena. Aquestes celebracions van ser portades pels europeus al Nou Món i van florir gràcies als capítols, mandingas, carabalies congos o mines de negres que va haver-hi a Cartagena. Amb el passar dels anys, els carnestoltes van cedir davant les festes de la Candelaria i les Festes de novembre. Segons l'historiador Adolfo Meisel Roca, aquesta situació va donar motiu al trasllat a Barranquilla dels carnestoltes per al seu establiment definitiu a principis del segle xx, quan la ciutat vivia plena expansió econòmica i creixia demogràficament. Altres factors que van afavorir l'arribada del carnestoltes a Barranquilla van ser l'absència d'un passat colonial i la no prominència d'una festa religiosa, que van permetre que tots els barranquillers gaudissin d'una celebració sense precedents i sense importar la procedència o creença religiosa dels participants.

No se sap amb certesa, en quin any es va realitzar el primer carnestoltes, no obstant això el 1893 un barranquiller que havia estat vivint a Bogotà durant catorze anys, va expressar al seu retorn:
| « | .. he vist el vertigen indescriptible de la festa del Carnaval, que és el centre de tot moviment, l'agitació de totes les fibres, l'oblit de tots els pesars, i l'anhel de totes les bogeries... | » |

Les dades registrades més antics, que fan referència a la celebració del Carnaval de Barranquilla, es troben no obstant això en la correspondència d'un viatger nord-americà, Van Rensselaer, el 1829. Aquesta crònica descriu a una celebració més aviat modesta d'acord amb la grandària de la població barranquillera d'aquell llavors:
| « | ... Varem tenir la festa del Carnaval que a Itàlia dura algunes setmanes, però en aquest lloc, on tants depenen de la feina quotidiana, ha estat prudentment reduïda a tres dies durant els quals no és del cas treballar perquè tot és alegria i entremaliadura. No podria dir ara sobre el motiu que va originar el festival, si va ser el paganisme o cap esdeveniment eclesiàstic. Aquí sembla que el lloc principal ho tenen els aborígens del país amb els seus vestit antics. [...]. Vaig observar que les nombroses disfresses que passaven en grups es copejaven els uns als altres amb pals i que la roba vola a miques quan hi ha baralla al voltant de qualsevol «frusilería», però solament en una ocasió vaig veure que algú va perdre el bon humor i al pobre diable li van cobrar molt cara la seva aspror. Una multitud disfressada ho va agafar i, després de fregar-li la cara amb una herba urticant, uns ho van prendre pels turmells fins posar-ho de boca terrosa i d'altres ho van copejar sense misericòrdia en una part innominable. La lliçó del cas era mostrar que, de la mateixa manera que no s'havia intentat infringir un mal real, ningú deía enfadar-se per les tracamanyes que patís. Vaig recordar aquesta lliçó quan, al transcurs del matí, un disfressat em va llançar un ou que em va copejar ple al pit sobre el meu immaculat lli blanc i es va trencar però, per a la meva satisfacció, vaig trobar que només contenia aigua pura, el rovell i la clara se l'havien extreta precisament amb aquest propòsit. | » |

### Evolució

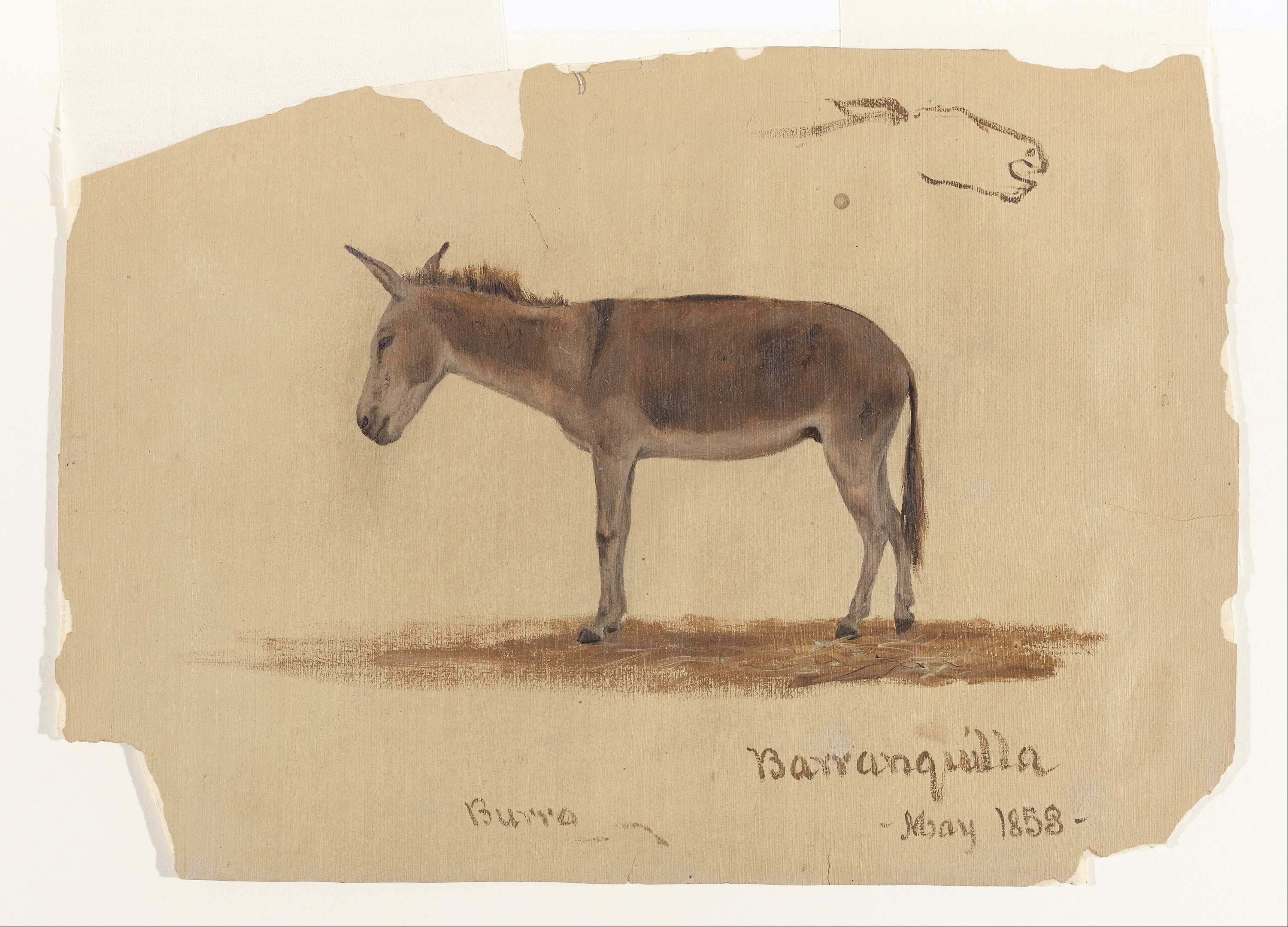
Pintura d'un ruc feta a Barranquilla el 1858. Aquest animal va donar origen a disfresses i als "salons burreros" al.

Amb la migració a Barranquilla van arribar expressions culturals de diferents regions. Danses, música, escultures i costums es van barrejar o es van mantenir intactes fins al dia d'avui. Moltes d'aquestes manifestacions que avui es practiquen en el carnestoltes encara es poden apreciar en poblacions veïnes al riu Magdalena; en altres casos aquestes danses van desaparèixer dels seus llocs d'origen. Aquest intercanvi que es va donar gràcies a la migració va ser un aspecte important per a l'establiment d'alguns costums de l'esdeveniment, com va ser la celebració del Pregó del Carnaval, acte amb el qual comença el precarnaval i el carnestoltes, que té els seus orígens en la lectura al pregó públic realitzat cada 20 de gener, dia de sant Sebastià, per autoritzar i informar sobre les celebracions que li permetien als esclaus durant la colònia per part de les autoritats del Virregnat a la ciutat de Cartagena. De manera anàloga, la primera Lectura del Pregó del Carnavl de Barranquilla va tenir lloc el 1865 al carrer Ancha, avui Passeig de Bolívar, declarant aquest dia com a "dia zero" per a la celebració del carnestoltes. Aquest és el primer indici que mostra la institucionalització del carnestoltes posat que fins al dia d'avui es manté intacta la tradició de celebrar la Lectura del Pregó cada 20 de gener.

D'altra banda, el cronista i historiador barranquiller Alfredo de les Espriella compte que segons testimoniatge orals els anomenats "salons burreros" van aparèixer cap a 1872 al carrer de les Vacas, avui coneguda com a avinguda Boyacá o carrer 30, que amb el pas dels anys serien ocupats per l'antic circ de toros i després pel Teatre La Bamba. De la Espriella indica que els salons burreros eren:
| « | ... llocs despoblats, consagrats per al ball, on, molts anys abans que s'organitzés el Carnaval, es reunien les persones que voldrien fer una curruchadita - com es denominava aleshores el temps que prenia la tanda de ball amb la parella- al compàs de tambors, flautes de millo, gaites,guacharacas, maraques i tots els altres instruments que alternaven músics espontanis que acabaven el sarau a les sis del matí... | » |

El nom d'aquests salons, anota el cronista, es devia al fet que moltes persones estacionaven aquí els rucs per a ballar i després anar-se'n. L'auge d'aquests espais es devia al fet que la societat barranquillera tenia la necessitat de comptar amb llocs que permetessin el gaudi col·lectiu. Al principi el jolgorio en els salons burreros es donava exclusivament el dissabte, no obstant això es van estendre al diumenge i després al dijous. Aquests llocs van gaudir per molt temps d'èxit, però a poc a poc anirien desapareixent a mesura que el carnestoltes s'organitzava i els salons de ball gratuïts es van tornar comuns i van permetre cap a l'última cambra del segle xix als actuals Barri Abajo i barri Rebolo el sorgiment de les primeres danses coreogràfiques del carnestoltes com el van ser la dansa del Congo l'any 1876. Altres espais com el Club Barranquilla, fundat el 12 d'octubre de 1888 i el Teatre Emiliano, inaugurat el 1895, es van convertir en llocs per a la trobada de les classes altes, constituïdes en la seva majoria per estrangers assentats a la ciutat a la fi de segle. Alfredo de la Espriella indica:
| « | Els alemanys eren carnavalers, immensament carnavalers. Van deixar una empremta increïble perquè ells feien màscares, caps, els famosos caps grossos que vostès han vist del Carnaval venen del carnestoltes de Múnic. Ells van portar aquí totes aquestes coses i feien el seu carnestoltes. Tota la vida, sempre que van tenir club a Barranquilla ells, però també els italians, van fer els millors balls del Carnaval. | » |

### Maduresa

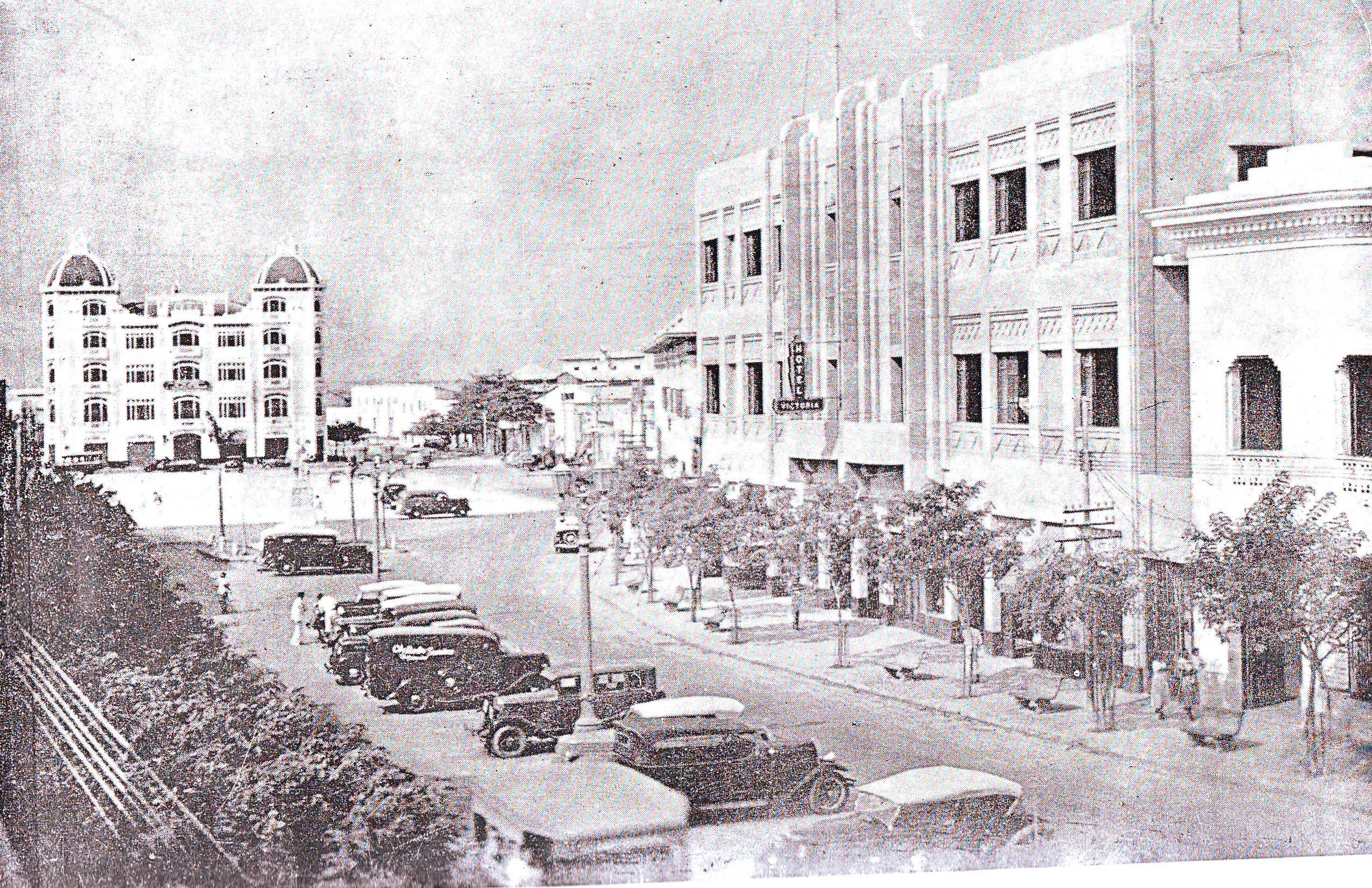
Passeig Bolívar, també anomenat "Camellón Abello" els anys 30, per on passava la desfilada de la Batalla de Flors del Carnaval de Barranquilla.

El desenvolupament del Carnaval de Barranquilla, vist en funció de contextos urbans i socials que es modifiquen, va representar un fenomen dinàmic amb enormes reptes d'adaptació pels barranquillers. Això, sumat al sentit de pertinença i patrimoni col·lectiu a la tradició folklòrica dels barranquillers, va significar un motor important per a la construcció de tots els aspectes que tenien a veure amb el carnestoltes, convertint-ho en un referent fonamental per a la vida quotidiana dels quals van habitar la ciutat. El carnestoltes es va tornar ràpidament en un espai en el qual els pobres, els de classe mitja i els rics van ser capaços de compartir la dansa, la jovialidad i l'orgull de comptar amb l'esdeveniment, evidenciat en els esdeveniments organitzats en els quals la gent podia participar. No obstant el que el carnestoltes realment mostrava era un il·lusori parèntesi en el qual es trencava amb tota norma social. En aquesta època es va crear el càrrec de "Presidente del Carnaval", acompanyat d'una "Junta Organitzadora", la missió principal de la qual era consolidar els interessos de tots els barranquillers i recolzar les iniciatives que aportessin a enriquir el carnestoltes, com ho va ser en el seu moment la creació de la "Batalla de Flors", que buscava celebrar de manera simbòlica el final de la Guerra dels Mil Dies, conflicte civil que va esclatar el 17 d'octubre de 1899 i va finalitzar l'any de 1903 amb la signatura dels armisticis de Neerlandia i Wisconsin. De la Espriella ens explica sobre la Batalla de Flors:
| « | […] va consistir en un elegant passeig pel Camellón. Partint de dos bàndols integrats per famílies en les seves "Victòries" meravellosament decorades amb flors naturals i motius festius originals, sortien a la trobada de la Batalla. [...]. A l'hora decisiva les trompetes militars de la casern] van sonar al compàs de bombos i platerets i el guirigall pròpi estimulat per la bullícia de la gent; es va iniciar la batalla amb l'artilleria de serpentines, confeti, flors naturals i perfums que "es disparaven" tots dos bàndols durant el recorregut de quatre voltes a l'illa. Acabant el "combat" els dos bàndols reconciliats, per gaudir aquella pau, obtinguda amb tanta de cortesania van festejar al Teatre Emiliano el plebiscit, va ser tan memorable aquell dia!, que l'any següent es va demanar repetir la "batalla" i sol·licitar permís novament a la municipalitat. | » |

A partir de l'any de 1918, amb l'elecció de la primera reina del Carnaval de Barranquilla, la jove barranquillera Alicia Lafaurie Roncallo, es van obrir les portes perquè noies pudientes de l'època poguessin ser designades "sobiranes" de les activitats carnavaleres. No obstant això aquesta tradició s'aconsegueix institucionalitzar, encara que per vot popular, l'any 1923 amb el nomenament de Reina del Carnavals a Toña Vengoechea Vives, després de no haver-se presentat elecció durant 5 anys. No va ser sinó fins al 1936 quan es va tornar costum nomenar reines del carnestoltes per designació a Lolita Obregón com a reina. Aquest mateix any, el Comitè de Carnaval de la Societat de Millores Públiques va assumir les regnes de la festa per realitzar la primera Batalla de Flors per l'avinguda Olaya Herrera.

No se sap exactament com va ser el trasllat dels esdeveniments dels salons de ball als ardents carrers barranquillers, no obstant això un dels cronistes del vell carnestoltes el prelat Pedro María Revollo, descriu amb detall les danses del carnestoltes en un exemplar de 1942 de la revista Mejoras:
| « | Ja hem parlat del ball dels Pirates, parlem de les altres. La dels Negres del Toro constava d'unes cent persones disfressades de gossos, gats tigres, lleons i negres amb llargs turbants i llargues cues, calçant avarques, portant algun objecte enginyós a les mans per fer riure als curiosos i poder-los arrencar diners. Anaven també homes disfressats de dona que feien l'ofici de negres. Els negres tigres, gossos i lleons corrien un tros i retrocedien de la mateixa manera així passaven el dia sota el sol abrasador, regalimant suor i xuclant sofre per evitar que l'aigua que prenguessin els fes mal [...] | » |

L'any de 1949 es va promulgar "El Somni del Rei Momo", el primer ban escrit pel gran cronista de les festes, Alfredo de la Espriella.
Altres decisions importants que van aportar durant aquest període van ser que l'any de 1967 es va realitzar la primera "Gran Parada", una desfilada de danses folklòriques sense carrosses, el 1969 es va crear del Festival d'Orquestres, competència musical per gèneres que es disputa entre els diferents cantants i orquestres que es presenten en el Carnestoltes, i el 1974 per iniciativa de la cantant i compositora Esthercita Forero es va dur a terme la Guacherna, esdeveniment que rescataria una tradició perduda, la de desfilades, cumbiambas i tamboras nocturnes que alegraven els barris de la ciutat.

### Renovació
A causa que la gestió del carnestoltes es va veure intervinguda per múltiples entitats es va creure al seu moment que el carnestoltes no anava a prosperar a causa que el patrimoni mostrava clars senyals de divisió: d'una banda es festejava en els clubs de l'elit; per una altra en les celebracions populars del carrer. A mitjan anys vuitanta del segle XX es va convocar des de la Cambra de comerç de Barranquilla fòrums ciutadans per debatre l'esquema de maneig i les alternatives a seguir per al rescat de les tradicions i l'enfortiment del Carnaval. De la mateixa manera, diferents grups folklòrics es van associar per defensar interessos concrets i reclamar un reconeixement apropiat al seu paper envers l'esdeveniment. Com a resultat d'aquest procés de consulta ciutadana i de cerca de solucions es va crear el 1991 una societat d'economia mixta que en qualitat de concessió començava a manejar els espais públics i l'organització de l'esdeveniment: la Fundació Carnaval de Barranquilla.
Un dels assoliments de la Fundació ha estat crear l'any de 1995 la desfilada del Rei Momo pel carrer 17, desempolsant així la figura de Rei Momo, perquè presidís aquest espectacle de carrer. Des d'aquest any i fins avui la Fundació nomena com a Rei Momo a una figura representativa o un personatge destacat en la música o el folclore. La desfilada, que es realitza paral·lel a la Batalla de Flors s'ha consolidat com un homenatge als sectors que han estat nucli històric de les festes i on sorgeixen amb major vigor i riquesa cultural les manifestacions populars del carnestoltes. Un altre gran assoliment de la Fundació va ser l'any 2000 crear la desfilada de Gran Parada de Fantasia, especialment per a l'actuació dels grups que presenten una proposta sobre una temàtica seleccionada amb una coreografia lliure i original. Es duu a terme el dilluns de carnestoltes i es fa el mateix recorregut de la Batalla de Flors i la Gran Parada.

### Reconeixement
El segle XXI ha tingut un gran significat per al carnestoltes posat que a partir d'aquest moment es va començar a reconèixer aquest espai cultural com a patrimoni ric i divers pròpiament del Carib, que aconsegueix transcendir les fronteres de la ciutat i fer-se visible en altres contextos. D'aquesta manera veiem com de rebre el reconeixement de «Patrimoni Cultural de la Nació» per part del Congrés Nacional de Colòmbia l'any 2001, es converteix en Obra Mestra del Patrimoni Oral i Immaterial de la Humanitat per declaració de la Unesco l'any 2003.
Els esforços per construir la participació d'altres esferes de la societat barranquillera fa que l'any 2006 la Fundació La Cova realitzi el primer "Carnestoltes de les Arts", un espai de quatre dies de durada, concebut per brindar un homenatge a les tradicions, estudiar els seus processos de creació i estimular, entre els habitants de la nostra ciutat, la reflexió a fons sobre els diferents elements que habiten i componen l'esdeveniment Carnaval de Barranquilla i els seus actors.
La salvaguardia de les manifestacions culturals de les carnestoltes cobra importància per a aquests temps i és per això que l'any 2013 la Fundació Carnavals de Barranquilla juntament amb la Reina del Carnaval realitzen la important labor d'exaltar les danses més amenaçades per la globalització, realitzant la producció d'un disc compacte amb les músiques tradicionals que acompanyen aquests balls. Es classifiquen així les deu danses "patrimonials" que han representat part essencial del desenvolupament cultural del carnestoltes, sent aquestes la dansa del Congo, dansa dels Goleros o Gallinazos, dansa de les Farotas, dansa dels Coyongos, dansa dels Diables Arlequís, dansa del Paloteo, dansa dels Ocells, dansa de Son de Negre, dansa dels Indis i dansa dels Cucs.

### Cronologia

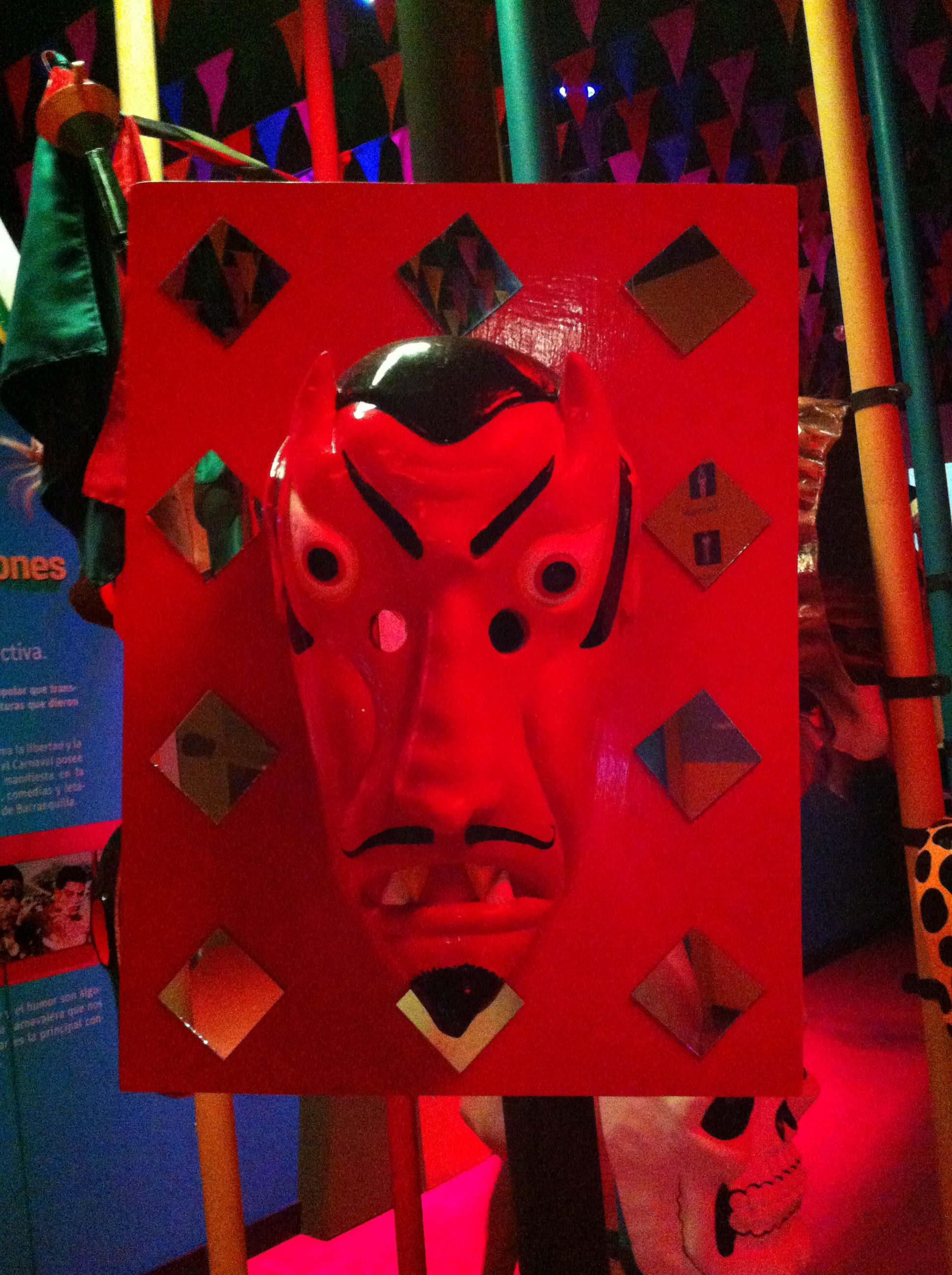
Màscara-barret de diable arlequí.

| Any  | Esdeveniment |
| ---- | --- |
| 1865 | Es realitza la primera Lectura del Pregó del Carnaval.                                                                    |
| 1872 | Es creen els primers "salons burreros".                                                                                   |
| 1888 | Es crea la figura del Rei Momo.                                                                                           |
| 1899 | Es crea el càrrec de President del Carnaval i una Junta Organitzadora.                                                    |
| 1903 | S'organitza la primera "Batalla de Flores".                                                                               |
| 1918 | Es tria per primera vegada una Reina del Carnaval, resultant escollida Alicia Lafaurie Roncallo.                          |
| 1967 | S'introdueix la "Gran Parada" al Carnaval.                                                                                |
| 1969 | Es crea el "Festival d'Orquestres".                                                                                       |
| 1974 | S'organitza la primera "Guacherna" per iniciativa de la cantautora Esther Forero ‘La núvia de Barranquilla'.              |
| 2001 | El Carnaval de Barranquilla rep el reconeixement de «Patrimoni Cultural de la Nació» pel Congrés Nacional de Colòmbia.    |
| 2003 | El Carnaval és declarat Obra Mestra del Patrimoni Oral i Immaterial de la Humanitat per la Unesco.                        |
| 2006 | S'organitza el primer "Carnaval de les Arts".                                                                             |
| 2013 | Es declaren deu danses com a "patrimonials" i es busca la seva salvaguardia per mitjà de la producció d'un disc compacte. |

## Precarnaval

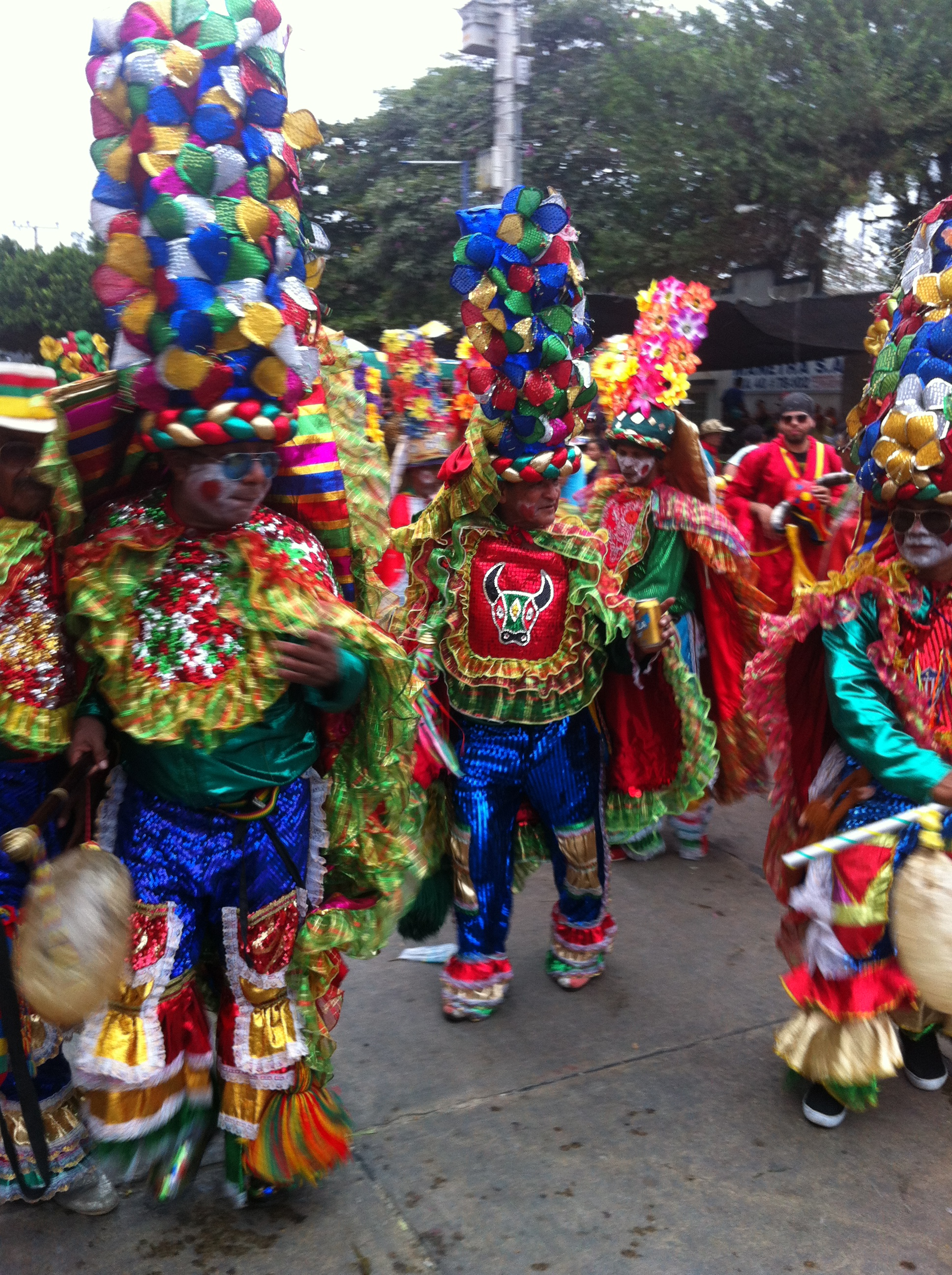
Dansa del congo.

Les festivitats, que són presidides per la Reina del Carnaval i el Rei Momo nomenats l'any anterior, comencen extraoficialment amb els xiulets que anuncien l'arribada del nou any. Els esdeveniments del precarnaval comencen oficialment amb la Lectura del Pregó, segueixen amb la Presa de la Ciutat, la Coronació de la Reina, el Carnaval dels Nens, la Desfilada Gai i la celebració més important, la Guacherna, desfilada nocturna que es realitza el penúltim divendres abans del dissabte de carnestoltes, instaurat el 1974 gràcies a la iniciativa de la compositora Esthercita Forero.

### Lectura del Pregó
La Lectura del Pregó és un dels esdeveniments més importants del Carnaval de Barranquilla, perquè s'hi dona inici oficial als precarnavals. En aquest acte -que se celebra tradicionalment a la Plaça de la Paz-, l'alcalde de la ciutat de Barranquilla fa lliurament de les claus de la ciutat a la Reina del Carnaval, ‘cedint el seu poder’ pel que duri la temporada del carnestoltes. El "Pregó seria el "decret" que dona via lliure al jolgorio durant les carnestoltes i és llegit per la Reina del Carnaval en un acte folklòric al costat del rei Momo i els reis del carnaval dels nens. El Pregó està dividit en articles que expliquen el que està permès i el que està prohibit per als assistents de la festa, servint-se d'esdeveniments contemporanis que van ser importants o cridaners. Entre cada article es fa una mostra d'alguna dansa típica del carnestoltes, com preparaciódel que s'aproxima.
A continuació, la transcripció del Pregó del Carnaval de Barranquilla d'any 2016, llegit per Marcela García Caballero, reina del Carnestoltes d'aquest any:

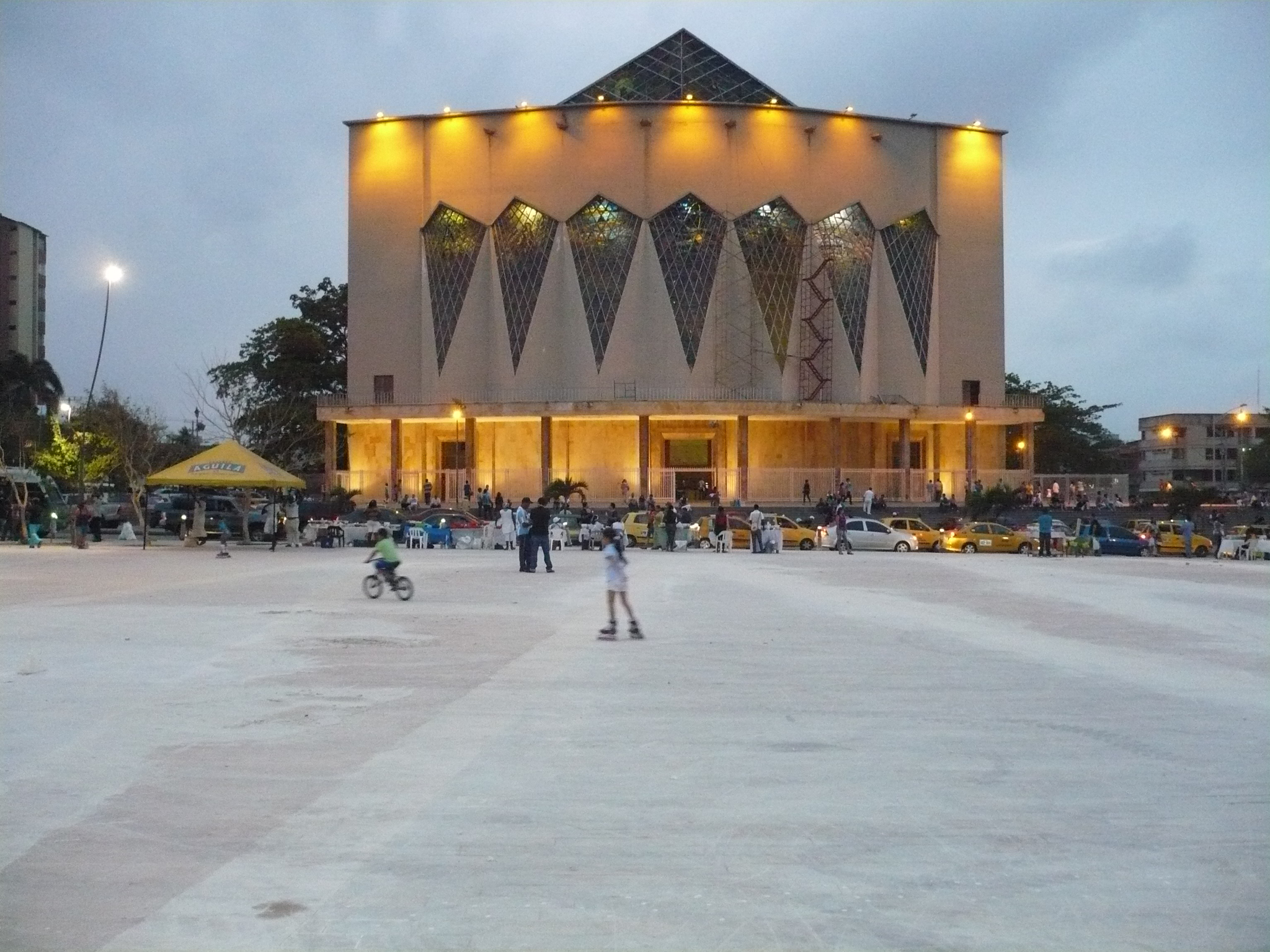
Plaza de la Pau, on tradicionalment es realitza la Lectura del Bàndol.

### Coronació de la Reina
Es realitza el dijous anterior a la Batalla de Flors quan, enmig d'una festa amb espectacles musicals i de ball, la reina de l'any anterior li imposa la corona a la reina actual amb la qual presidirà els esdeveniments disposats per als quatre dies de carnestoltes. Aquest esdeveniment ocorre tradicionalment en l'estadi Romelio Martínez. Aquest espectacle resulta ser tota una marató de danses; per aquesta raó s'ha convertit any rere any en la prova de foc per a les Reines del Carnestoltes els qui han de demostrar que sí que poden ballar amb gran destresa tota la gamma de balls típics carnavaleros -com la cúmbia, la salsa, la merenga, champeta, etc.- i així complir satisfactòriament amb les activitats programades durant les carnestolendas. Aquesta vetllada està acompanyada per integrants d'algunes de les comparses més importants que participen en el Carnestoltes i de músics de talla nacional i internacional, com el dominicà Juan Luis Guerra en l'edició del 2014. En aquesta data, es presenta a més la cançó oficial de la reina del Carnaval.

### La Guacherna

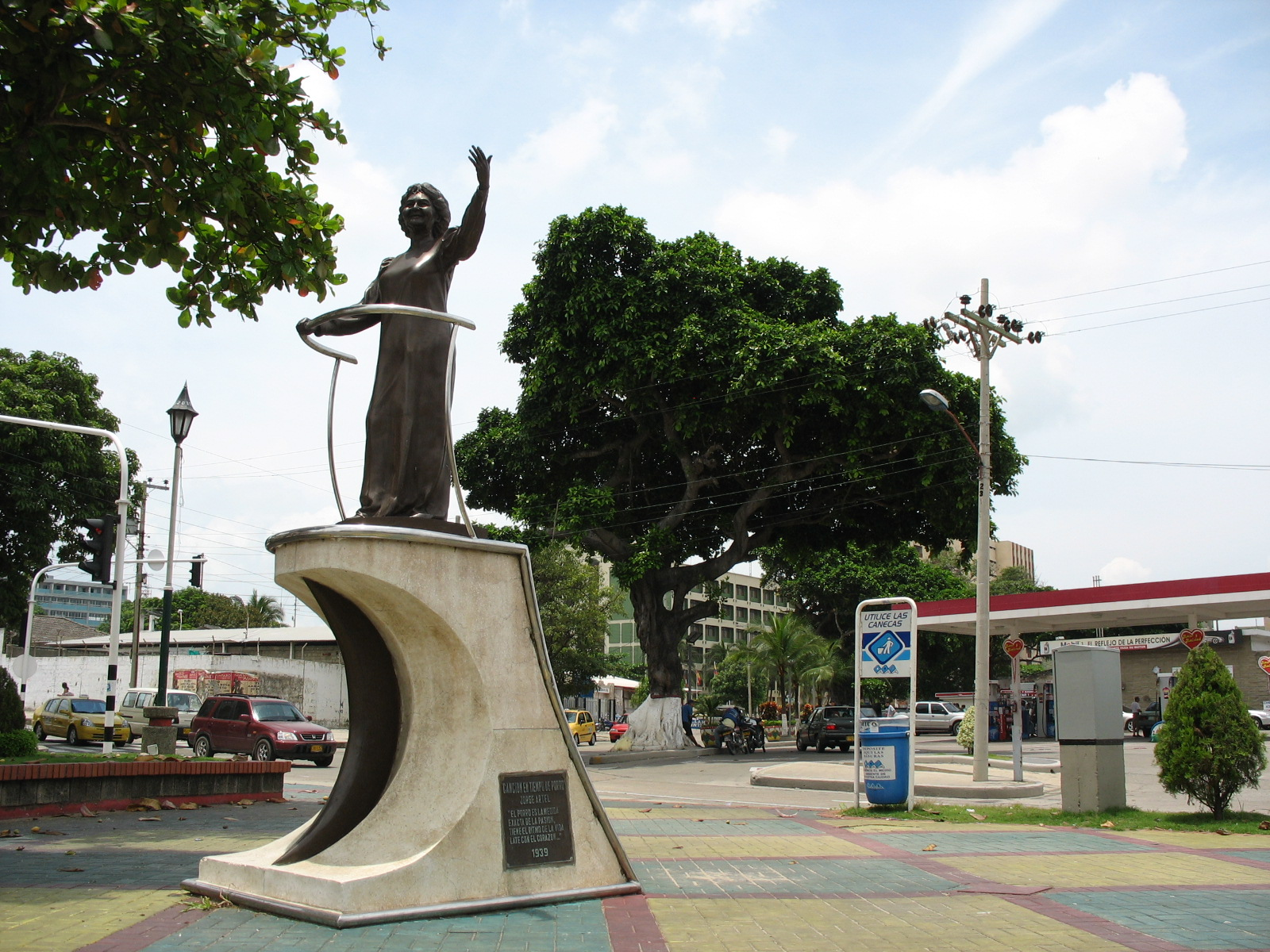
Estàtua de Esthercita Forero, qui va recuperar la tradició de la Guacherna.

La Guacherna és una desfilada nocturna i l'esdeveniment més important dels precarnavals. Es realitza el penúltim divendres abans del dissabte de carnestoltes. En ella participen grups folklòrics, cumbiambas, tamboras i disfresses a la llum de veles i fanals de colors.
La Guacherna va néixer al començament del segle XX al barri Abajo. En els seus inicis, durant els dies de precarnavales, els veïns cridaven amb un guache (instrument de percussió que produeix un so similar al de la maraca) als altres, perquè comencessin a preparar les danses al són de tamboras i flauta de mill, sempre acompanyats de torxes i velons per il·luminar la nit, alegrant els barris de la ciutat. L'any 1974, es recupera aquesta tradició gràcies a la iniciativa d'Esthercita Forero, qui en companyia d'Alicia de Andréis, aconsegueix que la junta organitzadora del Carnaval de Barranquilla ho incorpori dins de la programació oficial.
La cançó insígnia d'aquesta data és la merenga homònima "La Guacherna", composició de la mateixa Esthercita Forero, la versió de la qual més coneguda és la de la dominicana Milly Quezada.

### Desfilada del Carnaval dels Nens
És una desfilada dedicada als nens. En ell participen comparses de nens, incloent comparses col·legials i comunitàries, i els Reis infantils.

## Esdeveniments del Carnaval
El carnestoltes se celebra quatre dies abans d'iniciar la quaresma, la gent es lliura a la festa i el jolgorio i disfressa en un acte de diversió i de desinhibició. Durant aquesta època, el barranquiller i un bon nombre de forans que arriben a la ciutat s'abandonen al gaudi col·lectiu, al glop i el ball. Cal tenir en compte que en alguns casos aquests esdeveniments es realitzen en simultani.

### Dissabte de Carnaval
Batalla de Flores

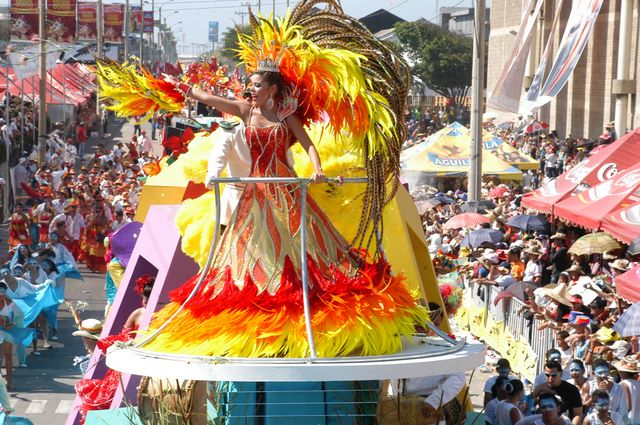
Reina del carnestoltes 2009 Marianna Schlegel Donat a la seva carrossa durant la Batalla de Flors.

El festeig comença en ferm el dissabte de carnestoltes amb la Batalla de Flors, primera de les quatre jornades de celebració, el seu acte central, el més important i el més esperat. És una gran desfilada de carrosses, que encapçala la Reina del Carnaval, seguida de grups folklòrics, disfresses, cumbiambas i comparses, guanyadores dels concursos del carnestoltes anterior. La Batalla de Flors és la desfilada més antiga que es realitza en el Carnaval de Barranquilla i va ser organitzat per primera vegada el 1903 per iniciativa del general Heriberto Arturo Vengoechea qui buscava celebrar la fi de la Guerra dels Mil Dies. Amb aquest esdeveniment va tornar el carnestoltes a la ciutat de Barranquillla posat que des de 1900 la celebració havia estat suspesa.
Inicialment, la Batalla de Flors era un passeig per l'antic "Camellón Abello", avui Passeig de Bolívar, que obrien dos bàndols conformats per famílies prestantes de la ciutat, a bord de victòries o carruatges decorats amb flors. L'historiador i cronista Alfredo de la Espriella descriu a la primera Batalla de Flors com un joc en el qual dos grups de persones s'enfrontaven disparant-se "serpentines, confetis, flors naturals i perfums" durant un recorregut que durava quatre voltes a la poma. Aquesta batalla acabava amb un gest de pau en el qual tots dos grups es reconciliaven i s'anaven a celebrar al teatre Emiliano Vengoeachea. El seu èxit va ser tal que l'any següent es va repetir la Batalla.
Des de 1991 es realitza en la Via 40, després d'haver-se realitzat per anys en l'avinguda Olaya Herrera, la carrera 43 i el passeig de Bolívar. Les carrosses van acompanyades per agrupacions musicals del moment amb equips d'altaveus d'alta potència que conviden al públic a celebrar al ritme de cadascuna de les danses. Els espectadors van passar d'estar dempeus, a asseure's en cadira i últimament s'ha popularitzat l'ús de llotges. Simultàniament es realitzen desfilades per la carrera 44, la Batalla de Flors del Record "Sonia Osorio", que fa part del carnestoltes de la 44, esdeveniment gratuït i sense llotges, i la Desfilada del Rei Momo al carrer 17.

### Domingo de Carnaval
Gran Parada de Tradició i Folclore

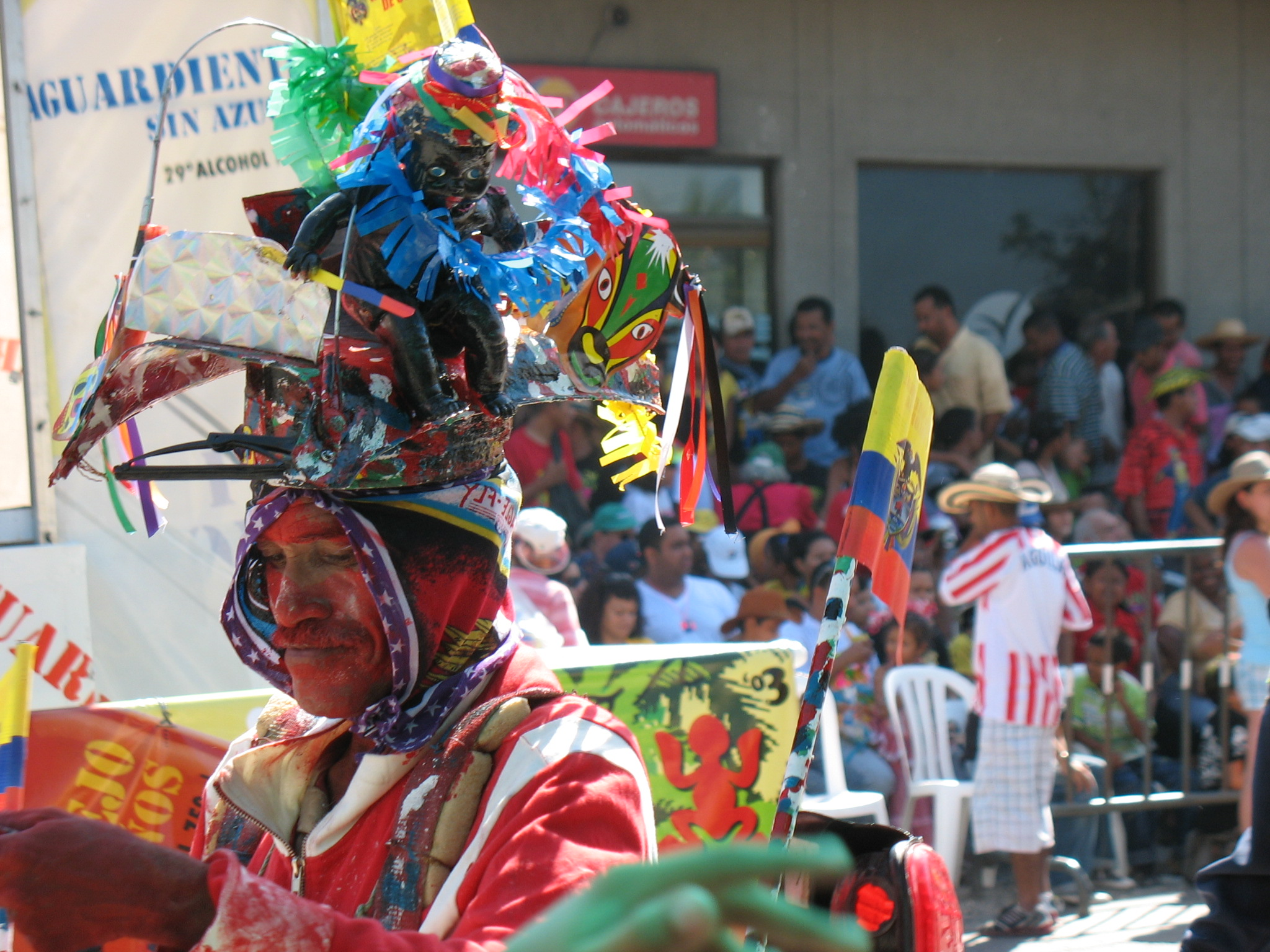
Disfressa individual en la Gran Parada de Tradició i Folclore.

El segon dia de carnestoltes es duu a terme la Gran Parada de Tradició i Folclore, o simplement Gran Parada, desfilada instituïda el 1967. En ella solament es presenten grups folklòrics tradicionals, cumbiambas i comparses. La Gran Parada també es duu a terme en la Via 40, però no desfilen carrosses. Aquesta desfilada mostra la dansa i la música en la seva essència més tradicional, ja que no hi ha carrosses ni grans equips de so que les distreguin.
Per a l'any 2013 es van comptabilitzar al voltant de 300 comparses. Les danses que fan la seva aparició en aquesta desfilada són les catalogades danses "populars" com la del Caiman Cienaguero o de les Negretes Puloy i "tradicionals" com la dels Diables Arlequís o de Son de Negre. La música per tant també mostra la seva faceta més conservadora sent les cumbias, chandés -associada amb la dansa del Gargot- i fandangos -associada amb la dansa de les Marimondas- les més escoltades.

### Dilluns de Carnaval
En la tercera jornada del carnestoltes es realitzen dos esdeveniments, la Gran Parada de Fantasia i el Festival d'Orquestres.
Gran Parada de Fantasia

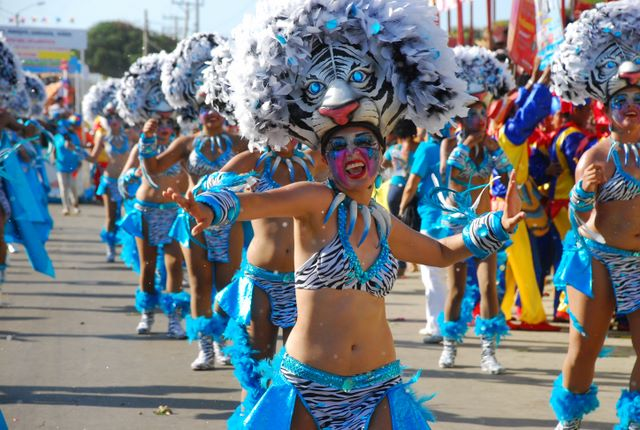
Comparsa durant la Gran Parada de Fantasia.

Des de l'any 2003, se celebra una versió més estilitzada i internacionalitzada de la Gran Parada del diumenge de carnestoltes, celebrada d'igual forma en la Via 40. A diferència de la seva homònima, poden observar-se carrosses desfilar, així com la mescla dels elements folklòrics tradicionals amb noves tendències que busquen reinventar-los. Pel nombre de participants, i pel seu desplegament de música, colorit i malbaratament estètic en disfresses, dissenys, adorns amb brillants, plomes i accessoris, els grups de fantasia, a poc a poc, es van ser convertint en un fenòmens popular de participació en el carnestoltes, sobretot entre les noves generacions, la qual cosa, fet i fet, va portar a la creació d'aquest espai en què participen comparses el nombre de les quals d'integrants pot arribar a tres-cents.
D'aquesta manera es donen a conèixer mixturas coreogràfiques que innoven fluctuant entre el més tradicional, el local i l'internacional, s'involucren ritmes de diferents nacionalitats, com el samba, la salsa, el reggaetón, la champeta i la música electrònica amb uns altres més locals com la cumbia, el porro, el mapalé el so de negre i el merecumbé. Aquest esdeveniment atreu propostes renovadores al Carnaval de Barranquilla que busquen tenir un espai i generar permanència en les carnestoltes. L'èxit d'una comparsa o dansa de fantasia podria significar la revitalització del carnestoltes mateix, enriquint-ho i col·laborant en el seu desenvolupament. A poc a poc s'ha convertit en una de les desfilades més concorregudes.
Festival d'Orquestres

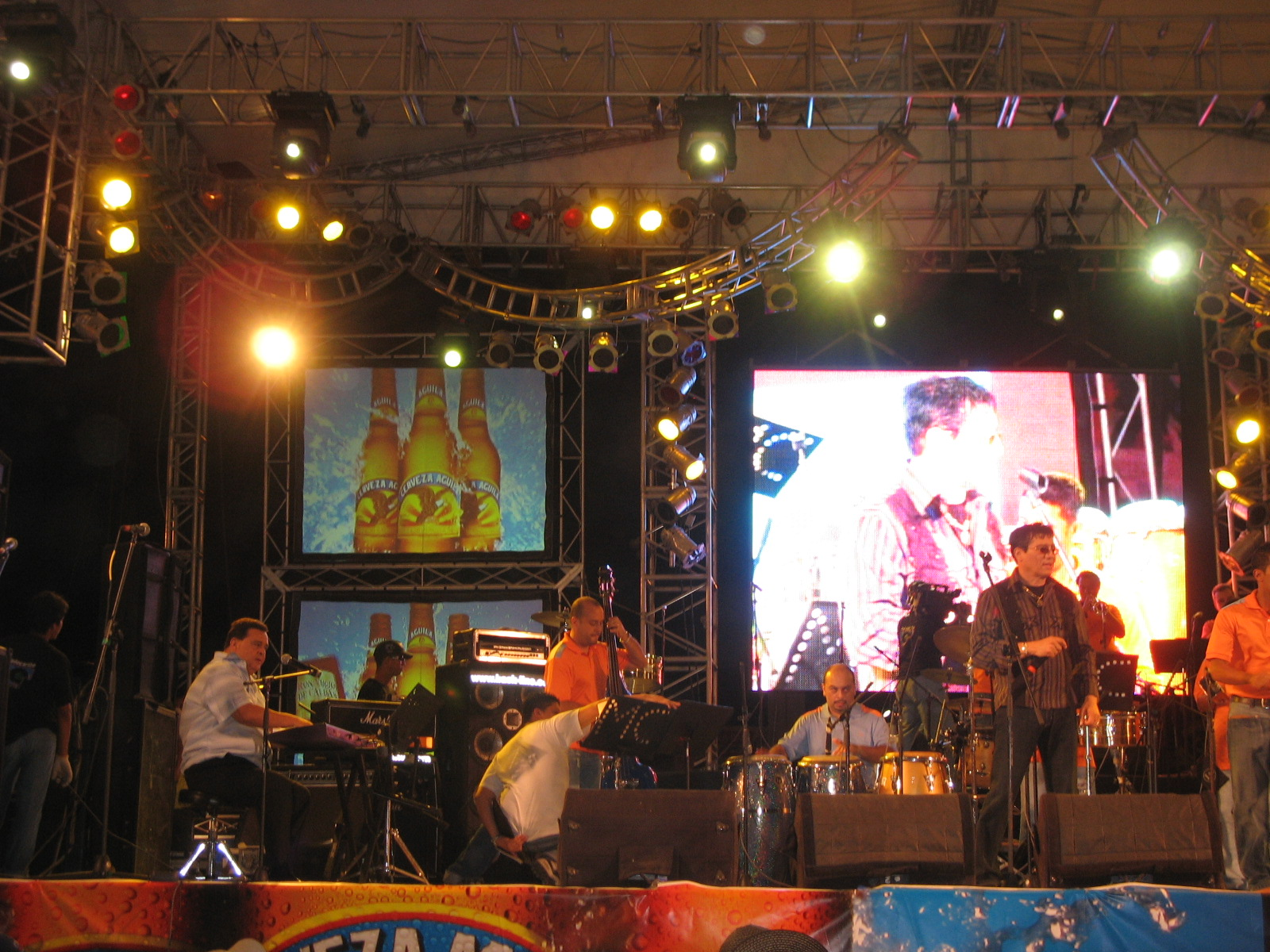
Festival d'Orquestres 2007. Presentació de Richie Ray i Bobby Cruz.

Se celebra el Festival d'Orquestres (creat el 1969), des de les primeres hores de la tarda fins a la matinada del dimarts. En el Festival participen en les diferents categories musicals les orquestres i agrupacions que es presenten en els nombrosos balls del carnestoltes. Els guanyadors en cada categoria reben el Congo d'Or. Una de les regles més cridaneres del concurs és que s'han d'interpretar tres cançons i almenys una d'aquestes ha d'estar dedicada, en el seu contingut, a la ciutat de Barranquilla, tenint en compte el repertori rítmic del Carib colombià. Aquest esdeveniment se celebra actualment en l'estadi Romelio Martínez. Les següents són les modalitats en les quals competeixen les agrupacions per aconseguir el guardó del Congo d'Or:
- Tropical. Terme genèric que fa referència a les agrupacions tant de format orquestral popular com de projecció folklòrica (de xiulets, flautes i tambors) que interpreten gèneres musicals típics de la regió Carib i del carnestoltes barranquiller com el són la cumbia, el porro, el fandango, la xalupa, el mapalé, entre uns altres.
- Vallenato. Identifica al vallenato en tots el seu aires tradicionals o variacions (passeig, són, merenga, puya i nova ona), interpretats amb acordió, caixa i guacharaca com a instrumentació basi.
- Salsa. Fa referència als diversos ritmes d'origen afroantillà com el són el so cubà, montuno, pachanga, guaguancó, boogaloo, bomba, plena boricua, mambo, cha-cha-chá, latinjazz i fusions afroantillanes.
- Merenga. Terme que aglutina als aires musicals oriünds de República Dominicana i de Centreamèrica i les Antilles com el són la merenga típica, el tecnomerengue, el house, el ragga, entre d'altres.
- Música urbana. Participen aquelles agrupacions de gèneres que responguin a les noves sonoritats o tendències musicals urbanes, com la champeta, el reggaetón, l'hip-hop, el rap, el dancehall, fusions, etc.
- Rescat al Nostre. Terme genèric que fa referència a les agrupacions de format folklòric que interpreten gèneres musicals típics de la regió Carib i del carnestoltes barranquiller com el són la cumbia, el porro, el fandango, la xalupa, el mapalé, entre uns altres.

De la mateixa manera, s'atorguen distincions als millors instrumentistes i als millors cantants del certamen.

### Dimarts de Carnaval
Mort de Joselito
A manera de tancament es duu a terme l'enterrament de «Joselito Carnaval», el qual simbolitza la fi de les festivitats. En aquest dia en molts barris de la ciutat es realitzen jocosos "enterraments" de Joselito, qui simbolitza l'alegria de les carnestoltes. Es diu llavors que el personatge "ressuscita" el dissabte de carnestoltes i "mor" l'últim dia cansat i "enguayabado" (embriagat) per "ressuscitar" novament l'any següent en el proper carnestoltes. D'aquesta manera centenars de barranquillers surten de les seves cases en festejos fúnebres per plorar amb gran histrionismo al difunt. Joselito Carnaval pot ser una persona real o un ninot i sol ser transportat dins d'un taüt o llitera adornat amb flors i cintes i envoltat de les seves "vídues" que ho ploren. Les vídues poden ser homes disfressats de dones. A més de les vídues es poden apreciar personatges com a sacerdots i els fills orfes. És incert l'origen d'aquest personatge. Des de 1999, la Fundació Carnaval de Barranquilla celebra el concurs "Joselito es va amb les cendres" per incentivar al fet que més comparses s'uneixin a aquesta celebració i es premia a la millor proposta escènica.
En la nit se celebra al barri Abajo o a la plaça de la Paz una jocosa trobada de lletanies, amb les quals, en senzills versos i amb la seva característica entonació, es ventilen, critiquen i comenten els temes de l'actualitat local, nacional i internacional. L'endemà, Dimecres de Cendra, comença la quaresma, període de recolliment religiós i d'abstenció que precedeix a la Setmana Santa.

## Escenaris

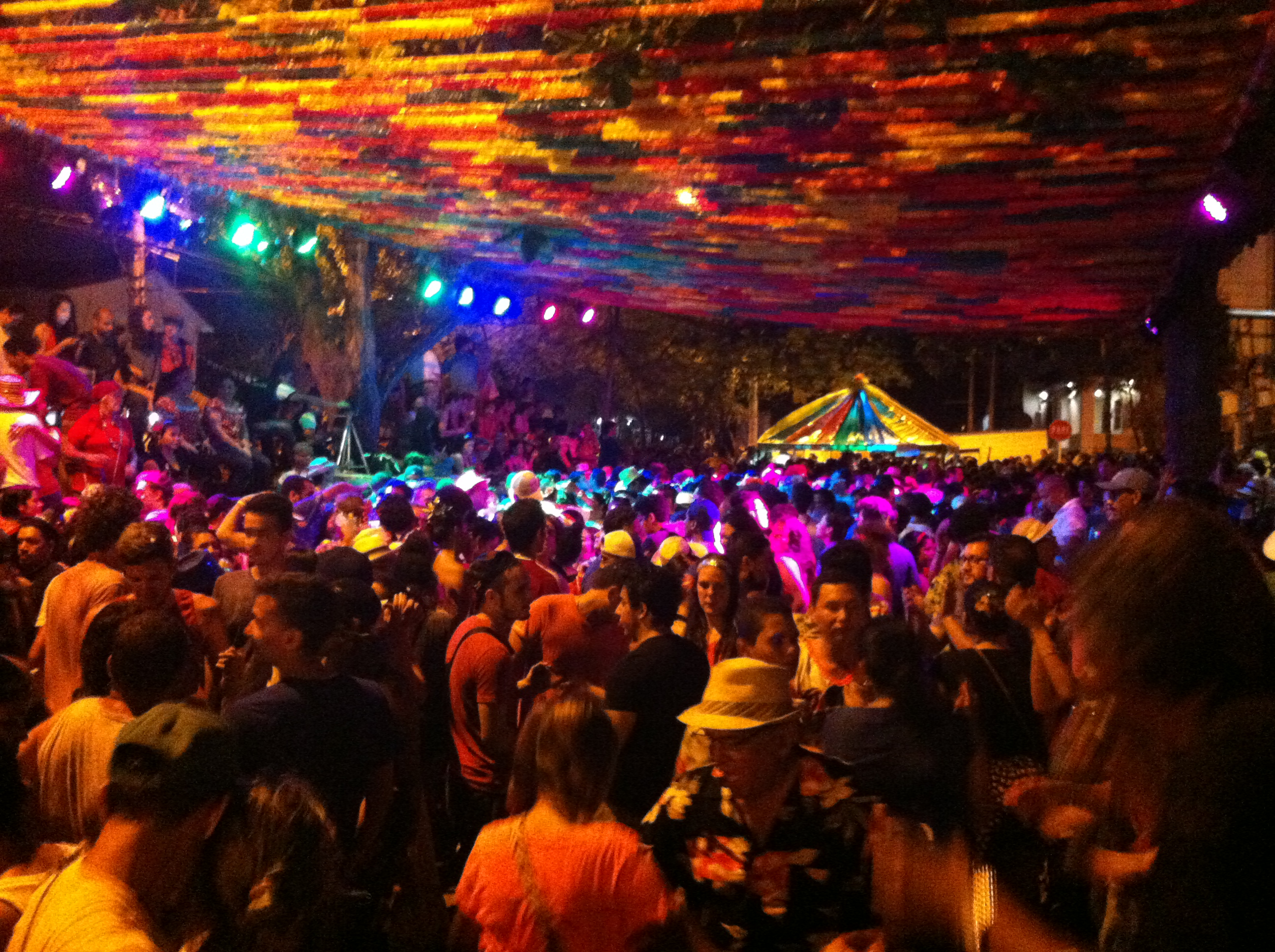
Revetlla en el Carnaval de Barranquilla.

El principal escenari del carnestoltes és la Via 40, avinguda industrial on es desenvolupen la Batalla de Flors (dissabte), la Gran Parada (diumenge) i la Desfilada de Tradició Folklòrica (dilluns). Altres escenaris són el carrer 17 (Desfilada del Rei Momo), la carrera 44 (Guacherna, Batalla de Flors del Record), l'estadi Romelio Martínez (Festival d'Orquestres, Coronació de la Reina), la Plaça de la Pau o Plaça Juan Pablo II (Lectura del Pregó), a més de les revetlles que són obertes i a l'aire lliure i salons de ball tancats, als quals es paga per ingressar, animats amb música gravada o en viu.

### Revetlles
Són espais a l'aire lliure i oberts al públic, amb la possibilitat de ballar, menjar i recrear-se amb diferents activitats. Es presumeix que les revetlles van aparèixer a principis del segle XX quan es realitzaven els assalts amistosos a residències. "Aquests assalts havien d'assumir-se sense dret a negar-se davant la “elecció” de la residència com a lloc de trobada d'amics i parelles que posaven els paraments i licors necessaris per al desenvolupament del jolgorio. Aquestes trobades bailables carnavalers s'efectuaven en els estrats mitjans alts i va ser costum molt difós fins a l'aparició oficial d'una programació de balls clubs i hotels. Algunes revetlles populars són:
- El Bambú, al Barri Olaya.
- Polvorín, al Barri San José.
- A Pleno Sol, al Barri La Unión.
- La Gustadera, al Barri Las Nieves.
- La Puya loca, al Barri Los Pinos

Per la seva banda, han nascut noves propostes de revetlles que inclouen propostes musicals més contemporànies com el són:
- La Carnavalada, front la Casa Moreu al Barri Santa Ana.
- La Puntica (no más), al Barri Abajo.

### Salons burreros
Van ser espais semicerrados d'entrada gratuïta en els quals la gent del poble es reunia a ballar. El seu nom va provenir que la gent deixava amarrats els seus rucs fos del recinte abans d'ingressar.
Com un intent de rescatar aquesta tradició, en el Carnaval 2013 es va incentivar l'apropiació d'aquest espai com a "Palau Real" de la Reina del Carnaval.

## Música

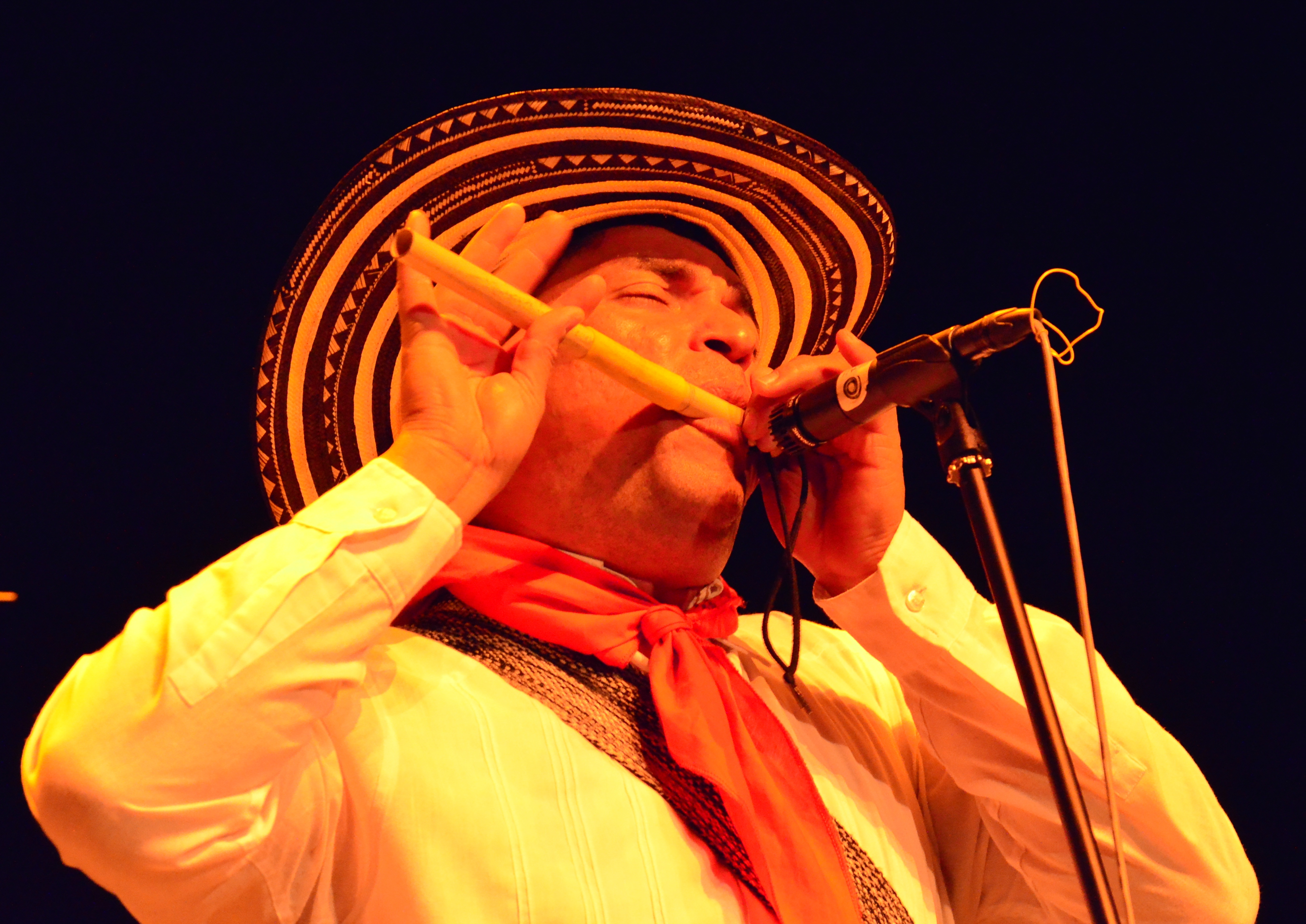
Flauta de mill, instrument comú de la música de carnestoltes.

En el Carnaval de Barranquilla es poden gaudir aires del folclor costeño com la cumbia, la puya, el jalao, el gargot, el chandé, el porro, el bullerengue, l'ocellet, el mapalé, el merecumbé, la guaracha, el vallenato, ritmes provinents d'Àfrica i de la conca del mar Carib, com la salsa i la merenga dominicana.
La cúmbia és el principal ritme del carnestoltes, especialment en les desfilades com la Batalla de Flors i la Gran Parada. A més de la cumbia, es destaca el mapalé, ritme que es basa en els moviments d'un peix i on la dona i l'home es mouen contraient l'abdomen.
El chandé "Te olvidé" del compositor Antonio María Peñaloza Cervantes és considerat fins al dia d'avui com l'himne del Carnaval de Barranquilla.

## Danses i disfresses

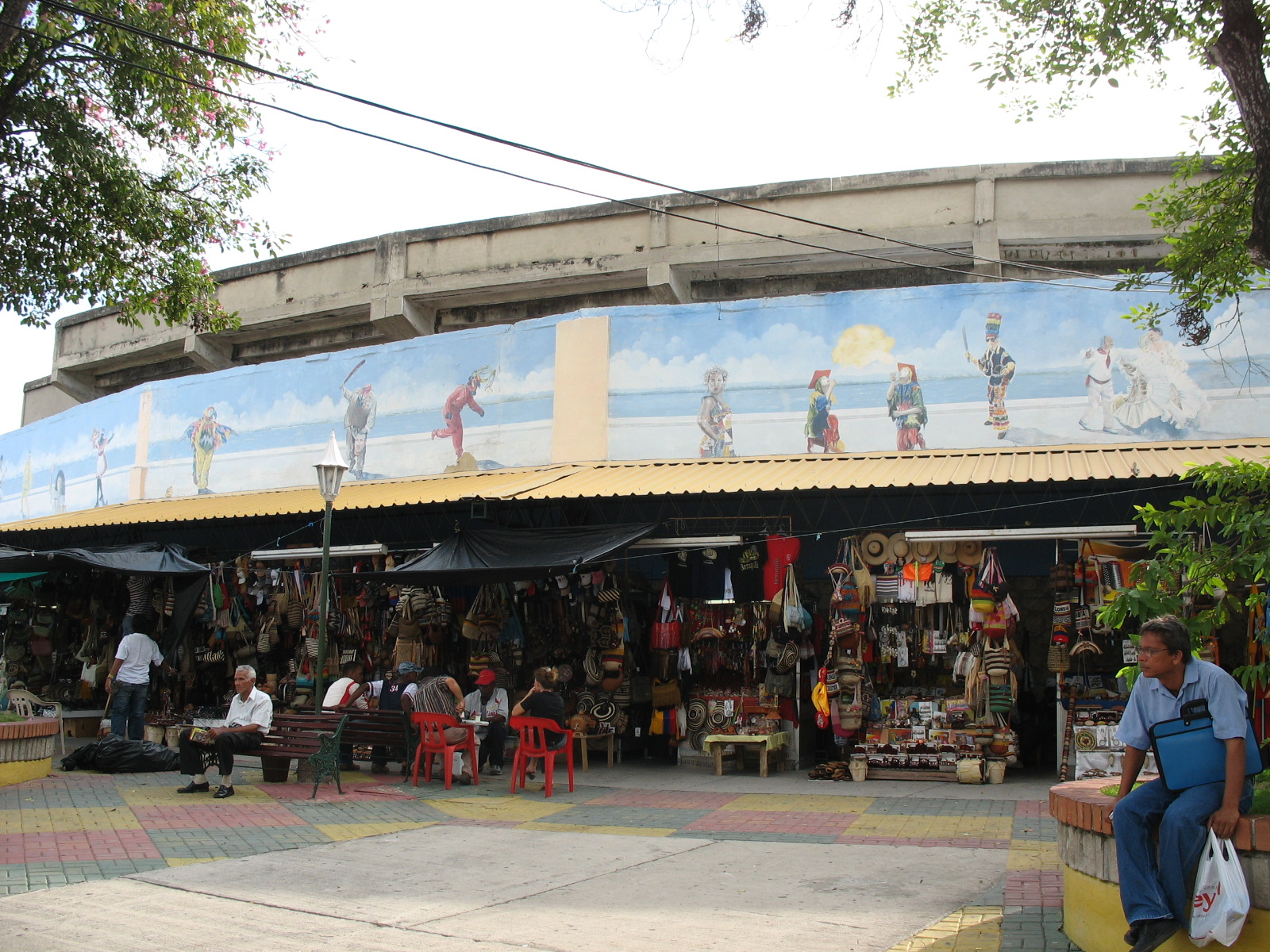
Mural amb disfresses i danses emblemàtiques del carnestoltes.

Les danses i les disfresses són components primordials del carnestoltes barranquiller, el mateix que la música folklòrica i les lletanies. Les danses avui dia es cataloguen en dos grans grups, les tradicionals i les patrimonials, però també poden ser classificades com:
- Històriques (Farotas)
- De relació (Paloteo)
- De batalla (Gargot, Paloteo, Congo)
- D'animals (Goleros, Cucs, Conyongos, Caiman Cienaguero)
- De treball (Pilanderas)
- De burla (Monocuco, marimondas, nans, Són de Negre)
- De llegendes (Farotas, Caiman Cienaguero)
- De tradició europea (Diables Arlequíns)
- De màscares (Marimondas, Diables Arlequíns)
- Cerimonials (Indis farotos, cumbia, mapalé)

### Danses populars
Les següents danses es consideren populars, perquè són habituals entre les comparses que participen del carnestoltes barranquillero, per tant el seu risc de desaparèixer és baix. Diverses d'aquestes danses s'han convertit en figures essencials per al carnestoltes.
|                      |                       |                    |                               |
| Dansa del Gargot     | Dansa de la Marimonda | Dansa del Monocuco | Dansa de les Negretes Puloy   |
|                      |                       |                    |                               |
| Dansa dels Cabezones | Dansa del mapalé      | Dansa de la cumbia | Dansa de la Caiman Cienaguero |

Dansa del Gargot

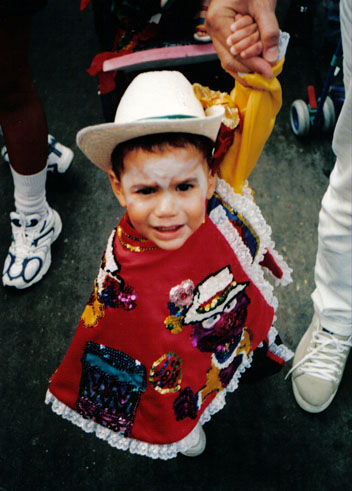
Nen disfressat de gargot.

La dansa del Gargot caracteritza un enfrontament entre la vida i la mort. La paraula gargot és el nom donat a la dalla (pal en forma de ganxo en un dels seus extrems que identifica a la Mort), que porta penjades unes cintes de colors vermell, groc i verd, colors de la bandera de Barranquilla, i que porten els integrants masculins de la dansa. Est integra els diferents aspectes que es demostra en les creences que representa en gargot.
La disfressa es diferencia si és masculí o femení. L'home porta la cara pintada de blanc amb els carxots de vermell, porta posat un barret blanc adornat amb cintes i flors, uns pantalons fins als genolls de color negre, mitjes altes de color blanc, una camisa groga amb un davantal blau i una capa vermella decorada amb diferents formes, i el bastó. Les dones porten una faldilla gran amb els colors negre (aquest color cobreix gairebé tota la faldilla), vermell, groc i verd, una brusa amb els mateixos colors i un arranjament de flors al cabell. Aquesta dansa té també un altre personatge que és la mort que té una disfressa de cap a peus negra amb ossos pintats, i maquillatge blanc en la cara. Algunes de les comparses més importants són "El gargot del Country" i "El gargot de la Universitat Lliure. La música que acompanya aquesta dansa és el chandé.
Dansa de les Marimondas

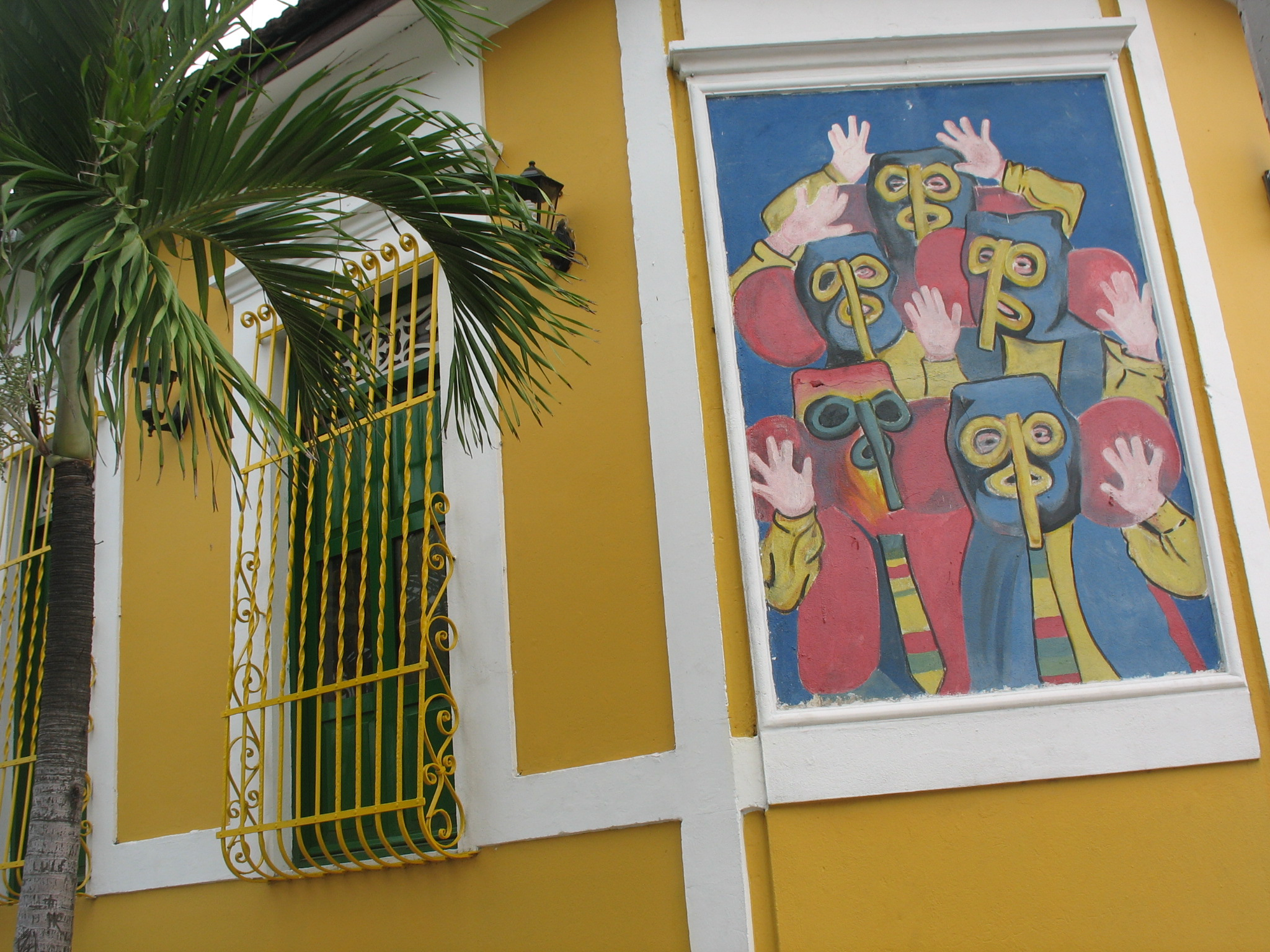
Mural de les marimondas a la Casa del Carnaval de Barranquilla.

Posseeix una disfressa creada en el qual es busca burlar-se de la classe alta i els funcionaris corruptes de la Barranquilla d'antany. Es diu que va néixer quan un barranquiller, en no tenir diners per disfressar-se, se li va ocórrer vestir-se amb un sac, una corbata i uns pantalons vells, posats a l'inrevés i, com a careta, un costal de farina al que li va obrir tres forats, per burlar-se de la resta dels seus conciutadans. La disfressa, actualment consisteix en uns pantalons, camisa llarga, corbata, sac o armilla, i una careta feta amb una espècie de bossa de roba amb tres buits, vorejats amb tubs farcits de tela, un nas molt llarg, semblant a un membre viril, i unes orelles semblants a les dels elefants, amb figures de colors.
Aquesta disfressa ha d'anar sempre acompanyat d'un xiulet de cautxú, conegut com a “pea pea”, el so del qual destemplat serveix per expressar el malbaratament i l'alegria de qui es disfressa de marimonda. Molt conegut és la dita: «No és gens la disfressa de marimonda sinó els brincos que cal donar». Algun dels passos més famosos són el de Michael Jackson, el de «conejito» i del «remo». Una de les comparses més famoses és la de "Les Marimondas del barri Abajo". El ritme que acompanya aquesta dansa és el fandango.
Dansa dels Monocucos

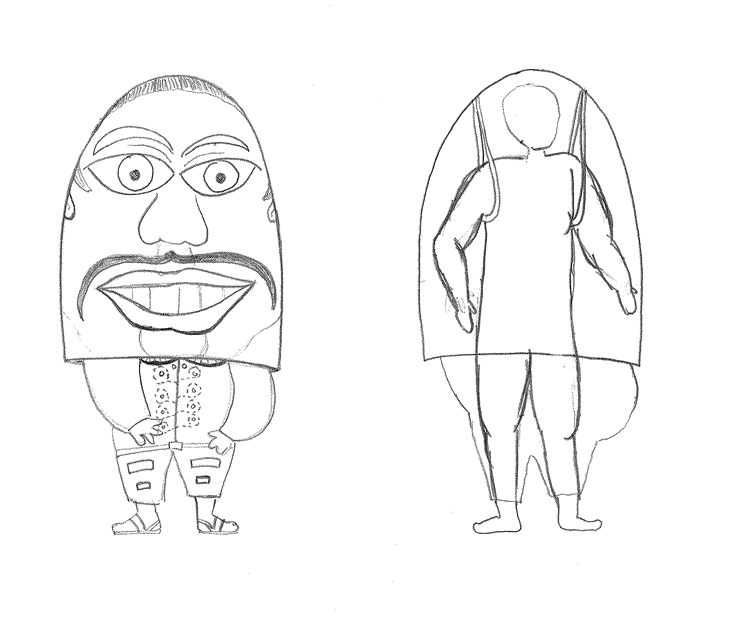
Esbós: disfressa de nan.

Aquesta dansa té orígens en el carnestoltes des de l'any 1965. La paraula "monocuco" ve, segons l'historiador Alfredo de la Espriella, dels micos, els que en la Barranquilla d'antany, mossegaven i llançaven el menjar que robaven de les persones. D'allí ve la famosa frase "Monocuco guayabero, saca preses del calder, embustero i tramuyero". La disfressa de monocuco posseeix una màscara i una caputxa, el vestit, amb botons grans, és colorit i bastant ample perquè sigui fàcil el desplazamieno. Aquesta disfressa, d'origen europeu, ajuda a reservar la identitat del que ho usa, i es dona la llibertat de revelar veritats a les persones que se li travessen i que coneix en la vida quotidiana parlant amb una veu fingida, i si aquesta persona intenta llevar-li la màscara per saber qui és la persona que usa la disfressa, el monocuco li pega amb una vara. Una de les comparses més famoses d'aquesta dansa és "Los Auténticos Monocucos de las Nieves". El ritme que acompanya aquesta dansa és el porro paliteao.
Dansa de les Negretes Puloy

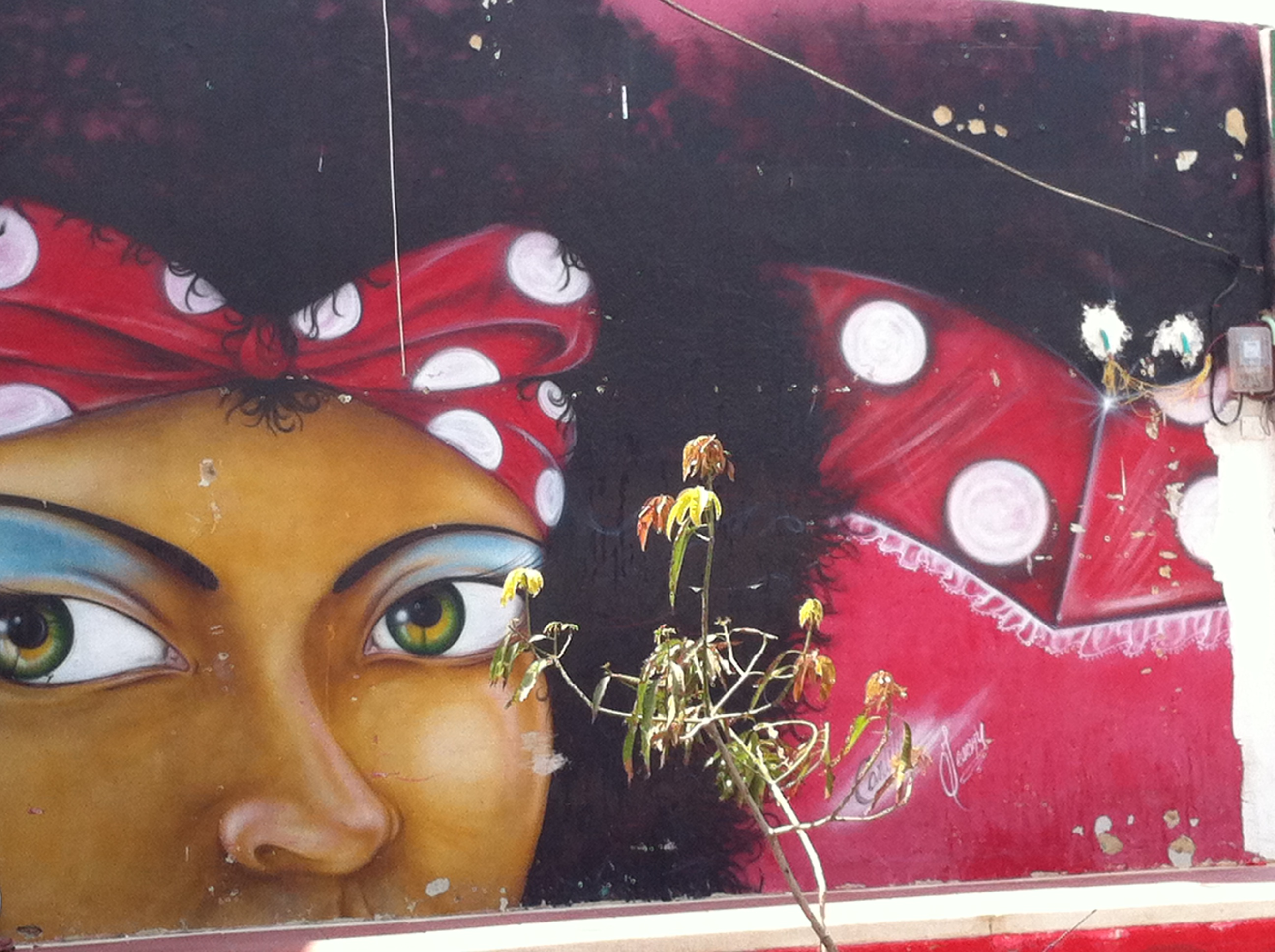
Mural de negreta puloy al barri A baix.

Va sorgir com a disfressa individual en la dècada dels 60, i estava inspirat en una publicitat d'un detergent veneçolà que també portava el mateix nom: Puloy. Per als anys 70, aquest vestit i dansa ja havia desaparegut. El 1983, Natividad López d'Altamar i la seva nora Isabel Muñoz Vásquez decideixen rescatar aquesta dansa creant la comparsa de "Las Negritas Puloy del barrio Montecristo”. Generalment és usat per dones, no obstant això també hi ha homes que ho usen.
Originalment les Negretes Puloy no els veien el rostre perquè usaven una màscara que li cobria tot el cap. Era de tela i tenia pintats els llavis de color vermell i uns grans ulls. El vestit de brusa i faldilla era vermell amb punts blanc petits i es posava sobre unes licras negres per a les cames i per als braços. Actualment es vesteixen amb una brusa màniga llarga en licra negra que simula la pell, un vestit curt en tela de boletes blanques i fons vermell, mitjes vetllades negres, sabates de talons, collarets i candongas de colors negre, blanc i vermell. Porten un llaç elaborat amb la mateixa tela del vestit i una perruca tipus afro de color negra. El vestit antic, no obstant això no ha desaparegut del tot, ja que molts membres de la comunitat trans continuen utilitzant la màscara per ocultar la identitat. El ritme que dansen les Negretes Puloy és el merecumbé.
Dansa del Caiman Cienaguero

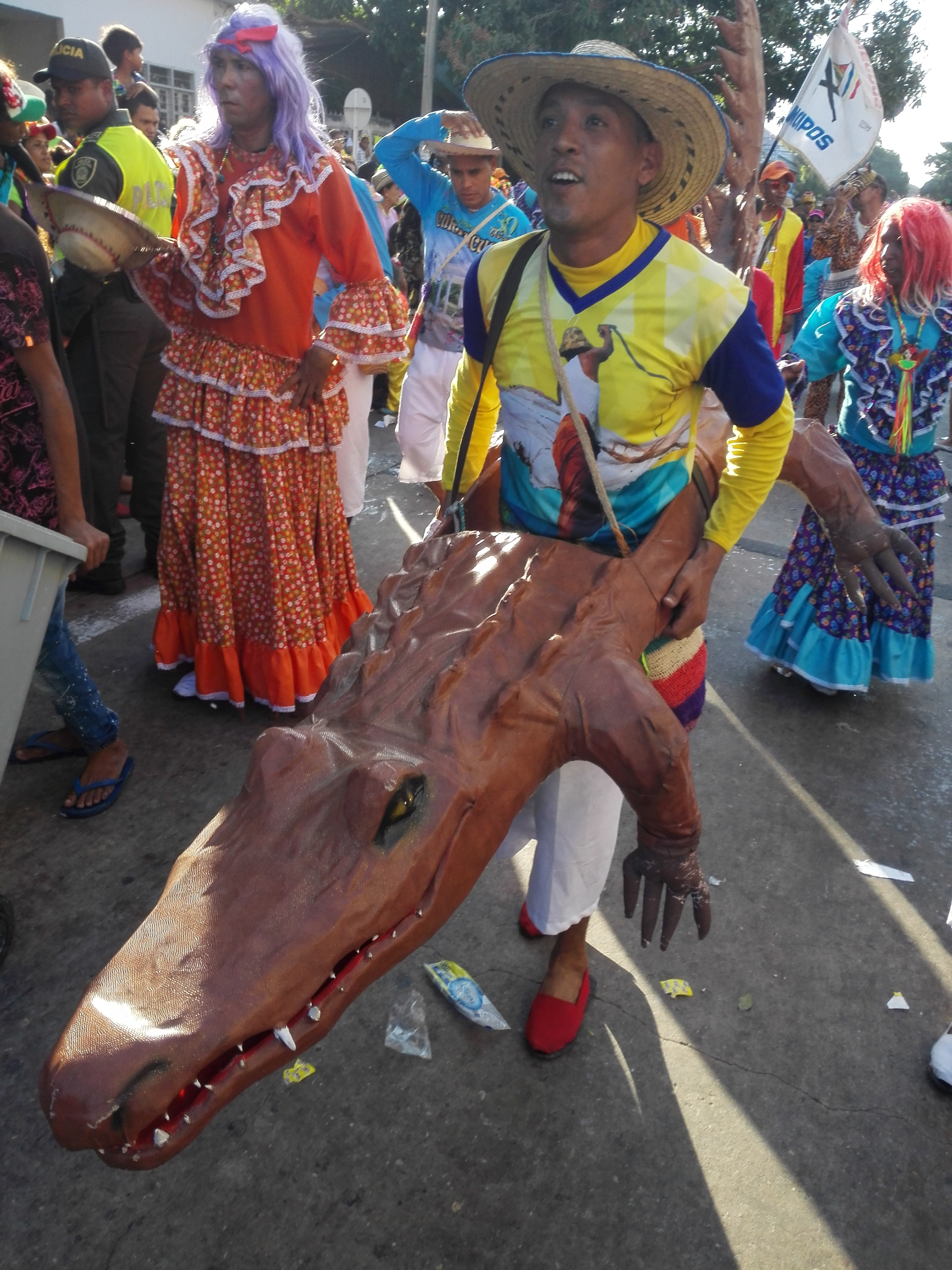
Dansa del Caiman Cienaguero.

Aquesta dansa s'origina en Ciènaga (Magdalena). Es basa en la història que transcorre un 20 de gener, dia de Sant Sebastià, quan Guillermo Jato celebra l'aniversari a la seva filla Tomasita. La llegenda explica que la mamà descurada va deixar a la seva filla sola ballant i que un caiman la hi va menjar. Es dansa en cercles i/o per parelles, i un dels membres del grup es passeja amb una estructura en forma de caiman. Alguns dels passos del ball són la rutina, la baixada, gir a l'esquerra i gir a la dreta.
Tant homes com a dones marquen el ritme amb palmells, espatlles i peus mentre es mouen lleugerament en files paral·leles i una disfressa de caiman balancejant-se al centre. Quan el pare de la menor pregunta per la seva filla, el caiman es passeja per fer al·lusió a la tràgica destinació de la nena. És comú que els ballarins cridin la següent frase "Avui, dia de Sant Sebastià, compleix anys Tomasita i aquest maleït animal s'ha menjat a la meva «hijitica»! La meva «hijita» bufona, On està la teva germana?, el Caiman la hi va menjar!". El ritme que acompanya aquesta dansa és el perillero.
Dansa de los Cabezones

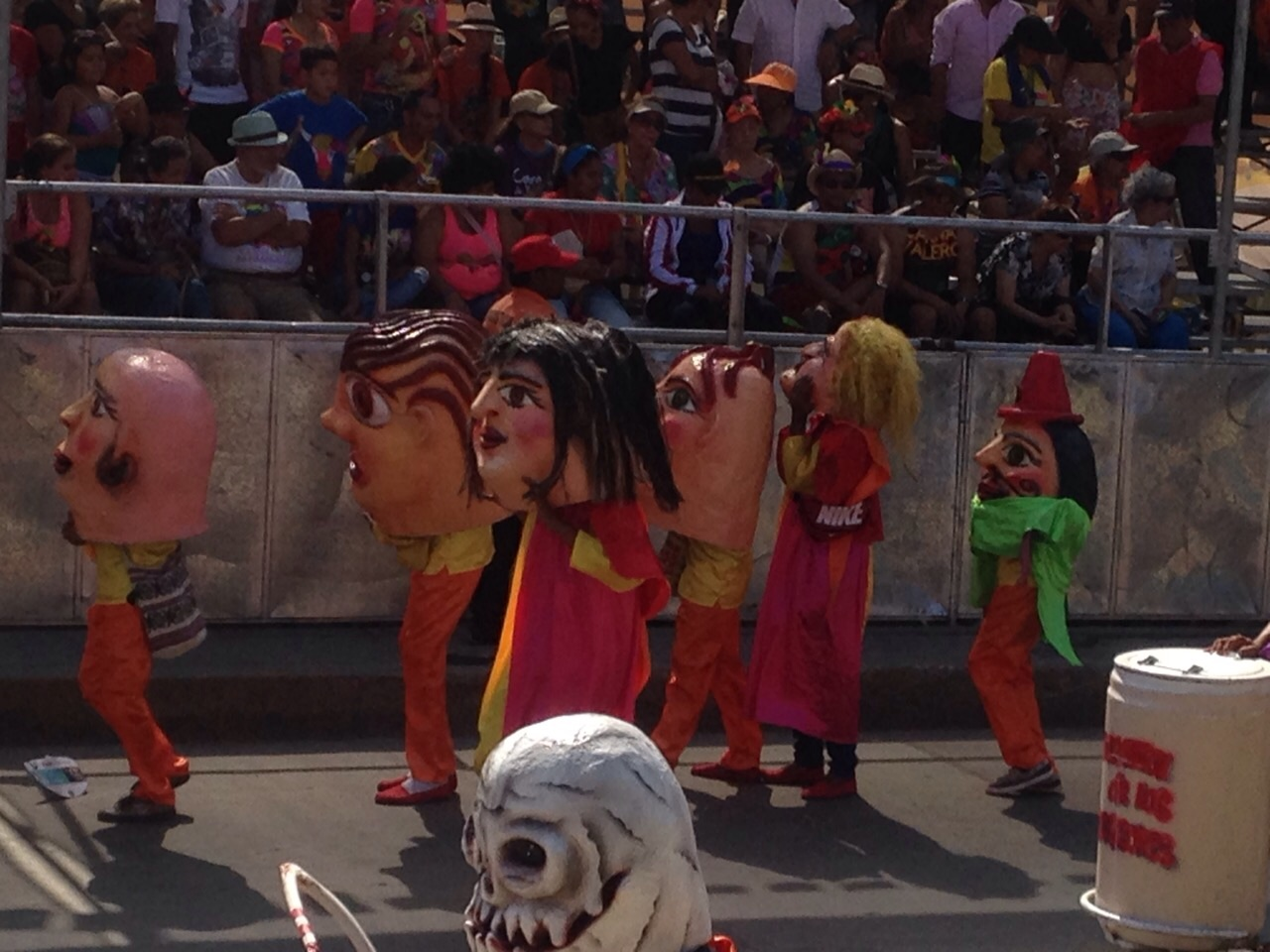
Dansa dels cabezones.

Es diu que aquesta dansa neix després que l'empresari Celio Villaba Rodríguez tornés del seu viatge d'Alemanya el 1930 a la recerca de nous mercats per a la Cafeteria Almendra Tropical, empresa de la qual ell era propietari. Aquest viatge va coincidir amb carnestoltes en els quals va veure desfilades de persones disfressades amb caps gegants que li van cridar bastant la seva atenció. A Villaba es va ocórrer fer alguna cosa similar per al Carnaval de Barranquilla i aquí neix aquesta dansa.
L'empresari va contractar a diversos artesans per fer els caps gegants i va fer un amb concurs per escollir dins dels seus empleats als quals sortirien disfrasats de cabezones. Per molt temps va ser tradició que aquesta dansa fos la primera a aparèixer durant la gran desfilada de la Batalla de Flors, això en part pel que Villaba fos part de la Junta Organitzadora del carnestoltes. Abans els cabezones solien posseir un barret que tenien un buit; els danzantes es ficaven dins del cap i pel buit és que podien veure a l'exterior. Avui dia els cabezones estan fets de diferents formes amb la tècnica del paper maché. Els ballarins agarren els cabezones amb les seves mans mentre ballen i tenen més llibertat per ajustar-se el caebzón. El ritme que acompanya aquesta dansa és la cornamusa.
Dansa del Mapalé

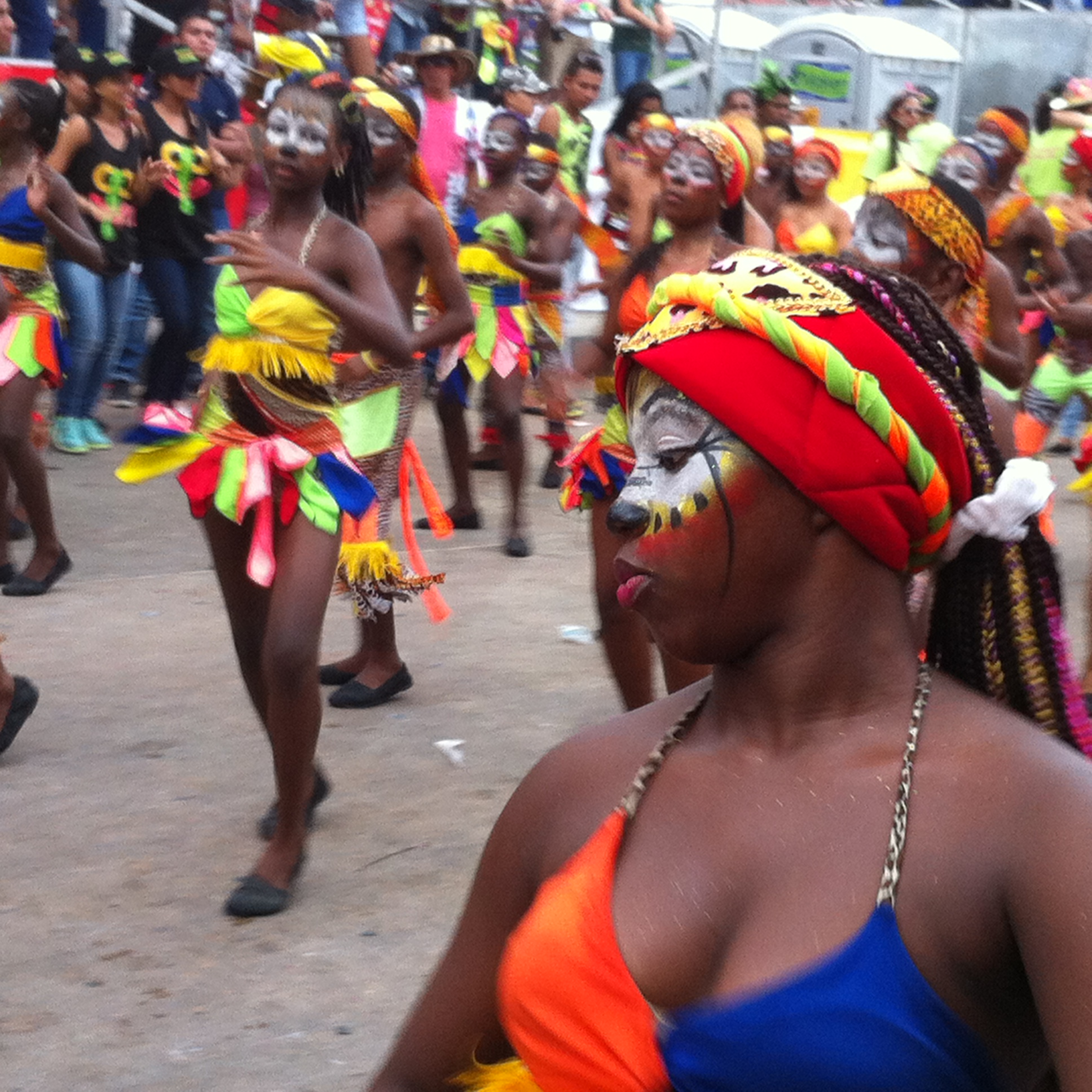
Dansa del mapalé.

El mapalé és un ball afrocolombià que va sorgir en la Costa Carib gràcies a la influència cultural dels esclaus africans traficats durant la conquesta d'Amèrica. El mapalé ha estat descrit també com a "ritme del frenesí" i s'ha parlat amb no menys abundància d'arguments, d'una espècie de "bruixeria" que aconsegueix que els ballarins es vagin sentint atrets per alguna cosa inexplicable que sembla sortir dels cops del tambor o l'agut so d'una canya, fins a fer-los caure literalment parlant, en un desenfrenament de passió, de desig carnal. Aquesta és una coreografia molt representada.
Usualment en aquestes danses, les dones porten faldilles curtes, i la seva brusa és màniga curta generalment de color negre, cabell solt en el cap turbants senzills, van descalces. Els homes usaven pantalons pescadors, en alguns casos amb camisa blanca arremangada, en la vestimenta fan un paper clau els colors brillants i vius. després d'una creació que es va fer per projectar el mapalé la gent avui dia pensa que és una faldilla curta, amb serrells o volants petits que adornen el moviment accelerat dels seus malucs. Així mateix com Edith González en els seus balls i altres persones que han fet història al llarg de les seves vides. El ritme que acompanya aquesta dansa és el mapalé.
Dansa dels Enanos
Aquesta dansa té orígens en el municipi de Cicuco, en el departament de Bolívar, d'on parteix grups cap a Barranquilla per gaudir del seu Carnestoltes. La disfressa posseeix una armadura de filferro, un capucho que oculta la veritable alçada del disfressat. Aquesta gran armadura es recobreix de tela en la qual es dibuixen grans cares gracioses de personatges imaginaris i d'aquestes surten petits braços. Els nans vesteixen camises pispa llarga amb dissenys tropicals i pantalons d'un sol color.
Aquesta disfressa es caracteritza també per tenir grans natges fetes en esponja que per mitjà d'un sistema rudimentari de cordes fan que es moguin descontroladas i d'aquesta manera es mofen del públic mentre ballen. Una de les grans fomentadoras d'aquesta dansa és Agripina Paula Turizo, qui també és cantaora. Els ritmes que ballen els nans de Cicuco són el bullerengue i la puya atlanticense.
Dansa de la cumbia

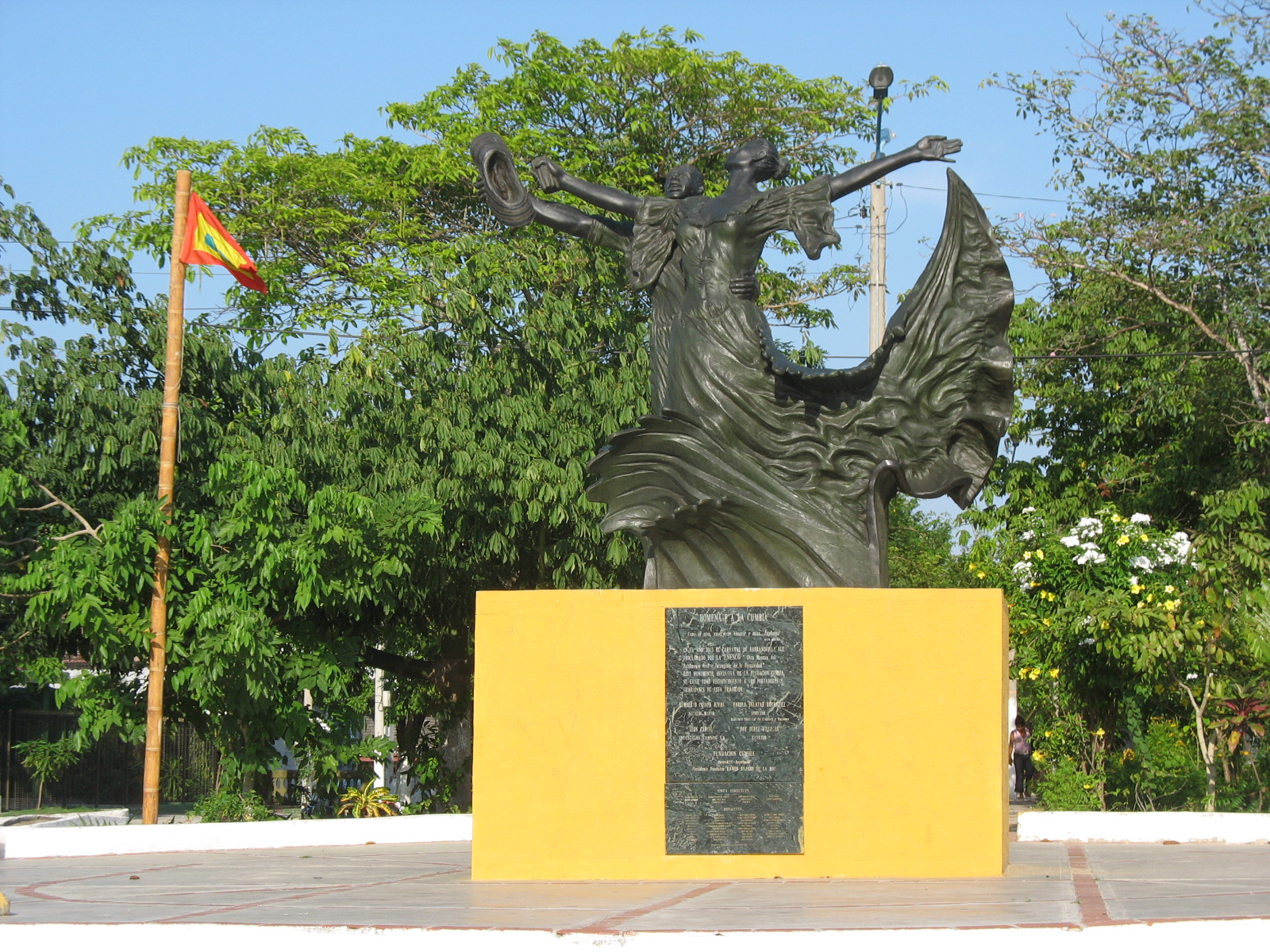
Monument a la cumbia en Barranquilla.

La cúmbia té un lloc molt important en el carnestoltes sent una de les seves danses més importants. Rep influències de tres vessants culturals diferents: indígena, negra, blanca (espanyola), sent fruit del llarg i intens mestissatge entre aquestes cultures durant la Conquesta i la Colònia. En la instrumentació estan els tambors d'origen africà; les maraques, el guache i els xiulets (flauta de mill i gaites) d'origen indígena; mentre que els cants i cobles són aportació de la poètica espanyola, encara que adaptades després. Hi ha una forta presència de moviments sensuals, marcadament galants, seductors, característics dels balls d'origen africà. Les vestidures tenen clars trets espanyols: llargues faldilles, encaixos, lluentons, candongas, i els mateixos tocats de flors i el maquillatge intens en les dones; camisa i pantalons blancs, mocador vermell nuat al coll i barret en els homes. El ritme que acompanya aquesta dansa és la cumbia.
Dansa de les Pilanderas
És una dansa en la qual els ballarins usen com a part de la seva coreografia un pilón o morter per majar el blat de moro o l'arròs. També se li crida dansa de les Piloneras. Als pobles que interactuen amb el riu Magdalena els que dansen surten de nit a recórrer els carrers dansant i actuen enfront de les cases dels seus amics que els reben amb licor. Les piloneras és la dansa símbol del Festival de la Llegenda Vallenata que inicia la desfilada amb el qual s'inaugura tal festival.
El vestit, anomenat chambra, està compost per dues peces, la brusa de mànigues tres quartes, estampada amb flors, de cintura llarga que acaba en una volandera, de flors de diferents grandàries, i la faldilla, que té tres boleros acabats en encaixos o letines. Les baletas és el calçat elaborat amb lona i sola plana de cuir. Com a adorn del cap, la dona sol portar una pañoleta de flors com el lliri, la del cañaguate, trinitaria, coral o cayena. El vestit masculí està compost per pantalons i camisa blancs, mocadoreta vermella nuada en el coll de la camisa. A més, llueix el casquet, tocat del cap adornat amb flors de diferents colors elaborades en paper cometi. De calçat usa les baletas, elaborades amb lona i sola plana de cuir. El ritme que acompanya aquesta dansa és el porro tapao.

### Danses patrimonials
En 2013 es classifiquen 10 danses "patrimonials" en el marc dels 200 anys de la ciutat i en homenatge al Carnaval de Barranquilla en els seus 10 anys d'haver estat declarada Patrimoni Oral i Immaterial de la Humanitat. Aquesta declaració és un esforç per conservar aquestes 10 danses en perill de desaparèixer.
|                    |                          |                              |
| Dansa del Congo    | Dansa dels Coyongos      | Dansa dels Diables Arlequins |
|                    |                          |                              |
| Dansa dels Goleros | Dansa dels Indis Farotos | Dansa de les Aus             |

Dansa del Congo

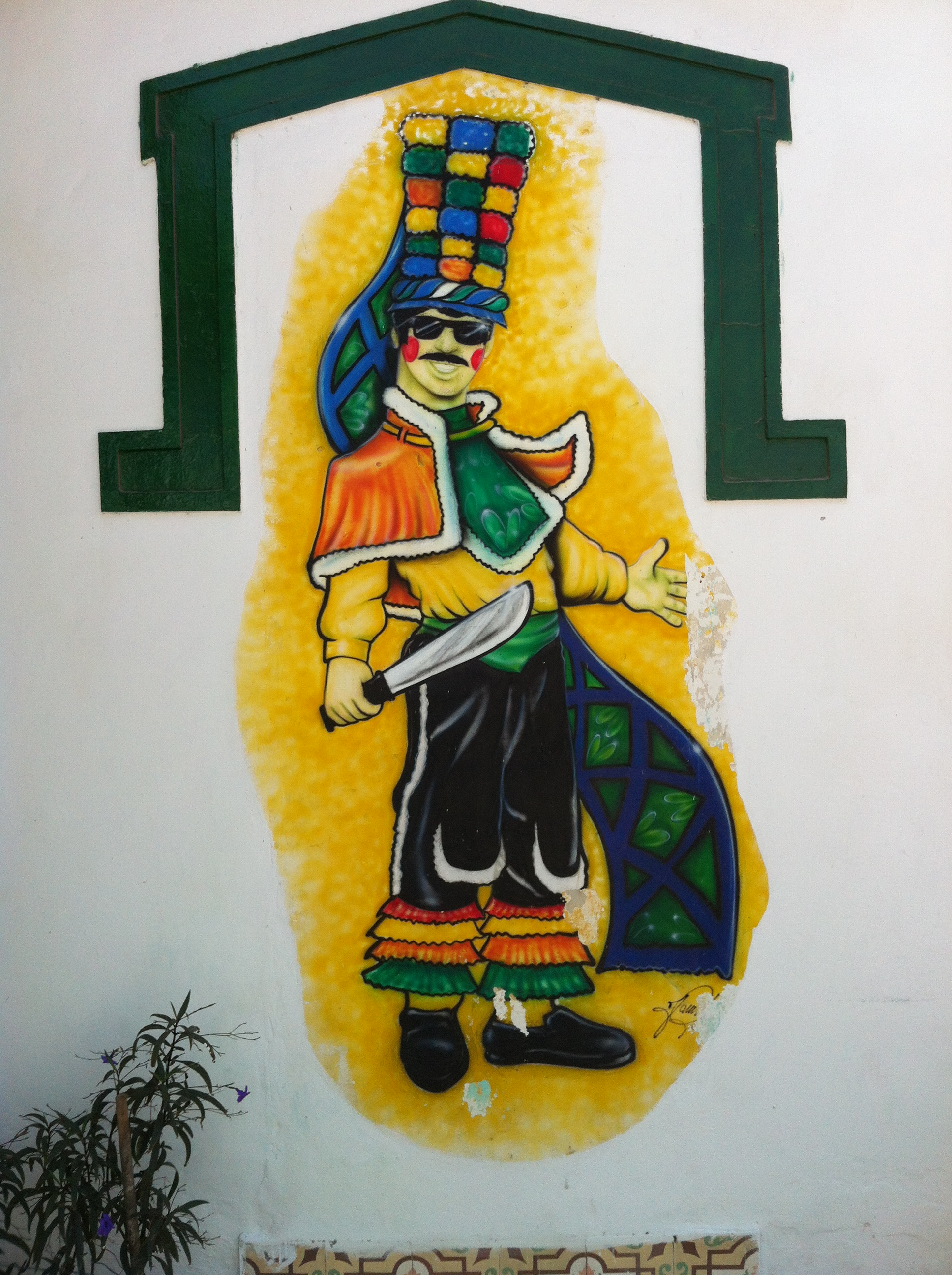
Mural de congo al barri Abajo.

Para molts, és la dansa símbol del Carnaval de Barranquilla. És original d'Àfrica i es creu que és la dansa més antiga que té el carnestoltes de Barranquilla. Es diu que es practicava a les festes de la Candelaria a Cartagena i migró al carnestoltes de Barranquilla. Quan ballen, des de lluny són una fila d'homes vestits de colors amb teles brillants i ulleres fosques. Els seus rostres estan pintats de blanc amb dos cercles vermells i un elaborat turbant que porten sobre els seus caps adornat amb flors i cintes. A la seva mà solen tenir un matxet fet amb fusta i amb l'altra tenen agarrada la bufeta inflada d'un porc. Per la seva banda les dones porten una disfressa més senzilla amb una faldilla i una brusa brillants i un adorn floral en la cabellera.
Fins als anys 40 les danses de congos duien a terme aferrissats combats en llocs de la ciutat, que ells denominaven “conquestes”, on cada grup havia de demostrar la seva superioritat bèl·lica. En ser prohibits aquests combats, la competència en l'actualitat es manifesta en el vestuari, en les màscares, en el nombre d'integrants que cada dansa pugui reclutar i en la disciplina i destresa en el ball. En un passat, eren homes els que es vestien de dones i representaven aquest gènere en aquesta dansa. Aquesta dansa posseeix també una quadrilla d'animals (rucs, chivos, gossos, tigres, sent "El Torito", el més representatiu de tots) que van acompanyats pels cantadors, el tamborer, el guacharaquer i el del güiro. En el ball de carrer la dansa avança en files de dues en dues desenvolupant cercles, culebreos i encreuament de files. Les quadrilles de dones i animals es desplacen amb major llibertat anunciant la presència de la dansa. Alguns dels passos d'aquesta dansa són el del gosset, el del guerrer i el del ball de casa. El ritme que les acompanya és el cop del congo.
Dansa dels Goleros

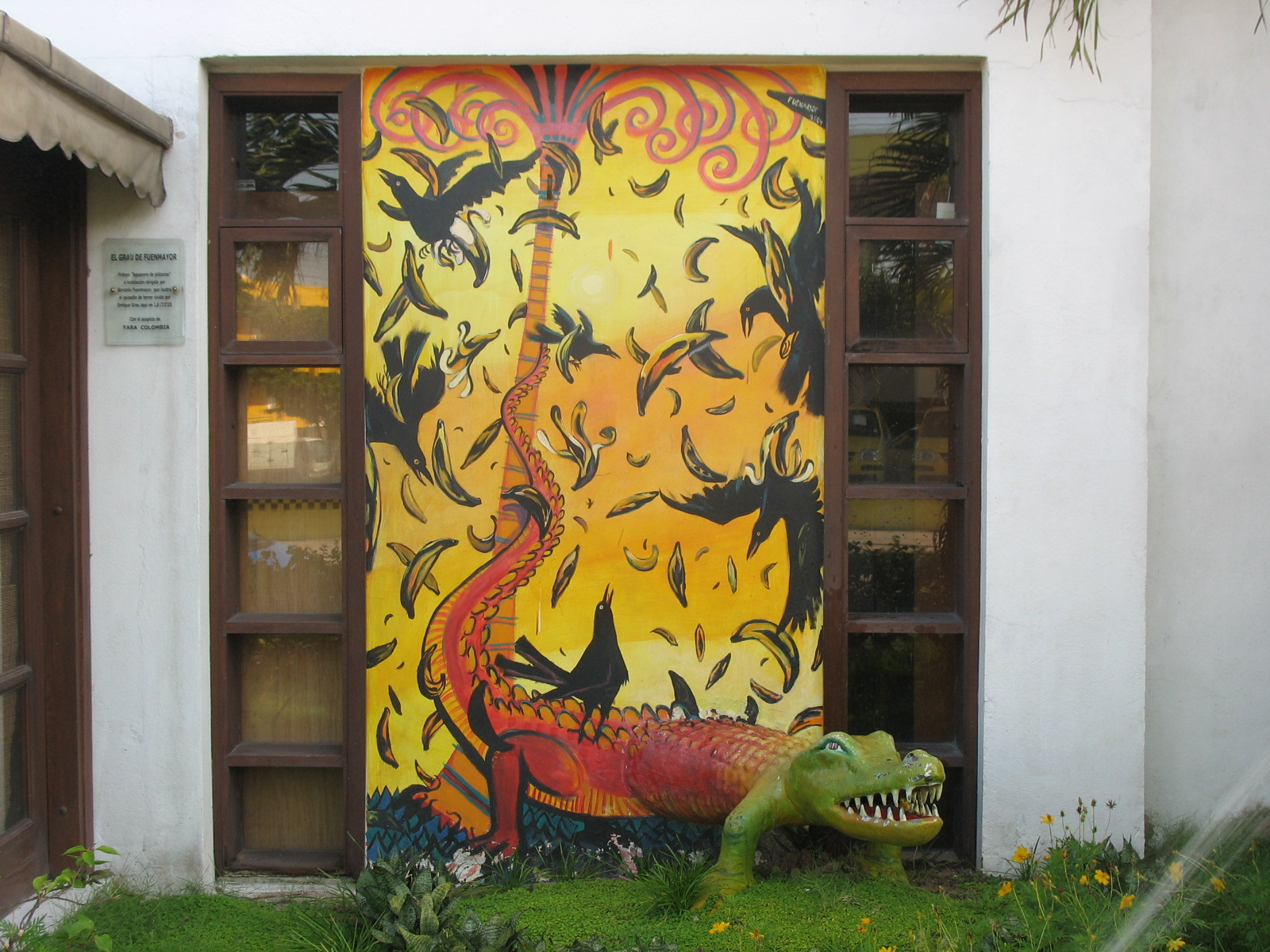
Mural de goleros assetjant a un caiman, restaurant La Cova.

També és nomenada la dansa del Gallinazo. Es considera una dansa de teatre o de relació i és original del municipi de Sabanalarga. Neix l'any de 1919 fundada per Pablo Palmera. Va tenir un recés des de 1950 fins a 1979 quan Apolinar Polo decideix rescatar-la. Els personatges principals d'aquesta dansa són el Rei Golero, la Laura (femella del Rei Golero), el aguacil, el gos, el caçador, els goleros (també anomenats gallinazos) negres, el ruc mandrós abandonat pel seu amo i els colomins. Els goleros ballen en dues files, simulant volar i calcen mitjanes altes negres i sabatilles planes d'igual color, acompanyats pel Rei Golero que porta posada una màscara blanca amb un bec i cresta de colors. En desplaçar-se, els goleros marquen el pas alternant un peu davant i l'altre darrere, amb els braços estesos horitzontalment.
La història fa referència a quan el ruc descansa perquè està mal ferit, i els goleros, aus carronyeres, comandats per l'altiu i majestuós Rei Golero miren si el ruc està mort. El primer a apropar-se al ruc és el Rei Gallinazo. En aquest moment, el ruc desconcertat rep una nova visita per part del caçador qui va a revisar si el ruc segueix amb vida i per espantar als goleros, dispara cap al cel o en defecte d'això mata als goleros. En altres versions, el ruc en ser trobat pels goleros, ja està mort. En el desenvolupament de la dansa cadascun dels animals, el caçador i el gos o ruc diuen versos. El ritme que acompanya aquesta dansa és la puya atlanticense encara que té una introducció en marxa.
Dansa de les Farotas
Aquesta dansa és procedent del municipi de Talaigua, Departament de Bolívar, zona on van residir els indis Chimilas i Farotos. La temàtica d'aquesta dansa se centra en la representació de la venjança indígena enfront de la injustícia i la bestialidad comesa en contra de la seva tribu. Segons la tradició, la dansa de les Farotas representa la tàctica que van utilitzar els indígenes de la tribu dels farotos per reprender i venjar-se dels espanyols, que havien abusat i violat sistemàticament a les seves dones.
La dansa de les Farotas fa referència als temps de la colònia quan els espanyols assetjaven sexualment a les dones natives abusant d'elles. Els indígenes homes, per protegir-les, van decidir disfressar-se de nit amb els vestits de les seves dones i van esperar que els intrusos agressors se'ls apropessin per de seguida, acoltellar-los per sorpresa. Per tal raó aquesta dansa és masculina i crida l'atenció el seu travestismo (es recorda que el travestismo és l'acte performativo de vestir-se amb abillaments del gènere oposat). Està composta per 13 homes, 6 a un costat i 6 a l'altre, i la mama que porta un perrero o un juete per operar la dansa igual que un paraigua o ombrel·la. Ballen amb el cos en diagonal cap a davant sense doblegar-se i aixecant la barbeta. Les seves postures són masculines, en contradicció amb el vestuari i el maquillatge femenins. Aquesta dansa posseeix joc coreogràfic influenciat fortament per l'element indígena, sent alguns dels passos principals el "faroteo" que representa el vaivé de les aigües i el volar de les aus, el "perilleo" que fa referència a coqueteig als espanyols i el "sombrilleo", imitant les ombrel·les com a llances. El ritme que acompanya aquesta dansa és el So de Farotas.
Dansa dels Coyongos

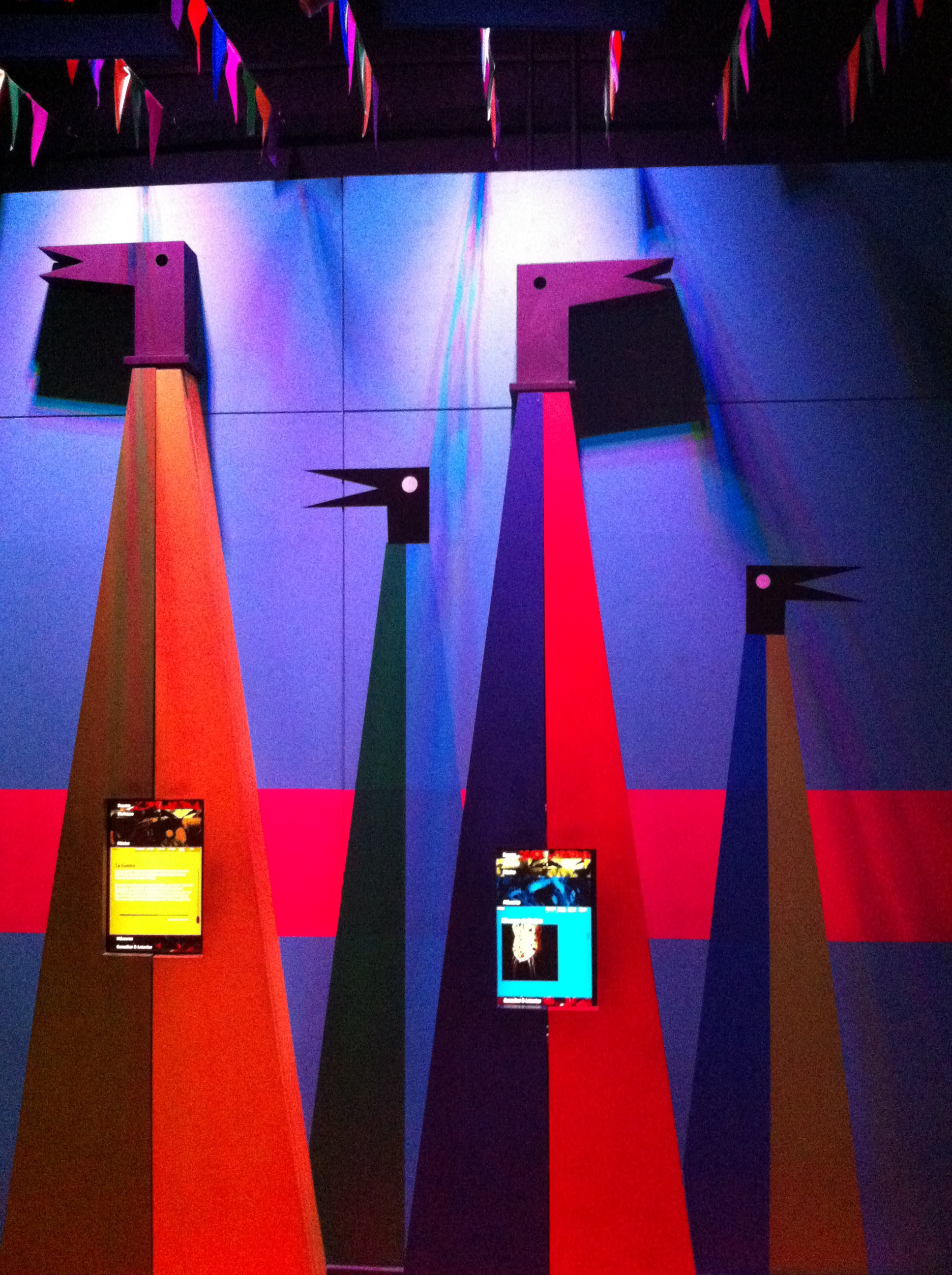
Mural amb coyongos a la Casa del Carnaval.

Es considera una dansa costumista, tradicionalment masculina i representa a les aus xanqueres de les zones ribereñas del litoral Carib al moment en què estan caçant peixos. Així mateix, és una al·legoria en la qual els caçadors són els espanyols, els coyongos són els indígenes i el peix és la terra. La dansa data de l'any 1812, després de la independència de Colòmbia. Les disfresses de Coyongos estan fets sobre una estructura piramidal folrada en tela de colors amb petites ales en tots dos costats. En la part superior va el cap i un bec de fusta, que per mitjà d'un mecanisme intern marca el ritme del ball amb el soroll que fa en tancar-se. Aquesta dansa agrupa tots els ocells (coyongo rei, ànec cúcharo, garsa grisa, garsa blanca, garsa bruna, pisingo, entre altres) que s'aposten en les ribes del pantà de Mallorquí a alimentar-se de peixos.
La Dansa dels Coyongos posseeix un caràcter imitativo i s'encasella sota la denominació genèrica de Danses de Relació perquè es narra mitjançant versos que són voceados alternativament pels danzantes. Els passos bàsics de la dansa són un pas cap endavant i un altre cap enrere. La dansa és un joc coreogràfic on els danzantes reprodueixen el vol de les aus. Els coyongos dansen representant que mengen el peix, el qual està al centre. La coreografia també porta altres moviments com el teixit, trena, fil, la roda i el cercle que representa el tancar el peix. Un dels seus grups representants és la «Danza Los Coyongos en el barrio Las Flores». El ritme que acompanya aquesta dansa és la puya atlanticense.
Dansa de los Diablos Arlequines

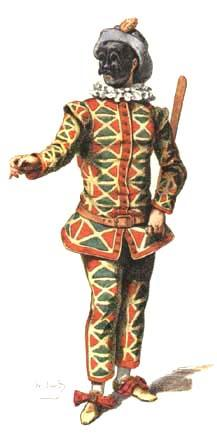
L'arlequí, de la "Comèdia de l'art", va ser adoptat pel Carnaval de Barranquilla i convertit en una disfressa que combina aquest personatge, caracteritzat per la seva personalitat irreverent, amb un diable. Maurice Sand, en Massques et bouffons (1860).

La dansa es practicava generalment a les festes religioses i populars, especialment la del Corpus Christi, als pobles de Bolívar, Magdalena i César, on els diables ballaven amb esperons i sonalls, acompanyant les processons religioses però no els era permès entrar a les esglésies. Posteriorment van arribar a “prendre el foc” en el Carnaval de Barranquilla. Aquesta dansa té influència de l'Espanya Medieval i inicia una marxa d'anades i vingudes fent sonar els cascavells i els esperons; els balladors boten encreuant les cames i invertint els braços cap enrere, fan malabars sobre ampolles sense tombar-les i llancen flamerades de foc a llarga distància. Porten barret ampli, el rostre pintat, castanyoles o sonalls, esperons o ganivets en les sabates, mitjanes altes i sabates planes del mateix color tipus babutxa.
En llançar flamerades s'accelera la música per estimular als balladors a saltar i llançar grans ràfegues de foc per la boca. Els moviments del cos són frenètics i el gest desafiador d'escopir la flamerada cap al cel reptant la figura simbòlica de Déu. El ballarí es recalcarà més quan major distància aconsegueixi la seva bocanada de candela. Després d'això, és comú que liquidin el ritu amb un vers amenaçador i una risotada estrident, desvergonyida i burleta. El ritme que acompanya aquesta dansa és la puya tradicional.
Dansa del Paloteo
És una dansa de relació que representa l'enfrontament entre nacions. Cada danzante personifica un país portant una bandera i pregonant versos al·lusius a la ciutat o a la nació que interpreta. Aquesta dansa es diu d'aquesta manera, perquè els ballarins porten el compàs a través d'uns pals curts, que en pegar-se uns amb uns altres de forma uniforme van creant el ritme del ball; a mesura que van copejant els pals, van formant figures i desenvolupant una coreografia. Al principi, el Paloteo era una dansa netament masculina i s'organitzava en un nombre màxim de sis parelles d'homes. Es presentaven de casa a casa per rebre diners o licor a canvi de la seva actuació, però l'expansió urbana i altres factors van donar pràcticament per cancel·lada aquest costum. Avui dia, un Paloteo pot estar integrat per més de vuit parelles de danzarines entre homes i dones i les figures de la coreografia solen ser més complexes.
En aquesta dansa, els homes vesteixen pantalons bombacho a mitja cama, camisa llarga, pechera i capa decorada. Les dones per la seva banda porten faldilla curta i plisada, brusa llarga, pechera adornada amb encaix al voltant, capa decorada i un turbant en el cap. Consta de tres espais: Passeig, quadre i tancat. El ritme que acompanya aquesta dansa és la "Marcha de Paloteo". L'assemble que toca aquest gènere musical es compon un redoblante i un acordió.
Dansa de las Aves

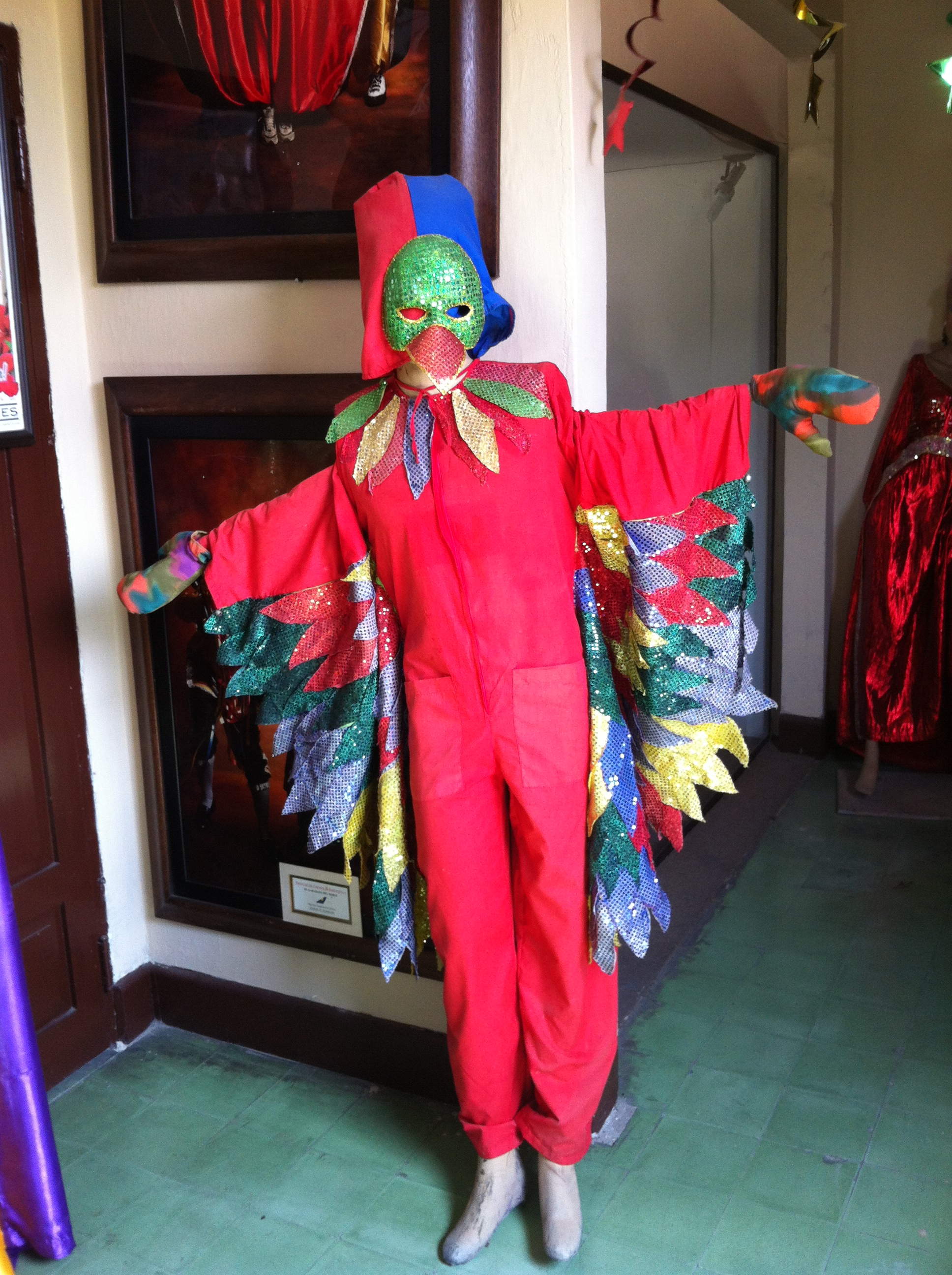
Maniquí de la Dansa de les Aus

També nomenada Dansa dels Ocells. És una dansa de relació amb una posada en escena que narra el moment en què un grapat d'aus d diferents espècies arriben a un jardí a menjar-se les pomes i les flors, les jardineres tracten que es vagin, però no ho aconsegueixen i apareix un caçador amb el seu gos, qui els dispara. Aquesta dansa la prenen amb base a un d'aquests passatges que ells veien diàriament al mercat, quan moltes aus ser apropaven a menjar i aquestes eren espantades a pedres. Els ocells carreguen una màscara de fusta pintada del mateix color del vestit que porten lloc i la forma és també diferent reflectint la diversitat d'aus. Cada ocell té un color diferent que generalment són vermells, blaus, grocs i verds.
Els seus creadors van ser Pedro Barreto i Pedro Berdugo, venedors de plàtan, els qui recordaven vistosos ocells en havien vist en la seva infantesa en el camp. El 1930 els «Peyos», com se'ls coneixia als amics, es van dedicar a crear la coreografia inspirada en el vol de les aus estant ells vivint al populós barri Rebolo de la ciutat de Barranquilla. El 1954 Pedro Barreto li va lliurar la direcció a Berdugo qui li va canviar el nom i ho va cridar L'Imperi de les Aus. El ritme que acompanya aquesta dansa és la xalupa.
Dansa de Son de Negro

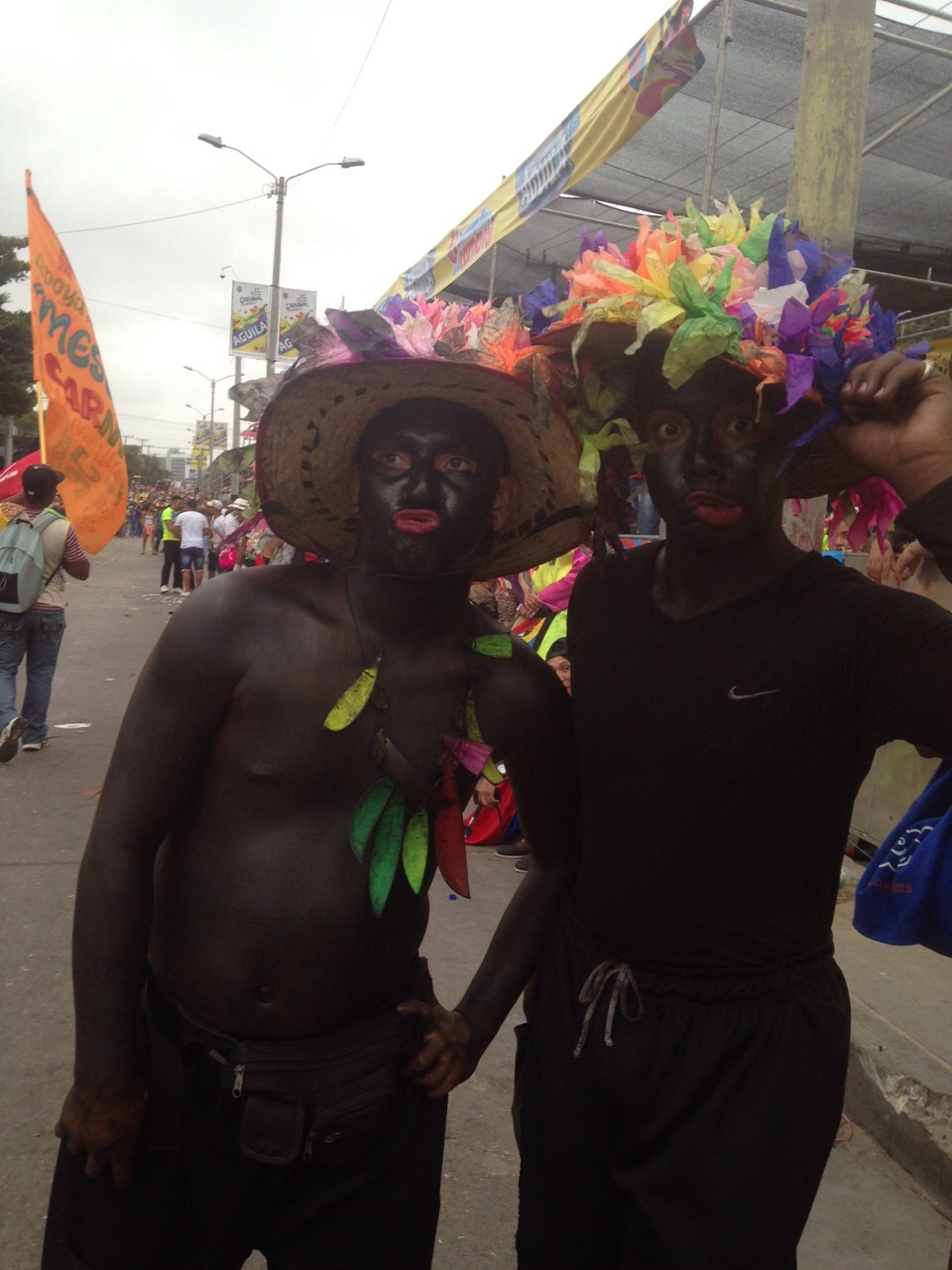
Son de Negre.

És una dansa amb marcada influència africana que recull el sentir dels pobles apostats en les ribes del Canal del Dique, entre els departaments d'Atlántico i Bolívar, lloc en el qual té un enorme arrelament. És una de les expressions ancestrals que va arribar fa molts anys al Carnavals de Barranquilla, gràcies als grups de pobles com Santa Lucia, Arenales, Malagana, Soplaviento, entre d'altres, que van decidir mostrar més enllà de les places i carrers dels seus municipis la riquesa del seu folclore.
La coreografia d'aquesta dansa és una burla dels esclaus negres cap als amos. Els homes porten el tors descobert i el rostre marcat amb pintura negra. A més la boca i la llengua són realçades amb colorant vermell. Generalment tenen barrets adornats amb flors o papers de diferents colors, collarets i un bastó. Quan ballen solen fer ganyotes divertides i exagerades amb el seu rostre. Tradicionalment era interpretada per homes i un d'ells de vegades de dona, qui era anomenada Guillermina. Al moment de la dansa, el moviment es caracteritza per ser fort i ràpid, propi de l'herència africana, el dels homes s'assembla a convulsions amb expressions de rígides mentre les dones mouen els malucs. El ritme que acompanya aquesta dansa és el son de negro.
Dansa dels Indios Farotos

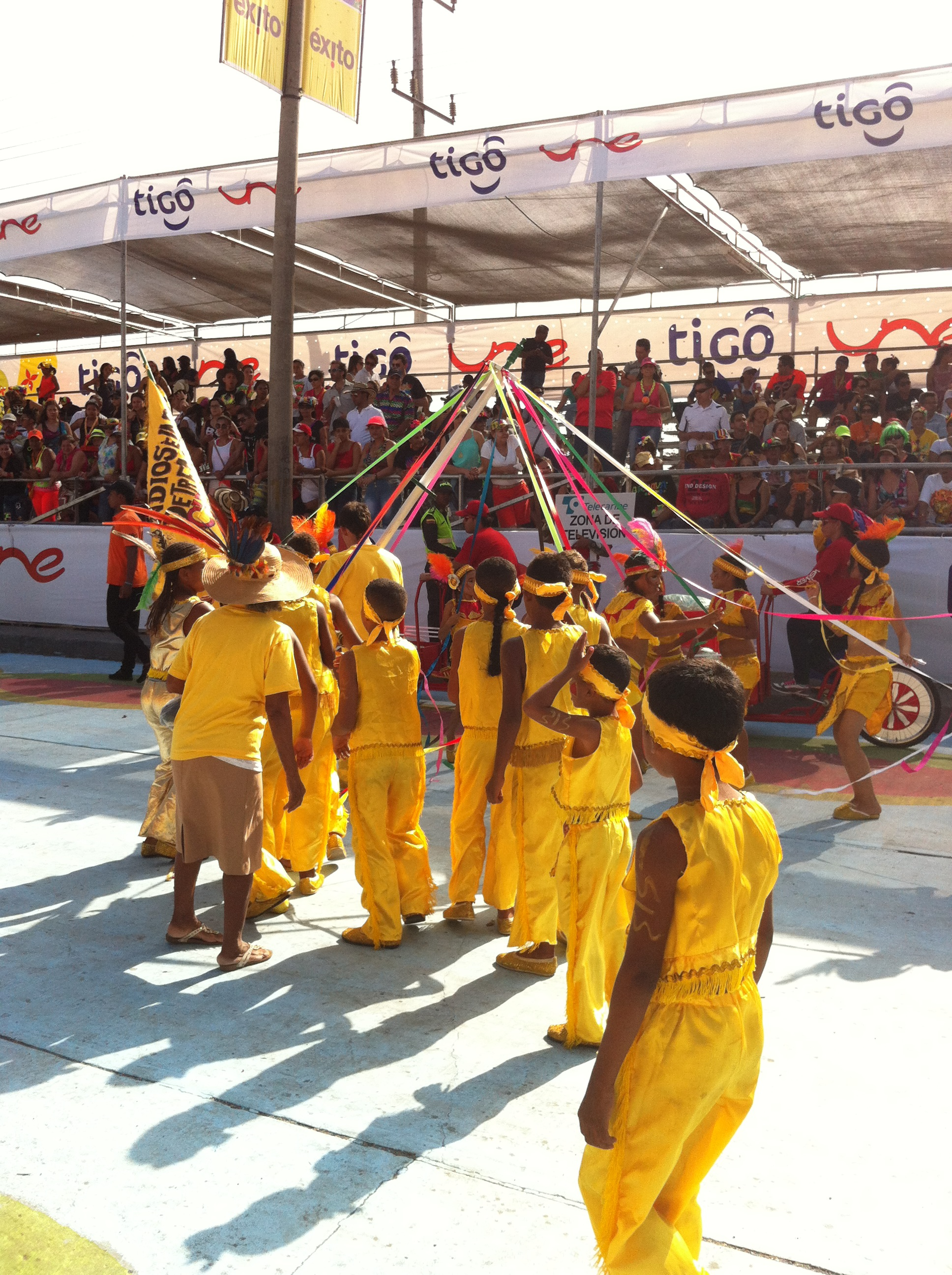
Dansa dels indis farotos en la modalitat de trena.

Aquesta dansa posseeix dues modalitats: la primera es fa cridar de Trena i la segona dels Indis Farotos. Ambdues provenen dels indígenes de les poblacions a la vora del riu Magdalena, i és ballada popularment en el municipi d'Usiacurí. Les noies porten adorns de coloma al cap igual que els homes. El vestit consisteix en una camisa de color amb un escot gran i sense mànigues. Porten collarets amb llavors de fruites. Els homes poden portar arcs i fletxes.
Ambdues consisteixen en un desplaçament de parelles en el qual marxen pausadament i progressivament es fa més ràpid el moviment. En la dansa dels Indis de Trena eventualment es trenen cintes i es tornen a desfer; en el dels Indis Farotos en comptes d'usar cintes utilitzen cordes. Ambdues modalitats dansen de forma dedicada i harmònica, portant la marcació del pas en coordinació amb l'entrellaçament de les cintes o cordes al són de la música, sent aquesta l'acció fonamental. Aquesta tradició va estar en risc de desaparèixer cap a la segona meitat del segle xx, fins que, amb l'ajut dels seus germans, Baltasar Insulsa, es va proposar a rescatar-les i les va portar el 1978 al Carnaval de Barranquilla, des de la seva natal població de Palomino, Bolívar. El ritme que acompanya aquesta dansa és el Son Faroto.
Dansa de los Gusanos
Fa referència a la unió i el treball en equip i té per conseqüència un caràcter lúdic i recreatiu. Antigament quan hi havia festes cerimonials a les places dels pobles del Magdalena, la gent s'unia en una fila agarrant-se dels malucs i s'entrellaçava i a aquest ritual se li cridava "el centpeus". Quan va arribar a Barranquilla el seu nom va canviar a dansa dels cucs. Es balla en fila i les disfresses posseeixen serrells llargs imitant les potes del cuc. La dansa fa desplaçaments en semicercle, imitant el cos del cuc i altres vegades roman quieta. Els moviments de tots els ballarins han de ser coordinats.
Avui dia els integrants vesteixen un bombacho de color verd adornat amb serrells verds i/o grocs, una camisa llarga, de les quals pengen serrells. Porten coberta el cap amb un capell unit al enterizo. La persona que aquesta al capdavant del cuc és la persona de major alçada i progressivament les persones que estan darrere del cap es fan més petits en alçada. Tant el cap com la cua del cuc es distingeixen en els seus abillaments, per fer evident la seva funció de líder de comparsa i de la seva terminació. El cap principal porta una màscara amb antenes que li identifica com la guia de la dansa. Alguns dels pas són el lateral, el de barbeta i l'avió. El ritme que acompanya aquesta dansa és la tambora.

### Disfresses individuals
És gairebé interminable la llista de disfresses producte de la imaginació del barranquillero durant el carnestoltes. Les disfresses individuals no tenen cap dansa específica que els associï. Alguns d'aquestes disfresses més típiques i representatius del carnestoltes són:
|                    |                  |                  |
| María Moñitos      | La Loca          | El descabezado   |
|                    |                  |                  |
| El Mohicano Dorado | Payaso Carasucia | Barriga e' Trapo |

María Moñitos

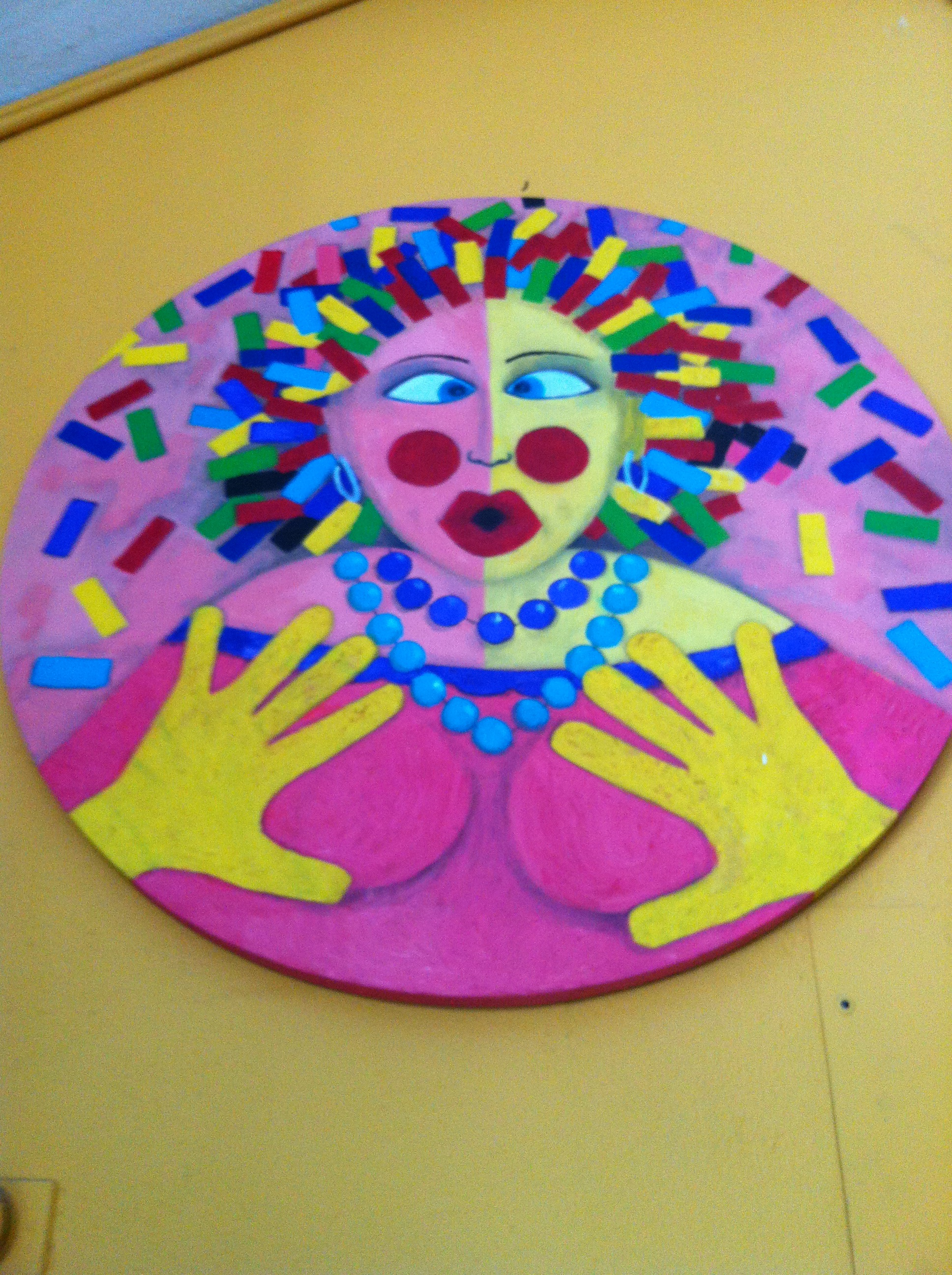
Imatge de María Moñitos a la Casa del Carnaaval.

Disfressa creada per l'electricista i paleta guajiro Emil Castellanos, resident al barri Las Nieves de Barranquilla. Es va convertir ràpidament en una de les disfresses individuals més representatius del carnestoltes. La seva disfressa és la caracterització d'una dona sexy i exagerada. Usa un vestit amb colors cridaners, talons alts i en el seu cap porta una perruca feta de trosses de tots els colors amb tires de paper metal·litzat. Es pinta els llavis i durant les desfilades, llança petons i carícies als assistents. La perruca que tant caracteritza a aquest personatge va resultar com a resposta als repetits robatoris de perruques convencionals als quals es veia afectat durant els primers anys en els quals apareixia vestit de dona. Aquest performance, diu la filla d'Emil, representa la "mamadera de gallo" i el "rebusque" del seu papà i en general de tots els barranquillers. Emil Castellanos va morir el 2000 als 50 anys, no obstant això el seu personatge ja és part essencial del carnestoltes barranquiller.
Drácula
Personatge portat al Carnaval de Barranquilla per Benjamín García Galindo, natural del barri El Hipódromo de Soledad, inspirat en la famosa llegenda urbana de Drácula. Benjamí va quedar impactat amb aquest personatge després de veure en el teatre La Bamba al costat del seu pare la famosa pel·lícula "Drácula", protagonitzada per Christopher Lee. La seva admiració pel personatge va fer que per 33 anys ininterromputs es disfressés durant el carnestoltes amb capa negra, vestit de drap i dents afilades. Amb el temps Benjamín va començar a presentar problemes de personalitat i a confondre el seu personatge amb el seu veritable jo. La seva filla, Regina Visbal, va descriure que Benjamín va començar a tenir comportaments estranys com penjar una ratapinyada de cautxú a la seva cambra o voler dormir en un taüt. És per això que el seu psiquiatre li va ordenar a Benjamn no tornar a disfressar-se de Drácula. Aquest personatge es va fer famós a la ciutat i en tot el país gràcies a la pel·lícula "El último carnava" del famós director i periodista cronista barranquiller Ernesto McCausland, basada en la vida de Benjamín García.
La Loca

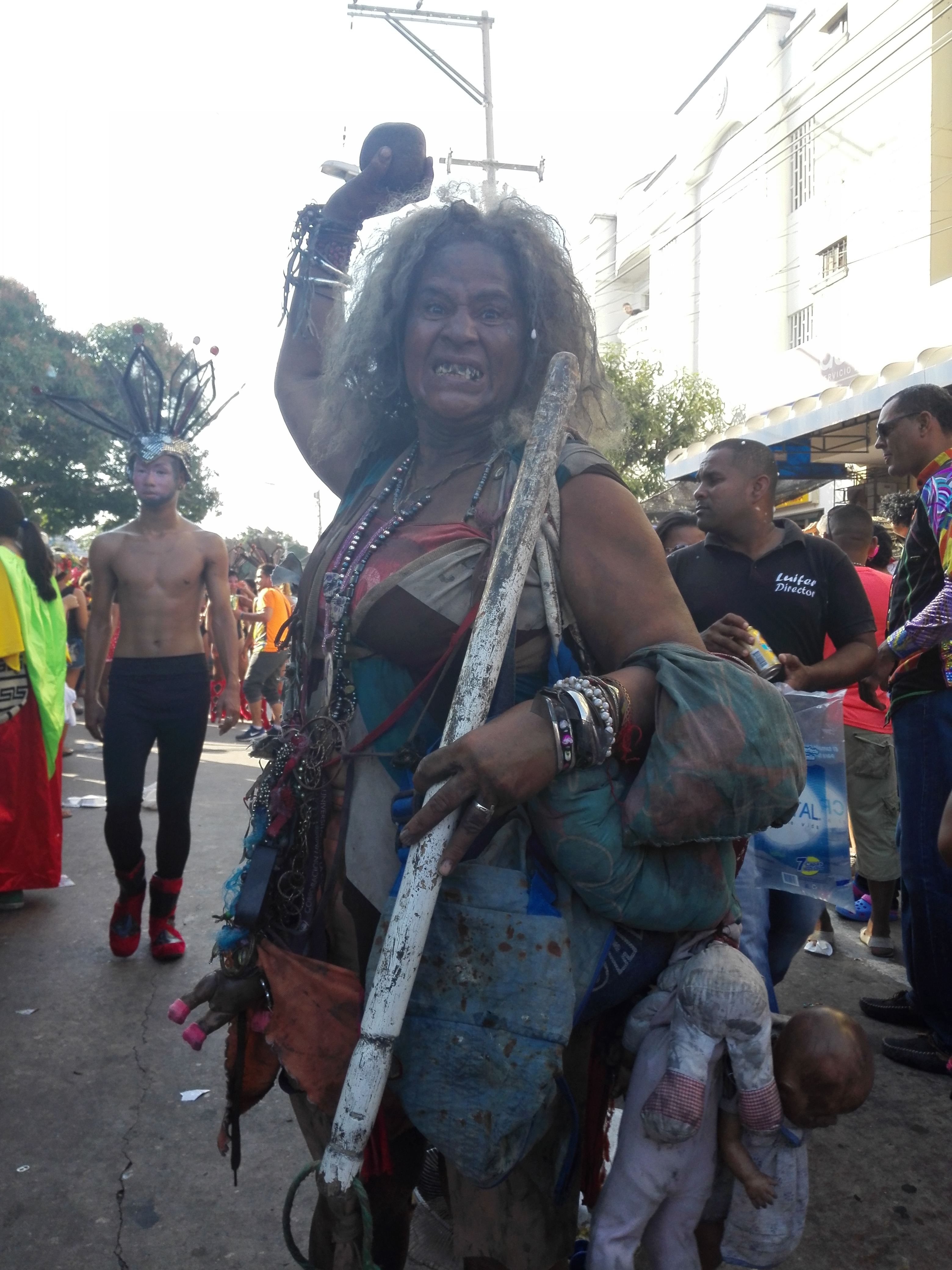
La Boja.

Personatge creat per la cosmetóloga i estilista Nimfa Barros, natural del barri Cevillar, per al carnaval de Barranquilla de l'any 1989, qui decideix disfressar-se amb parracs, la cara bruta i els ulls desorbitats, un llum de gas de la seva besàvia, sabates apatxe vells, una cabuya, un pal trobat al pati de la seva casa, una tula amb trossos de cartró, gots de icopor i flascons d'oli dins i una pedra amb la qual amenaça als espectadors de l'esdeveniment. Amb aquesta disfressa Nimfa diu que va buscar trencar la por al ridícul i oposar-se al seny. Amb el temps es va tornar un dels personatges més volguts del carnestoltes, aconseguint rebre en diverses ocasions el premi a la millor disfressa individual. Per a l'any de 2003, Nimfa va fer una promesa de salut a Déu per demanar per la recuperació del seu únic fill, Fernando, qui es trobava patint càncer. La seva promesa es basava en el següent: Si el jove es recuperava, Nimfa no tornaria a disfressar-se de la Boja. Com el seu fill va aconseguir recuperar-se, Nimfa va abandonar aquest personatge, tenint el carnestoltes del 2004 la seva última aparició. La disfressa original de "La Boja" es troba actualment en el Museu Romàntic de Barranquilla.
El Pirata
Personatge creat per Jorge López originari de Pereira, capital del departament de Risaralda l'any 2003, qui va arribar a Barranquilla el 1976 amb la intenció d'oblidar a una dona que ho feia sofrir. Aquest personatge és bàsicament una disfressa de pirata amb més de 200 discos compactes pegats al seu abillament, fent-ho molt brillant i vistós. Havent passat per un sense nombre de disfresses com El Faraó i El Cavaller de la Pau, a Jorge López se li va ocórrer la idea de la disfressa quan passava per un lloc on venien discos compactes "pirates" o "no originals". Aquest personatge juga amb la paradoxa de l'originalitat, ja que para molts el que és original no és tan original, mentre que per a uns altres les còpies poden ser molt originals. Uns altres diuen que "El Pirata" és una burla al mateix Jorge qui intenta ser o semblar en els seus costums a un barranquiller comú, però sent pereirano, acaba sent un "fals barranquiller" o simplement un "pirata".
El Descabezado

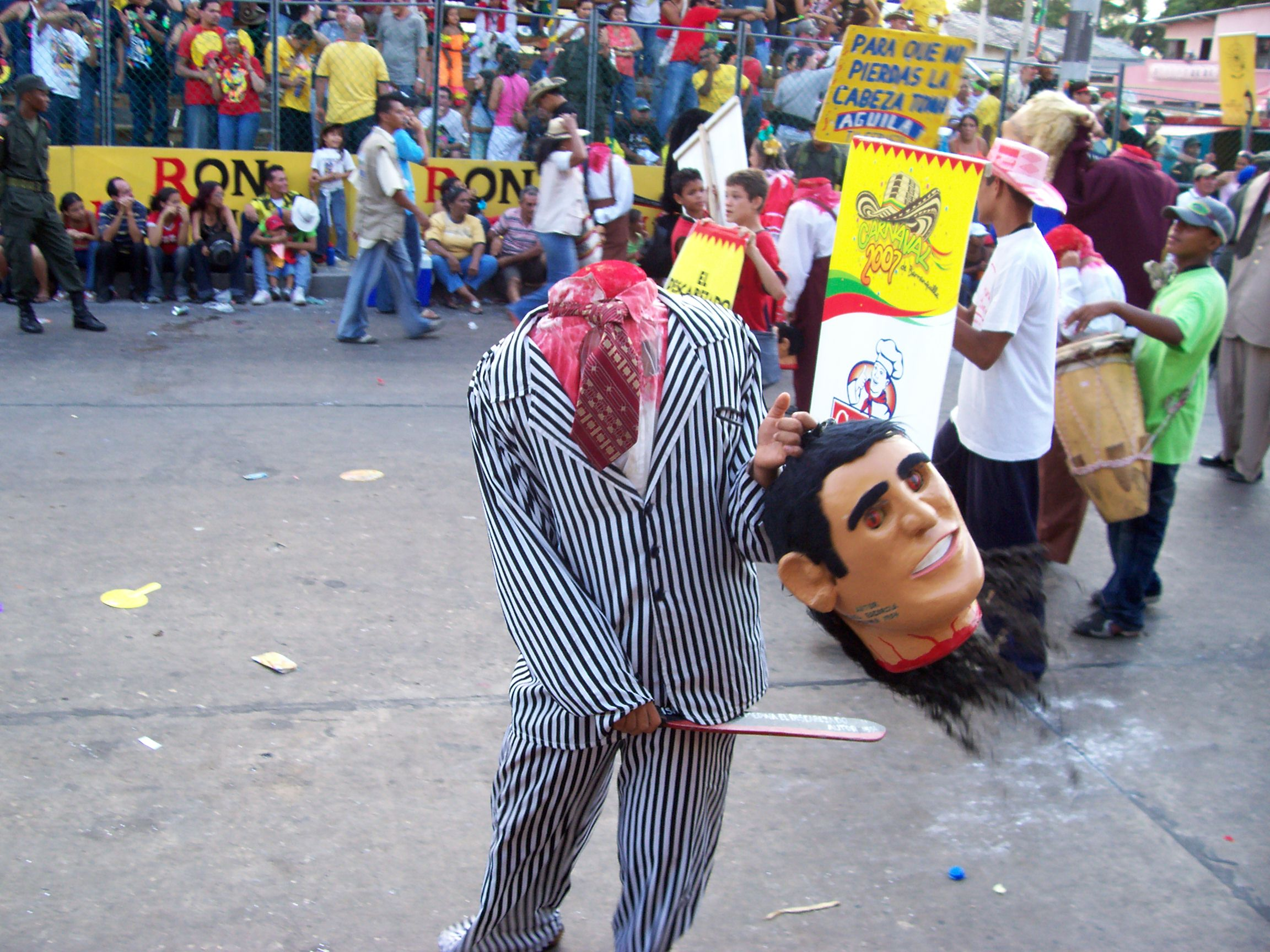
L'escapçat.

Personatge creat el 1954 per Ismael Escorcia Medina, pintor originari del municipi de Calamar, departament de Bolívar, qui va comentar que L'Escapçat va néixer de les massacres ocorregudes al país després del magnicidi de Jorge Eliécer Gaitán el divendres 9 d'abril de 1948 on era bastant comú escapçar a machetazos a la gent com a acte per crear por en la societat, drama que el mateix Ismael va sofrir en carn pròpia després que la seva família fos perseguida per ser liberal en un poble dominat per conservadors. Desplaçat per la violència va arribar a Barranquilla i va idear aquest personatge d'una banda per homenatjar a Jorge Eliécer Gaitán i d'altra banda per crear consciència de les víctimes del conflicte. Aquesta disfressa posseeix un cos fals el tors del qual oculta el cap del disfressat, vestit amb robes untades de pintura vermella simulant sang, un cap agarrat en una mà feta amb icopor folrat amb paper ciment i amb pilotes de plàstic incrustades com a ulls i a l'altra mà porta un matxet fals amb el qual amenaça torpemente als espectadors.
El Mohicano Dorado
Personatge creat el 1975 pel publicista Carlos Cervantes Muñoz, natural del barri El Concord del municipi de Malambo, qui com molts altres atlanticenses gaudien del carnestoltes barranquiller i buscaven una disfressa que impactés i quedés en la memòria de tots els barranquillers. La disfressa es basa en una capa de betum daurat de cap a peus, amb collarets, nariguera i carregant un escut i una llança. La idea va néixer després de veure la sèrie de televisió canadenca basada en la novel·la L'últim dels mohicans, escrita pel nord-americà James F. Cooper. No obstant això la seva idea és homenatjar a la llegenda indígena colombiana del Daurat, que centa la història d'una cacic del poble indígena chibcha que es despullava i es banyava en or per portar, juntament amb diversos sacerdots, ofrenes als déus en la llacuna de Guatavita. El personatge reflecteix el coratge i la persistència de la raça indígena, representada en la seva lluentor i la seva força. L'Indi Daurat ho va fer a Carlos mereixedor de 22 Congos d'Or. Carlos Cervantes, el Mohicano Daurat, va ser designat Rei Momo del Carnaval de Barranquilla 2015 en celebrar 20 anys d'haver creat aquest personatge.
El Payaso Carasucia

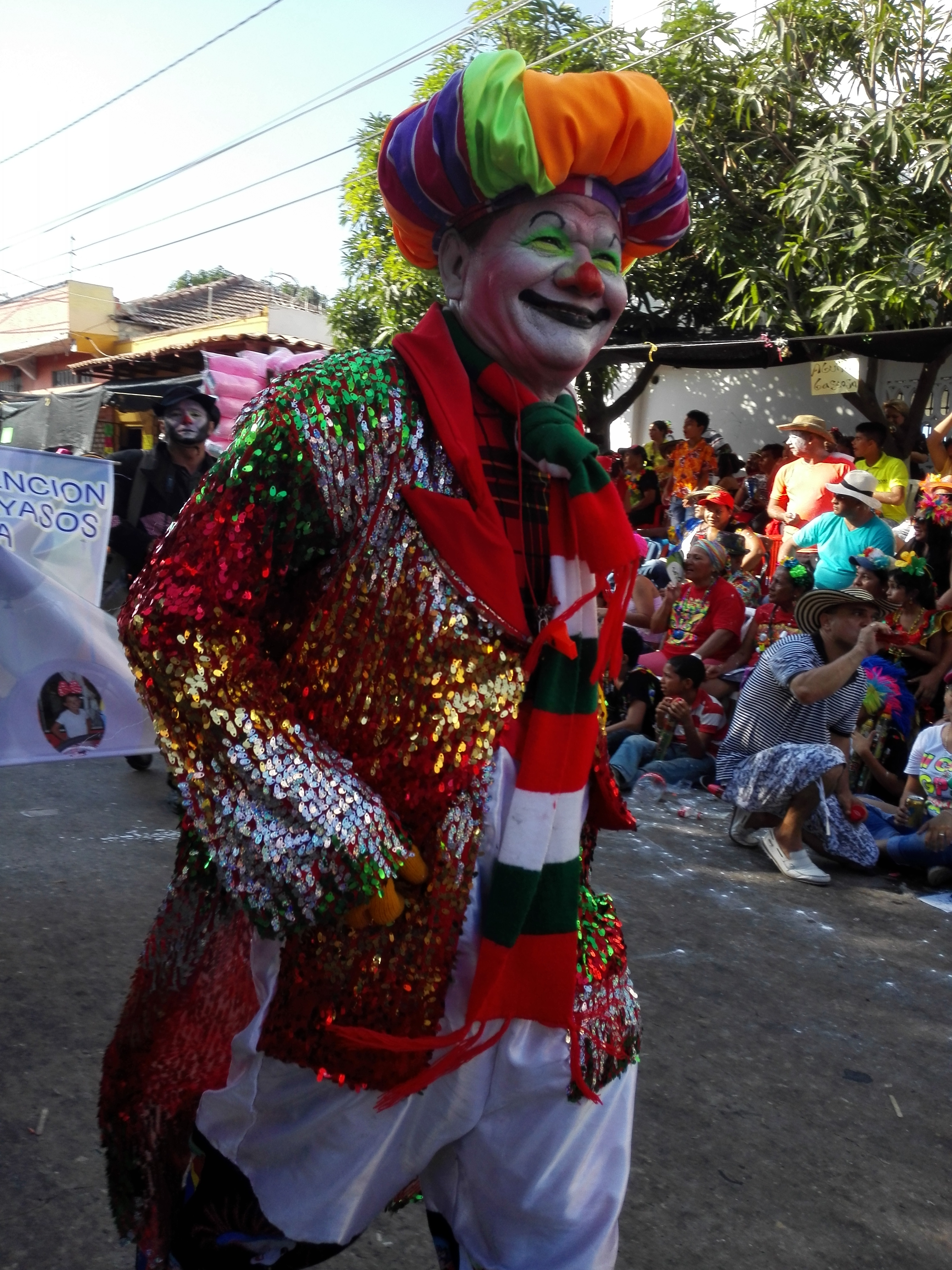
Pallasso Carasucia.

Personatge creat el 1970 per José Fernando Herrera, originari de Cali, capital del departament del Valle del Cauca, qui va arribar al barri "El Silencio" de Barranquilla per superar una forta depressió en la qual vivia després d'haver estat abandonat per la seva esposa. Va ser l'historiador i escriptor Alfredo de la Espriella qui el va ajudar a ingressar al Carnaval de Barranquilla amb el seu personatge. La disfressa té una perruca taronja, barret verd, vestit vermell, rostre blanc, nas vermell i un corbatín gegant de color negre. Segons José Fernando, el Pallasso Carasucia representa a l'adult nu que cobreix l'ànima de nen que tots tenim i que guardem secretament. Aquest personatge ha guanyat quatre Congos d'Or a la millor disfressa en diferents edicions del Carnaval de Barranquilla.
La Barraga e' Trapo y el Machoman

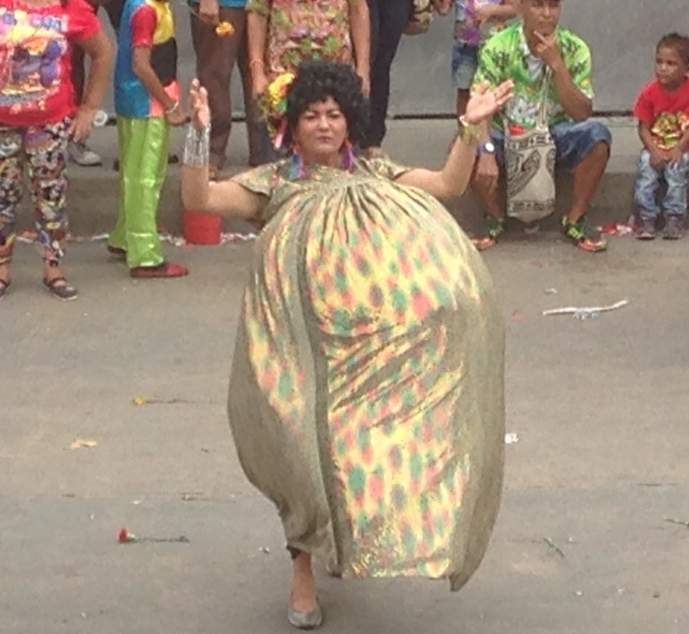
La panxa i' drap.

Tots dos personatges provenen del fet insòlit que va ocórrer al barri La Manga de Barranquilla al novembre de 1997. Liliana Càceres, que per aquell temps tenia 17 anys, va declarar davant el seu promés, Alejandro Ferrans, la seva família, metges i mitjans de comunicació que esperava nou bebès. Això va fer que la comunitat i fins i tot el governador del departament de l'Atlántico es mobilitzés per aconseguir fons per ajudar amb les despeses als joves d'origen humil. Es deia que Alejandro no surtia de la seva felicitat i alardeaba dels seus increïbles dots. Liliana per la seva banda li tenia prohibit al seu espòs qualsevol contacte físic incloent explícitament a les relacions sexuals, ja que temia que el moviment fes algun dany als bebès. No obstant això el 29 de novembre es va descobrir la farsa quan li anaven a practicar una ecografia a Liliana, que l'embaràs múltiple era en realitat pantalons, camises, tovalloles i fins a un pin de bitlles que feia de melic. La jove li va mentir a la seva parella pel temor de perdre-ho. La notícia va ser tan insòlita que en els anys posteriors es van popularitzar tots dos personatges i ara són comuns en el carnestoltes: d'una banda la dona embarassada de draps que sofreix de forts marejos, nàusees i antulls i per l'altre, l'home que presumeix de la seva virilitat i dels seus "poders sexuals".

### Disfresses col·lectives
Igual que les disfresses individuals, les col·lectius no tenen cap dansa específica que les associï. Algunes d'aquestes disfresses més típiques i representatives del carnestoltes barranquiller són:
|                      |             |                      |               |
| Las Negras Bollongas | Los Gorilas | Los Indios Caribeños | Las Muñeconas |

Las Negras bollongas

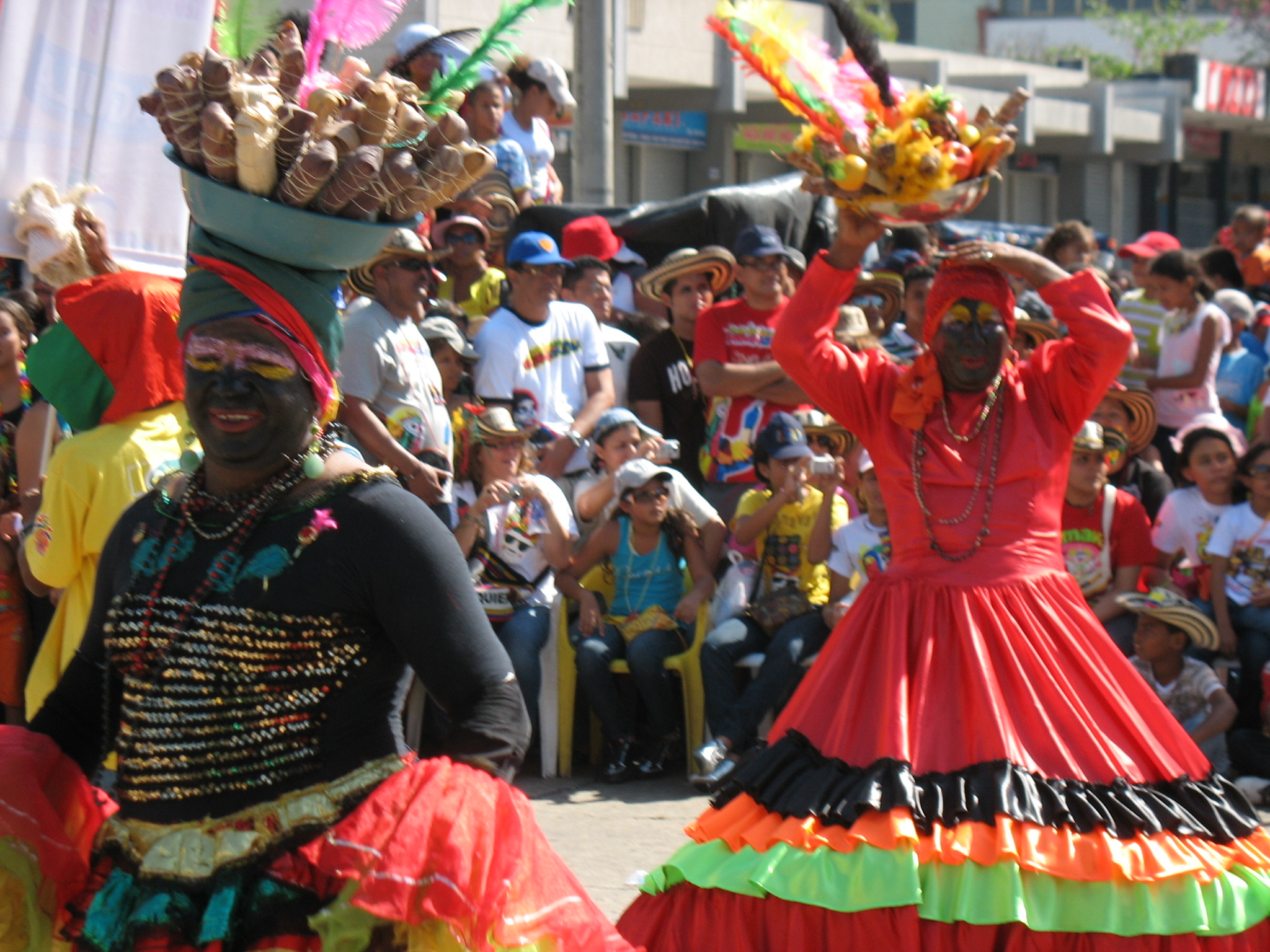
Negres Bollongas.

Aquestes disfresses col·lectives van ser una iniciativa de Francisco Solano qui decideix crear el seu grup "La Negres Bollongas" en el corregimiento de Juan Mina per a l'any de 1984. Amb la mort de Solano, la direcció del grup és presa per Alejandro Agámez qui aconsegueix realçar i donar importància a aquest grup. La disfressa és vestida per homes, els qui imiten a les dones que venen pels carrers de la Costa Carib colombiana los bolloss, embolicats a força de blat de moro típics de la regió. Consta de pols "juver" preparat amb oli, pintalabis i crema de mà humectante, a més d'una ponchera plena de "bollos" i fruites, i un vestit ampli i colorit, amb una brusa llarga amb volants, una faldilla ampla amb tres volanderes, amb adorns alegóricos al carnestoltes. Com a accessoris porten collarets, aretes, una pañoleta. Actualment aquesta disfressa col·lectiva participa de desfilades com el Pregó, la Guacherna, la Presa de la Ciutat, la Guacherna Gai, la Desfilada de la 44, la Gran Parada per la 21 i en les desfilades de Fundicaba.
Los gorilas

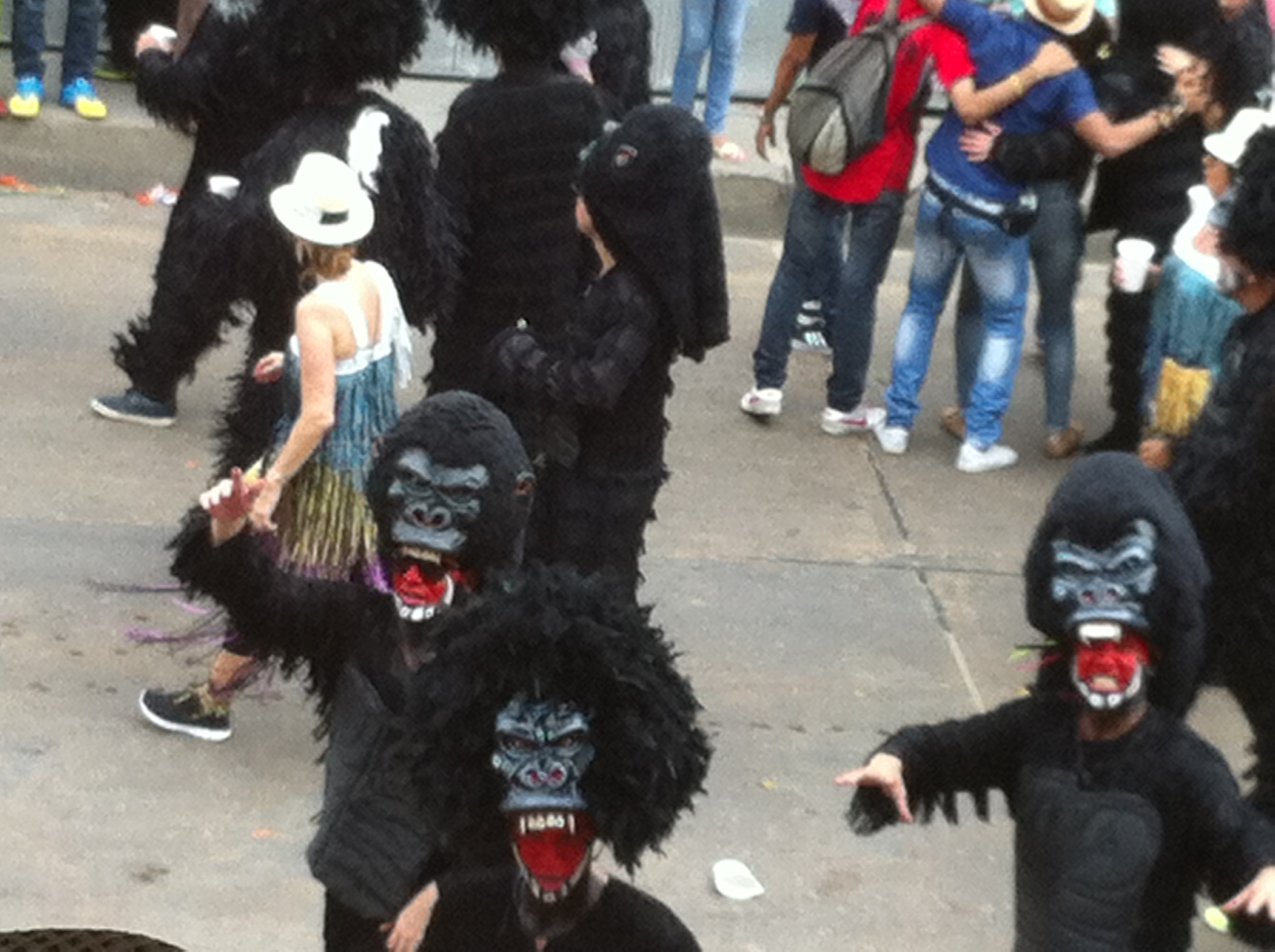
Goril·les.

La primera aparició d'aquesta disfressa data del carnestoltes de 1942 per part d'Enrique Salcedo, qui en el seu temps va ser famós per disfressar-se de diferents maneres cada carnestoltes i va decidir per a la seva primera desfilada curiosament portar la disfressa de goril·la. Dècades més tard Fernando Certain explica que el seu amic Álvaro Jaramillo Buitrago, cansat de veure les mateixes disfresses i comparses, va decidir caminar solament en el carnestoltes de 1987 no de goril·la sinó de mort. Per al següent any, Álvaro es trobava vivint a Bogotà, no obstant això va animar als seus amics per aconseguir màscares de mort que segons ell venien al barri El Pueblito i així disfressar-se tots de la mateixa manera en el proper carnestoltes. Els seus amics al no trobar aquestes màscares van comprar les úniques que van aconseguir: les de goril·les. Aplicant el refrany "Más vale paloma en mano que cien volando", les van apropiar i es van obstinar a confeccionar el vestit. D'aquesta manera es diu va reviure el costum de disfressar-se col·lectivament de goril·la.
Los Indios Caribeños
Aquesta disfressa col·lectiva va ser idea d'Héctor Molinares, qui vivint al barri El Bosque i desfilant en molts carnestoltes disfressat de congo, decideix crear el col·lectiu de disfresses “Els Indis Del Carib” juntament amb els seus amics propers l'any de 1994. La disfressa obliga al fet que els desfilantes es pintin tot el cos amb maquillatge color negre fum, el qual barregen amb oli i aigua de mel d'abelles. En el rostre es maquillen de colors minerals vermell, verd, groc al que barregen amb vaselina i es pengen argolles en el nas i en les orelles. Aquesta disfressa porta a més una llança fabricada amb fusta d'arbre de corozo, la punta del qual és feta amb tub de PVC. L'escut també està fet amb fusta del mateix arbre. Hugo Alvarado explica que el vestit porta un guayuco en tela de tigre, un cinturó amb una caravel·la de gos i collarets fabricats amb ossos de gos o gat i caravel·les d'icotea, que recullen quan s'assabenten que l'animal ha mort, ho enterren i esperen per trobar l'esquelet, rentar-ho i netejar-ho per al seu ús.
Las muñeconas

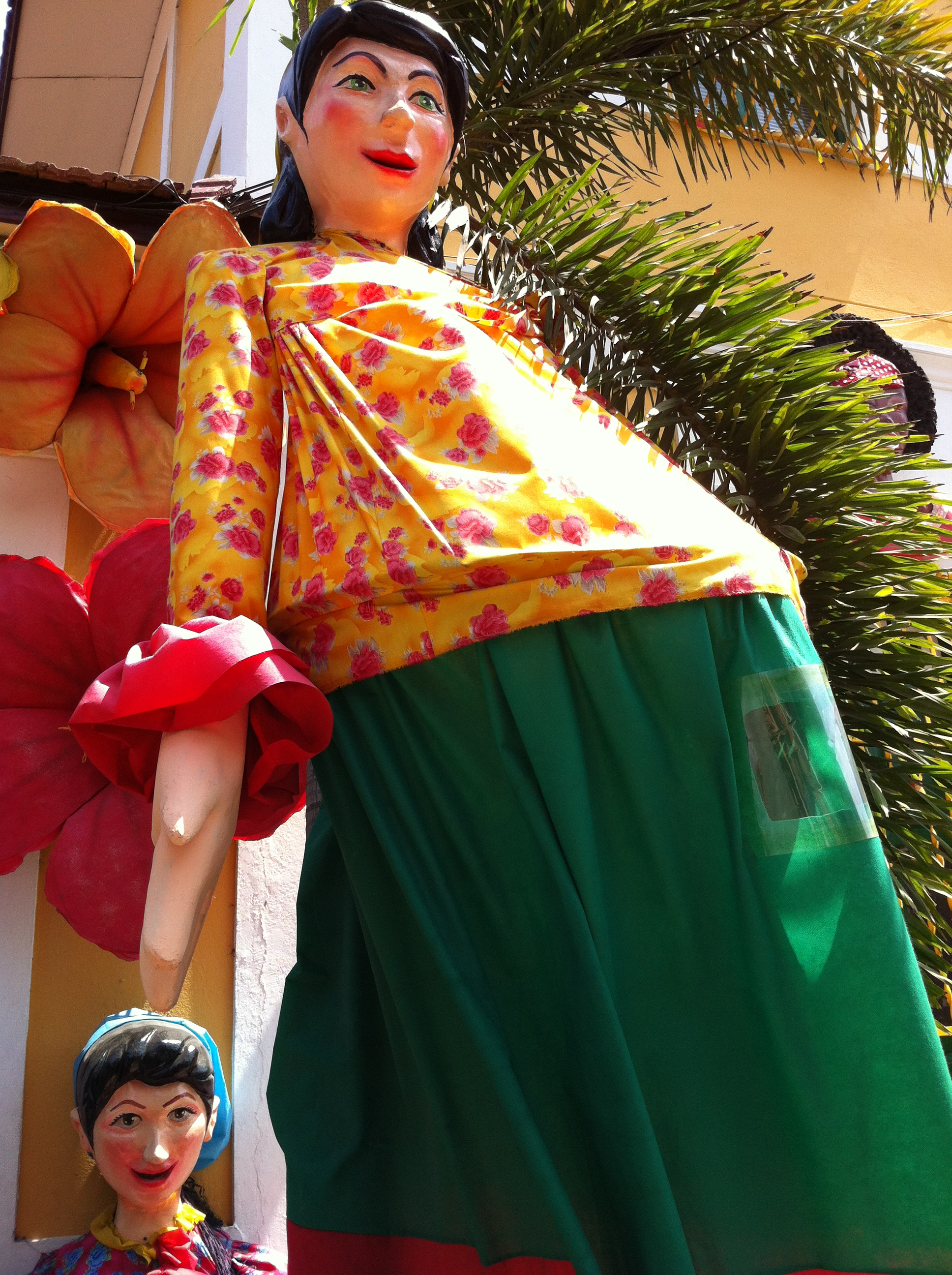
Muñecona a la Casa del Carnaval.

Disfresses creades el 1948 per Jorge Altamiranda, natural del barri Cevillar, qui li va demanar al seu pare fer un "Joselito Carnestoltes" gegant d'almenys tres metres d'alt. El seu pare qui eras artesà i feia estructures i carrosses per al carnestoltes es va negar a ajudar el seu fill amb la justificació que era perillós fer un ninot tan gran doncs aquest es podia caure, fer-li mal i fins i tot matar-ho. Per contra l'esposa de Jorge, Adela, va acceptar ajudar-ho amb el seu projecte, convertint el pati de la casa en un taller. El seu pare va aconseguir commoure's amb l'esforç del seu fill, no obstant la gent corria espaordida. La disfressa va aconseguir popularitat quan la Cerveseria Àguila li va oferir a Jorge un sucós contracte de publicitat en el qual aquest havia de construir dues muñeconas amb l'anunci de la cervesa en el pit i en l'esquena. Aquesta disfressa va aconseguir guanyar-se el Congo d'Or. El 1949 va treure un Rei Momo gegant i va tornar a triomfar. Actualment és bastant comú veure muñeconas personificant gent famosa o il·lustre.
Los Micos
Els micos són disfresses l'origen de les quals es remunta a les antigues danses dels indígenes que habitaven el territori. Es diu que la tradició d'anar disfressat en grup com micos té o més de 120 anys i que fa presència permanent en el Carnaval de Barranquilla des de fa uns 70 anys. La disfressa consta d'una màscara amb la cara de primat elaborada amb fusta tallada, a la qual després li ressalten els orificis dels ulls nas la boca amb pintura vermella. Els qui porten de la disfressa solen portar tarros, pals i diversos objectes i intentar robar-li pertinences als espectadors, tenint en compte la fama que tenen aquests animals d'entrar a les cases i prendre les coses sense permís. Des de 1967 la família Pérez Barranco del municipi de Soledad (Atlántico), comandada per Vicente Pérez Barranco, manté aquesta tradició malgrat les grans dificultats econòmiques que posseeix. Es diu que aquesta disfressa està en procés d'evolució cap a una dansa en estar acompanyat per caixa vallenata i acordió, no obstant això a causa que no posseeix coreografia i els moviments són lliures sense relació alguna amb la música, això encara no és molt clar.

### Personatges representatius
|                    |
| Reina del Carnaval |
| Rey Momo           |

La Reina del Carnaval

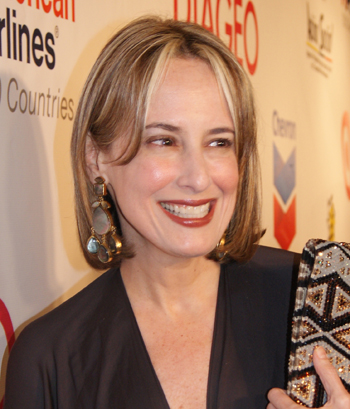
La dissenyadora de modes Silvia Tcherassi, reina del Carnaval de Barranquilla de l'any 1986.

La designació és realitzada anualment per la Junta Directiva de la Fundación Carnaval de Barranquilla, entitat oficial que organitza el carnestoltes, i és promulgada en el segon semestre de l'any, amb freqüència en els mesos d'agost o setembre. Mitjançant la Lectura del Pregó, a mitjan mes de gener, la Reina del Carnaval promulga l'única "llei" que han de complir els barranquillers durant les festes de carnestoltes: ballar i gaudir fins que el cos aguanti. El dissabte de carnestoltes, la reina presideix amb la seva carrossa la desfilada de la Batalla de Flors, seguida de nombrosos grups folklòrics, cumbiambas i comparses. A més, durant els precarnavales, te que anar a balls i revetlles populars, encapçala comparses com la Dansa del Gargot i la desfilada de la Guacherna, i en els propis carnestoltes també ha de presidir, a més de la Gran Parada i el Festival d'Orquestres, nombrosos actes públics populars i l'enterrament simbòlic de Joselito Carnestoltes. Entre les reines del Carnaval de Barranquilla que han convertit en referents de la cultura barranquillera es troben la dissenyadora de modes Silvia Tcherassi i l'escriptora feminista Marvel Moreno.
Rey Momo
És un dels personatges centrals que presideixen el carnestoltes, sent la contraparte masculina de la reina, a qui acompanya en les diferents activitats i desfilades. Té el seu origen en el déu grec del mateix nom, que presidia la burla i el sarcasme, fill del Somni i de la Nit. Com a Rei Momo del Carnaval de Barranquilla es tria anualment a un home, generalment gran, que ha estat estretament lligat a la festivitat. Al costat de la reina rep les claus de la ciutat durant la Lectura del Pregó.
Las Reinas populares
Són les sobiranes de cadascun dels barris populars de la ciutat. La reina és anomenada Reina de Reines. cal destacar que aquest regnat popular va ser patrocinat per la desapareguda cadena de grans superfícies "Emmagatzemis Viver", però des de 2010 és patrocinat per Magatzems Èxit.
Los Reyes infantiles
Els reis infantils -Rei Momo infantil i Reina infantil- compleixen la funció de convocar als nens durant les activitats del Carnaval de Barranquilla. Tenen un paper molt important durant el Carnestoltes dels Nens, situat durant el Precarnaval.
Joselito Carnaval
Personatge que simbolitza l'alegria de les festes, qui hi havia "ressuscitat" dissabte de carnestoltes i "mor" l'últim dia cansat i "malestant", per a "ressuscitar" l'any següent al pròxim carnestoltes.

## Letanías

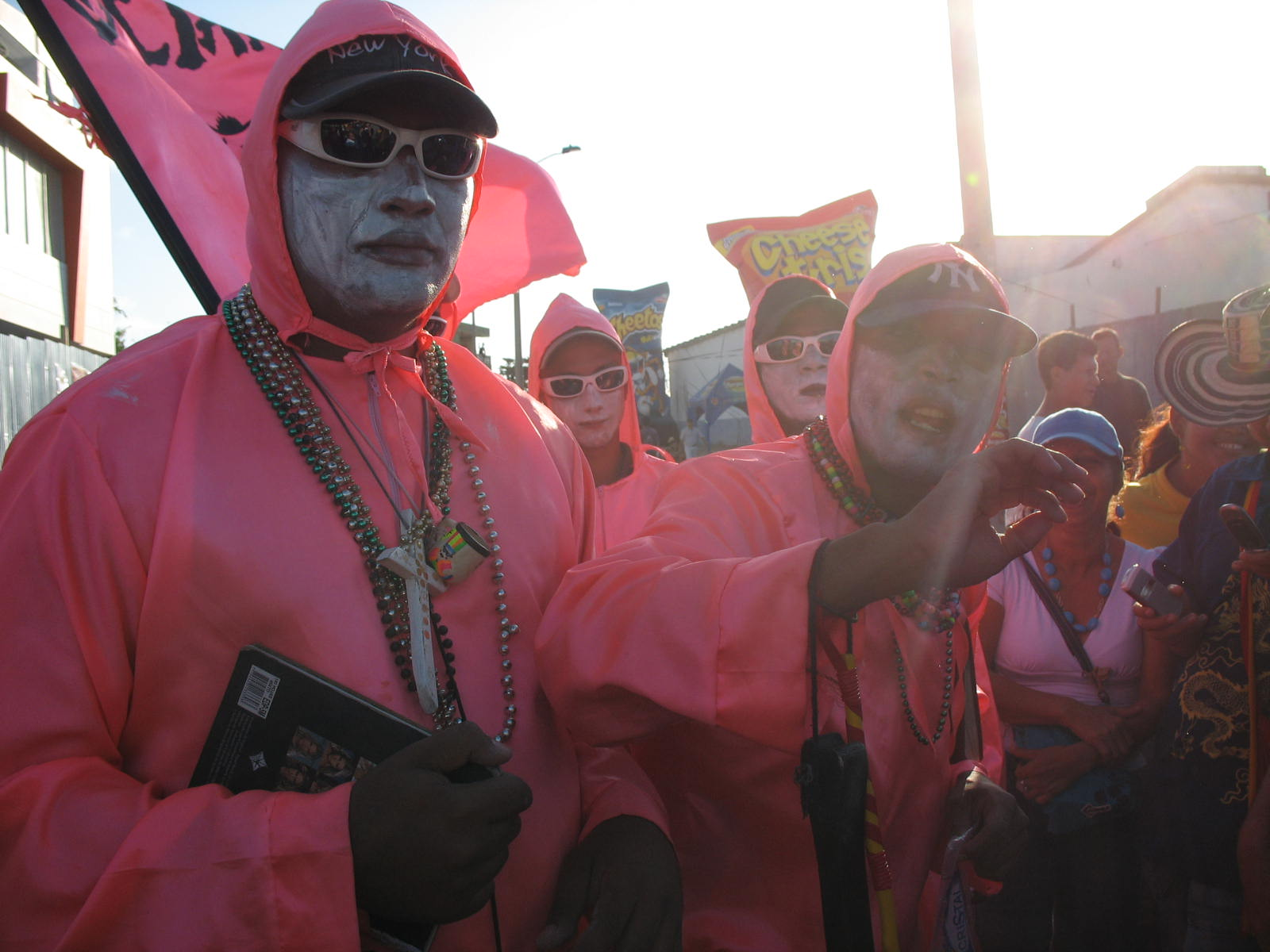
Grup de lletanies.

Les lletanies del Carnaval de Barranquilla són versos senzills de característica entonació d'oració catòlica amb els quals satiritzen, ventilen, critiquen, i es fa burla de temes i personatges de l'actualitat local, nacional, i internacional durant la celebració. Les lletanies del Carnaval de Barranquilla són una paròdia o contraposició a les oracions catòliques amb què s'invoquen a Jesucrist, la Verge o els Sants com a mediadors.
Les lletanies consten de dues parts. La primera és el rés que consta de quatre versos, i és entonat per només un dels integrants del grup de lletanies. Quan aquest acaba, ve el cor i llança una sentència de 2 versos.

## Indústria del carnestoltes

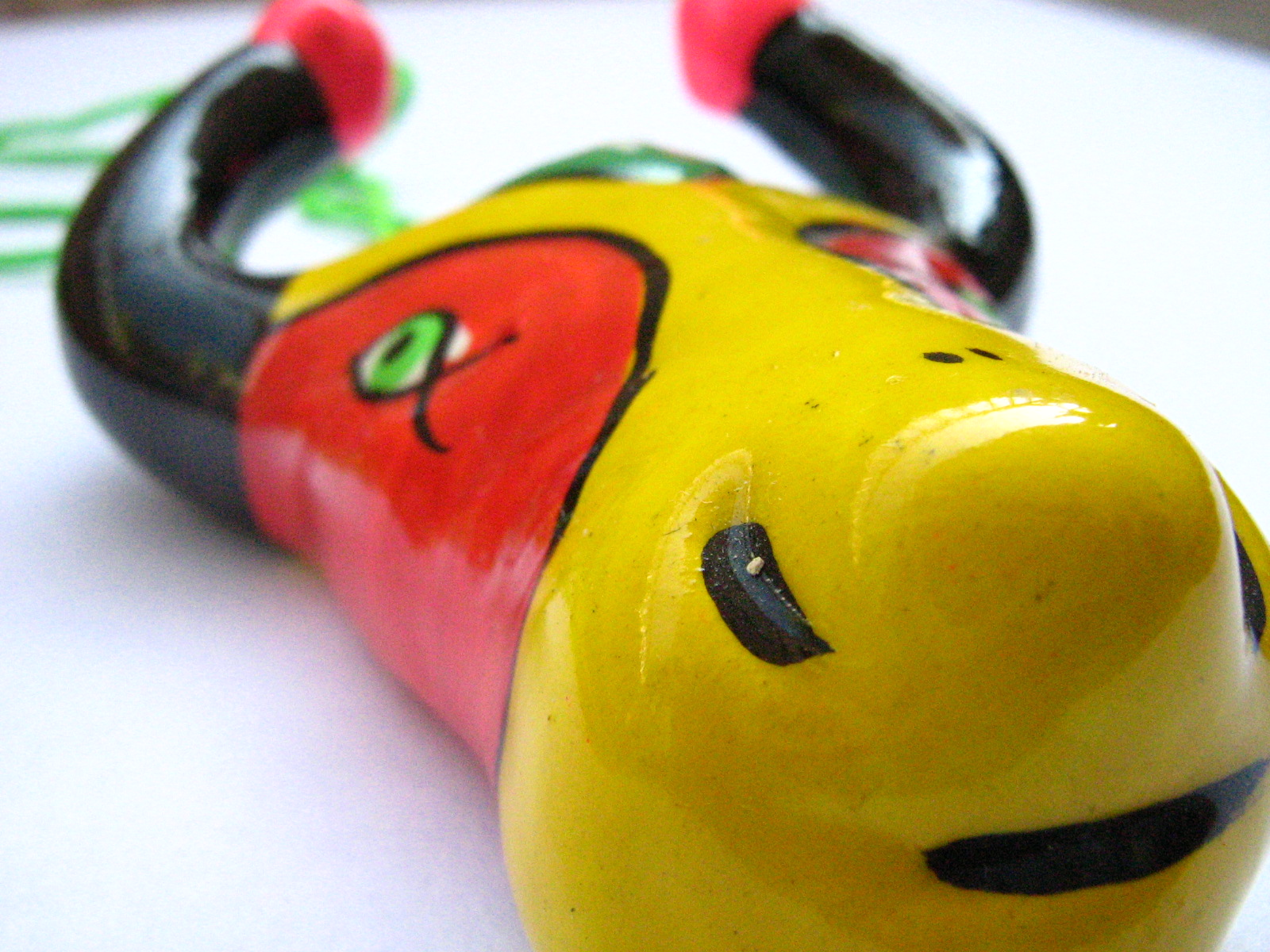
Artesania del torito.

El Carnaval de Barranquilla al llarg de tota la seva evolució ha tingut el finançament de l'empresa pública i privada, a més es destaca amb la creació de les artesanies que en diversos gèneres li donen vistositat i elegància a la festa, donant-li un entramat de cultura i tradició, amb la creació de suntuosos vestits, creació de màscares, disfresses, motxilles o instruments musicals. Els artesans provinents de diferents municipis es reuneixen en fires artesanals i comercialitzen els seus productes. Les seves creacions artístiques són realitzats en diferents materials: ceràmica, fusta, petxines, caragols, fique, pita, bijuteria, tela, lluentons, entre d'altres, on es destaca el característic de la festa i la regió del Carib.
Molts dels productes originals al·lusius al Carnaval de Barranquilla es troben de venda en els diferents magatzems d'art, i fins i tot en llocs de venda ambulants. Durant la temporada del carnestoltes aquests productes són molt venuts i formen part de la dinàmica comercial. La varietat de productes és exòtica, hi ha des de miniatures de màscares, ninots i accessoris fins al més complet de disfresses, instruments musicals, adorns i utensilis per alegrar la festa carnavalera.
Segons Fundesarrollo, en el període 2002-2008, els grups (comparses, cumbiambas, danses, etc) van passar de 350 a 539, amb una taxa de creixement geomètrica mitja anual de l'11.8% i els seus participants de 17.231 a 29.870 amb una taxa de creixement geomètrica anual del 9.6%. En relació amb l'any 2003, any en què la Unesco va proclamar al Carnavls de Barranquilla com a obra mestra del patrimoni anal i immoral de la humanitat, el 2008 es va aconseguir un creixement de 56.9%. Del 2008, els músics, confeccionistas de vestits i disfresses, auxiliars i d'altres van passar d'11.633 el 2002 a 22.715 el 2008, amb una taxa de creixement geomètric mitjana anual de l'11.8%. En relació amb el 2003, el creixement el 2008 va ser de 62.6%. Això mostra un nivell important d'ocupació de gran nombre de persones, generalment pobres, la majoria aturats. A valors reals del 2008, en el període analitzat 2002-2008, la inversió social va ser de $23.130.000.000, amb una taxa de creixement anual del 18.2%; si es compara el creixement de la mateixa en relació amb el 2003, aquesta va ser de 68.6%. Això recolza la idea que gran part del desenvolupament que ha tingut la indústria del carnestoltes s'ha donat gràcies a la proclamació del Carnaval de Barranquilla per part de la Unesco com a obra mestra del patrimoni oral i immaterial de la humanitat l'any 2003.
El Carnaval de Barranquilla genera guanys bruts calculats en $13.473 milions de pesos (2001-2007), a través de l'augment de l'activitat comercial, com a venda de menjars, begudes alcohòliques i refrescs, teles, pasamanería, papereria, barrets i tocats, transport i instruments, i la publicitat que comercialitzen els operadors, sense comptar amb els serveis de hotelería que serveixen als múltiples turistes.